# 3年B組金八先生
『3年B組金八先生』（さんねんビーぐみ きんぱちせんせい）は、1979年（昭和54年）から2011年（平成23年）までの32年間に渡り、TBS系で断続的に制作・放送されたテレビドラマシリーズ。

## 概要
1979年からTBSで放送されていた学園ドラマ『桜中学シリーズ』のメインとなる作品。東京都の区立桜中学校（第3シリーズとスペシャル7・8のみ区立松ヶ崎中学校。いずれも架空）を舞台に、中学校の教員である坂本金八が、学級担任をしている3年B組内に起こる様々な問題を体当たりで解決していく。そんな彼の姿に心を打たれた生徒たちが考えを改め、人間として成長していく様子を描く。
製作本数はスペシャルを含め185本。金八が定年となるのを理由に、2011年3月27日放送のファイナルをもって物語の幕を閉じた。断続的ではあったが、放送期間32年という長期作品であり、『水戸黄門』や『渡る世間は鬼ばかり』とともに、TBSを代表するドラマ作品となった。
番組終了直後の2011年夏には、赤坂サカスの「夏サカス2011〜笑顔の扉〜」イベントで3年B組の教室が再現され『金八』の歴史が展示された。
2019年7月に行われた「理想の教師が出てくるドラマ人気ランキング」では、金八先生が2位を獲得した。
2020年10月から2021年3月までParaviで全シリーズの配信が行われた。
2023年4月から10月まで、全8シリーズに12のスペシャル回を合わせた全185話が、TVerとTBS FREEで無料配信された（毎日1話ずつ更新）。
（2024年10月からも全話配信がスタート）
先生役として主役オファーを受けた武田鉄矢の当時の位置付けは個性溢れる助演俳優としての評価。視聴率を争うゴールデンタイム（プライムタイム）の主役では頼りないのではという声が上がっていた。武田自身も新聞で「武田に『熱中時代』の水谷豊の真似をさせてTBSは何をくるってるんだ」という記事を読み、「当たってる。みんなでオレを試す気だ。ヘタだったら笑うつもりでいるんだ」という強迫観念が先に立ったという。「脚本家も演出もオレの気持ちなんか分かりゃしない。オレを本当に分かってくれるのは、共演者のガキしかいない。それで芝居のヘタのガキを恋人のように愛しました」などと述べている。先生にしたくて福岡教育大学まで行かせた息子が途中でいなくなり、テレビで先生をやっている息子を観て、武田の母・イクは大喜びしていたという。

## ストーリー
ストーリーの主要部は1時間枠の連続ドラマとして放送され、第1シリーズから第8シリーズまでのレギュラー放送があった。このほか、連続ドラマの各シリーズ間に挿入される形で、単発のスペシャルドラマが12作品放送された。
各シリーズは週1回で放送され、期間は10月開始の翌年3月終了の原則2クール（半年）だが、第3シリーズのみ12月終了の1クール（3か月）となっている。シリーズ開始当初、民放のテレビドラマは2～4クールの放送が一般的であったが、テレビドラマの1クールが定着した1990年代以降は異色の存在となっていった。
ドラマで扱われるテーマには時勢も反映され、教育現場においての時代に応じた課題が扱われることも多かった。

## 出演・登場人物
生徒とその家族・親戚については他クラス生徒も含めて「3年B組金八先生の生徒一覧」を参照のこと。坂本家と親族関係でない限りは基本的に名字で記載する。兄弟姉妹や保護者は基本的に記載しないが、複数作に渡り出演している者に限り記載する。
キャスト横の（）欄の出演した作品については
- 本編、スペシャル（SP）、特番、他作品の順に記載。
- 特番については、同は金八25周年同窓会、直はファイナル直前スペシャル、Fはファイナルへの出演。
- 他作品への出演については、新は新八、仙は仙八、貫は貫八への出演とする。
- 基本的に結婚前の旧姓で記載する。

### 坂本家
坂本 金八
演 - 武田鉄矢
本作の主人公で、国語科担当。初期のシリーズは長髪。SP1以降は髪が短くなった。
福岡県福岡市出身。1950年（昭和25年）8月8日生まれ、血液型A型。福岡教育大学教育学部を卒業し、東京都の教員採用試験を受け、中学校の国語教員となる。学生時代は柔道をしていたが、柔道部の顧問ではない。第4シリーズではスポチャン同好会の顧問を務めたが、第7シリーズでは遠藤と小田切がスポチャン部の顧問を務めている。
常に生徒の身になって行動する温厚な教師であり、生徒の個性に対して寛大であるが、道徳に反する行動や成すべき事から目を背ける事を嫌い、第7シリーズでは覚醒剤乱用により錯乱状態になった3Bの丸山しゅうに詩を聞かせたり、第8シリーズでは父親の自殺により引きこもっていた3Bの里中憲太郎に立ち直るきっかけを与えている。
また生徒のためなら身を厭わず、第5シリーズでは生徒との約束を守るために懲戒免職を覚悟で生徒数名に平手打ちを行い、第6シリーズでは成迫正則を預かり、今井儀の自宅の火事事件で火の中に飛び込み、第7シリーズではヤクザに攻撃された丸山親子を守るために抵抗し、薬物乱用で錯乱状態になった丸山しゅうを取り押さえて落ち着かせ、最後まで丸山に付き添うなどしている。
一方で短所もあり、第7シリーズでは丸山の家に数回宿泊するなど多くの時間を丸山と共に過ごしていたが、覚醒剤を使用した父親の逮捕後に丸山も覚醒剤を使用し始めた事に全く気付かなかった。覚醒剤を乱用する丸山の覚醒剤乱用者特有の症状（幻覚、幻聴、手の震え、食事を摂らない、水の頻繁な飲用、表情の変化、蟻走感による腕の掻き傷、粗暴になる等）を頻繁に認知していたにも拘らず、丸山が極度の重症になるまで全く気付かず、疑わず、最終的に丸山が少年院送致となってしまう。また丸山の母親が丸山の覚醒剤乱用を自宅で止めさせるために病院来院を拒んでいた事に対しても、丸山の覚醒剤乱用を察知しなかった。生徒の方が逸早く丸山の覚醒剤乱用に気付くなどしており、丸山の覚醒剤乱用発覚後、金八も教師としての過失を認めており、教師としての観察力に問題がある。
また行き過ぎた熱弁・力説、感情的な説得によって逆に生徒や保護者の反感を買い、クラス全体からボイコットされるなど、教師として未熟な面がある。
演者の武田鉄矢が坂本龍馬を尊敬しているため、坂本龍馬を尊敬している設定になっており、坂本金八の苗字「坂本」も坂本龍馬が由来である。喫煙者。運転免許は持たず、徒歩や自転車で移動しており、必要であれば同僚や教え子に同乗している。
第7・8シリーズでは、中学時代の好きだった女子の事を生徒に話している。
基本的には「金八先生」又は「坂本先生」と呼ばれている。砕けた呼び方（愛称）は「きんぱっつぁん」だが、1・2期生と服部しか使用してない（5期生の入船、戸田などは本人のいない所で呼ぶ事もあった）。左右田は英語読の「ゴールドエイト」、柴崎だけが「ハッチ」と呼んでいた。旧友からは「金ちゃん」と呼ばれていた。第7シリーズで桜中学に復帰した当初、自己紹介で黒板に名前を書いた際、中村に「かねはち」と読み間違えられた。
第1、2シリーズでは、福岡出身であることもあり博多弁で喋るシーンも散見されたが、第3シリーズ以降は露骨に博多弁を喋るシーンはほぼ登場しなくなっている。好きなタイプはかたせ梨乃。得意料理は焼きそば、好物はプリン。
エアポケットが苦手で、「ジュラルミンのでっかい奴が空を飛ぶのが未だに理解できない」という理由で飛行機嫌い。第2シーズンで福岡の若杉病院を訪れた際は新幹線で行き、帰りは最終の東京行新幹線に乗りそびれ、まだ時間的に飛行機であれば当日の帰京が可能なため看護師が予約をしようとしたのを断り、あえて寝台特急と新幹線を乗り継ぐ方法で帰京、月曜朝の出勤時間に遅刻して戻った。
劇中では、桜中学と松ヶ崎中学を舞台としており、ほぼ毎年3年B組を担任している。また、世田谷一中では生徒会の顧問を務めた他、第5シリーズでは生活指導主任を担当した。
桜中学赴任当初は片道1時間以上かかる狛江駅近隣のアパートで一人暮らしをしていたが、吉村の失踪事件を機に、君塚から下宿先として池内商店を紹介され、以降はこの池内家で生活。第2シリーズでは生徒から「天路と田沢のどっちがタイプ?」と聞かれている。その後、天路と結婚し、2人の子供を授かる。のちに妻に先立たれ、子供達と3人で暮らすようになるが、再婚はしていない。ファイナルでは子供が全員独立したため、再び一人暮らしになっている。子供である乙女・幸作は共に桜中学の出身である。
大森とは赴任初日に痴漢の誤認逮捕で知り合い、当初は大森に「こんな奴見たことない」と言われたが、君塚が「今日赴任してきたばかり」と仲裁に入る。
両親については、第2シリーズ1話で福岡の若杉病院に向かう為に博多駅に着いた際に母親に電話していたり、初期のシリーズでは空に向かって博多の母親にお祈りするシーンがあったものの、第5シリーズの段階では両親は共に死去していると言及している。
結婚後は池内家からアパートに引っ越し、妻の死後は団地に移り、第5シリーズでは教え子に紹介してもらった荒川土手近くの中古の一軒家を購入している
金八の職歴
1973年04月 - 1979年09月　東京都世田谷区立世田谷第一中学校　教諭
1979年10月 - 1988年03月　東京都足立区立桜中学校　教諭
1988年04月 - 1995年03月　東京都足立区立松ケ崎中学校　教諭
1995年04月 - 1995年10月　文部省教材研究課
1995年10月 - 2002年03月　東京都足立区立桜中学校　教諭
2002年04月 - 2004年03月　東京都足立区教育委員会事務局改革推進課　指導主事
2004年04月 - 2011年03月　東京都足立区立桜中学校　教諭
天路 里美
演 - 倍賞美津子（1 - 4、SP1 - 9、新、4以降は遺影・声のみ）
金八の妻で、養護教諭。豪放磊落な性格で、独身時代から苗字をもじって「アマゾネス」と呼ばれ、生徒から恐れられるほど男勝りだった。
その反面、人一倍涙もろく、金八赴任以前の卒業式で感極まって号泣、その事が原因で式の進行を妨げてしまい翌年以降は卒業式には臨席せず、職員室や保健室で待機していた。
第1シリーズでは、「愛の授業」の必要性を訴える金八に賛同し、自らも女生徒に対する授業を行った。また、スポーツ特待生は健康チェックが厳しいと指摘し、平山に怪我を完治させるのも大事だと諭している。
松浦の後妻の話を聞いて悟がツッパる理由が父親にあると指摘している。
第2シリーズとSP1の間に金八と結婚し、楓中学校へ転任。SP1の時には乙女を、SP2のときには幸作を身ごもっていた。SP8と第4シリーズ第1回の間に乳癌のため病死する。結婚、死去ともに設定のみでストーリー中は描かれていないが、第7シリーズ『命とは何だろう…?金八先生、涙の授業』で里美を看取った様子を金八が涙ながらに生徒に話すシーンがある。死後も金八の夢枕に立ったり、一時的に霊能力を得た川上に金八への伝言を頼んだりするが、倍賞は出演していない。
坂本 乙女
演 - 大路明日香（SP2・3）→江口美穂（3、SP4 - 8）→星野真里（4以降、4では星野真理、SP9以降改名）
金八の長女。東京都足立区出身で、1982年生まれ。桜中学校→東京都立晴海総合高等学校（SP9の終盤の入学式では東京総合高等学校と表記されていた）→千葉大学教育学部を卒業し、樫の木養護学校教諭になる。幼少期から明るくしっかり者。かなり気が強いが、外面は良い。
4期生の伊丸岡とは公私で交友があり、高校入学時も「待ってた」と言われている。そのほか、杉山・坂田・遠藤に一目惚れされており、この3人が乙女のことで喧嘩したこともある。その他、4期生男子からも「猿が白雪姫を産んだ」とか「本当に金八先生の娘?」などといわれ、カワイイともてはやされていた。
中1の段階では母親を担当した看護婦を見ていて看護師を目指していたが、高2では養護教諭に変わっており、最終的に母親と同じ道を歩む事になる。大学1年で教育学部に入った第6シリーズでは自身の大学生活のことを樫木・桜木・佐藤け・広島ら先輩と中里に話す。
赤ん坊の頃、腸重積を患い病院に運ばれたことがあり、Rh-AB型という稀少な血液型のために輸血が困難になり、危篤状態になるが同じ血液型で2期生の岩沼からの輸血で一命を取り留めたので幸作の命名に岩沼から1字取った。ファイナルでは青沼のプランの元、湯山と結婚・挙式したが、金八は「杉山にやっとけば良かった」発言している。
第4シリーズでは1年A組に在籍、入学から半年後に金八が桜中学に復帰して3年B組担任に就任している。SP9では3年B組に在籍しているが、この時金八は2年B組の担任であり、幸作のように後に父親が担任になるクラスに在籍していたわけではない為、幸作とは違い金八3Bの一員ではない。また、父親が担任になって欲しくないと語っている。
第5シリーズで宇多田ヒカルのファンであることが語られている。SP9では、4期生が作ったタコヤキお守りを合格祈願お守りとして4期生から送られているが、杉山と坂田のものは縁起が悪いからと金八が受取拒否している。
名前は坂本乙女から。
坂本 幸作
演 - 江口雄大（3、SP4 - 8）→佐野泰臣（4以降）
金八の長男。東京都足立区出身で、1984年生まれ。桜中学校→東京都立青嵐高等学校→埼玉大学教育学部を卒業。第5シリーズでは当初3年B組に在籍していたが、当時の担任・中野の入院に伴い、父の担任就任で3年C組に組替えされる。3B生徒による中野への集団暴行時は途中から教室に戻ってきて兼末達を止めようとした。中野の事は不快に思っていた。兼末や安井とは幼馴染。第5シリーズでは父の担任就任まで3年B組に在籍していたため3B生徒たちとは親しく、6期生からも慕われていた小野寺のような発達性障害を持っている者や不登校児の面倒見が良い。第6シリーズでは悪性リンパ腫を発症し、一時は自暴自棄になり、生死の境を彷徨ったが克服する。この時倉田正子（伊藤麻里也）と親しくなるが、その後の動向は不明。長期入院で留年と大学不合格で一浪しているので兼末らとは2年離れていることになり、6期生と同じになる。第7シリーズでは大学受験に失敗し浪人していたが、その後埼玉大学教育学部に合格。第8シリーズ第7回から第11回まで教育実習生として桜中学で教育実習を受けていた。英語が苦手な茅ヶ崎がキング牧師の演説を正確にスラスラと読めた事に驚愕し、茅ヶ崎の為に英語の時間にキング牧師に関する社会の授業をやってしまっている。この事は矢沢と遠藤から叱責を受けたが、本田と乾は「やりますね、金八のDNAを受け継いでいる」と感心している。第7シリーズまでは安井に惚れていたが、第8シリーズでは同じ大学の沖縄県出身の1学年上の女性と交際している。当初は結婚を前提に交際しており、彼女の地元で暮らすために沖縄の教員採用試験を受けようとしていたが破局し、東京都の教員採用試験を受けようと考えた。結局は群馬県の中学校教員となった（ファイナルで翌年度に3年B組の担任に就任することが内定していた）。なお、演じている佐野自身も教員免許（国語科）を取得している。3年B組の一員として扱われており、謝恩会や同窓会にも出席しているが、兼末から「あれ?3年C組北先生でしょ?」とつっこまれる他、小野寺から「3Bの宴会部長」と言われている。坂本家内では調理することが多い。一度でいいから父ちゃんの生徒になりたかったと語っている。
名前の由来は、乙女の命を救った岩沼幸一郎から一文字をとったもの。｢幸せを作る人｣という意味で名付けられている。
書籍上では4期生の佐藤賢治と友人関係。
湯山 朋弘
演 - 蟹江一平 （8、F）
樫の木養護学校教師で乙女の先輩で交際相手。バツイチ子持ちで、娘との約束を果たすために乙女との結婚を拒んでいたが、金八の後押しもありファイナルで結婚した。金八は乙女を杉山の嫁にやっとけば良かったと言っている。

### 地域
大森 巡
演 - 鈴木正幸
金八同様、スペシャル・特番・姉妹作も含めた全作に出演。千住東警察署北千住派出所勤務の巡査で、津軽弁で口うるさくおせっかいで金八に絡む。SP2では血液型がA型の金八とは対照的なB型であることが明らかになる。深川の件では彼を職質した足立警察署管内の警官から庇っている他、成迫の件では金八に直接連絡を入れている。金八と知り合ったキッカケは痴漢の誤認逮捕で、君塚の介入で無罪放免になった。以後、毎朝荒川土手で金八と口論をくりひろげる「ケンカ友達」であるが、「喧嘩する程仲が良い」という証拠で、SP9では金八のことを上司に「友人」と公言している他、国井に「朝っぱらからみっともない」と言われた際も、「これは気合入れる為の僕と金八君との朝の挨拶」だと返している。正義感が強く根は悪くないが単純で、すぐ地域の人々の問題に首を突っ込む。第4シリーズでは生い立ちと警官になった理由が語られ、これに感化された北郷が警察官を目指すきっかけとなった。出世は望んでおらず、地域勤務であることを誇りに思っている。
普段は拳銃を発砲しないが、SP9で金八がオヤジ狩りに遭った際、金八に暴行を加えた少年に対し威嚇発砲をし、そのせいで危うく謹慎処分となりかけた。
金八帰郷時の土産は干物。
自転車「ホワイトアロー号」を愛用。ただ、愛用している自転車にも拘わらず、なかなか上手く乗りこなすことができない。不審者を発見した時など大事なシーンに限って、運転を誤りよく転倒する。また、金八らを追いかけようとした直後に三輪車に乗った幼児と衝突し、その幼児を泣かせてしまったこともある。第5シリーズでは、兼末雄一郎を追いかけている最中に、道政の運転する車にはねられる。
ファイナルでは、定年する金八と時を同じくして、自身も定年となり、交番相談員として今後も地域のために活躍することが語られた。SP3では安恵の義母が起こした交通事故では横暴な態度を取っていた他、池内一郎が「黒服の男が立ちションしていて飛び出した」と言う証言も「悪ガキ」の一言で無視していた。池内シカには「バカお巡り」、星野には変な奴、SP10では室岡の隣人からヘボ巡査と言われている。
巡の名は、本来作中では設定されておらず、第5シリーズ当時公式ウェブサイトのインタビューで鈴木本人が答えたものである。
道政 利行
演 - 山木正義（4以降全て）
かつての金八の受け持ち生徒である大川明子の夫でスーパーマーケット「スーパーさくら」の経営者。第4シリーズから登場。入院時に世話になった明子に惚れて結婚した。明子と共に桜中学の生徒によく声をかけており、桜中学の行事開催時に差し入れする事も多い。坂本家とは親密な交流があり、スーパーの常連でもある。書籍上では桜中学のOBとなっているが、過去作には未登場。
道政 太郎
演 - 田中雄士（5 - 7、SP9）
道政夫妻の長男。第5シリーズでは礼儀正しい幼稚園児。第7シリーズでは小学生に成長し、3話でマリファナで気絶している小野と長坂を発見し、失禁してる小野を「うわぁ寝小便してるぅ」、嘔吐してる長坂を「うわぁ汚ねえ！」と発言しており幼年期とは逆に言葉遣いはやや悪い。第8シリーズでは名前のみ登場。
池内 シカ
演 - 都家かつ江（1、SP1、遺影）、千石規子（2）、大路三千緒（SP2）
池内友子の母で雑貨店を経営していた。愛称は「おシカばあさん」。吉村を徹夜で捜索していた金八がたばこを買いに立ち寄った際が金八との初対面だったが、目を真っ赤にした金八を徹夜麻雀明けと勘違いして説教している。第1シリーズでは妊娠が発覚した浅井雪乃の強い信念に感銘し、娘と君塚と共に教育委員会と福祉事務所を説得、実家から見放された浅井を自宅に引き取り出産まで面倒を見た。SP3では故人。第2シリーズでは通学途中に公園で倒れた高橋を助け、大森に救急車を呼ばせておきながら、大森を「バカお巡り」呼ばわりしている。第3シリーズ3話で三浦の飲酒事件が起きた際、金八は山津と杉山に、彼女は必ず年齢を聞いてから酒を売っていたことを話している。基本的には面倒見のいい世話好きで、君塚によれば金八が下宿する前も数名の桜中学の教師を下宿させていたという。
安井
演 - 柴俊夫（5 - 7、F）
安井病院→安井総合病院長。娘のちはるもファイナルでは当病院の看護師となっている。兼末麻美の兄とは高校の同級生であり、兼末家とは家族ぐるみの付き合いをしている。健次郎達のことも幼い頃から知っており、兼末家の家庭事情を知る数少ない人物でもある。第6シリーズでは、悪性リンパ腫を発症した幸作の事で金八の相談に乗ったりもした他、第7シリーズでは病院を移転させて総合病院に昇格させた他、丸山しゅうの打撲の原因がDVである事を見抜いたり、丸山の覚醒剤事件の発生時には、丸山の体内から覚醒剤を抜く治療を引き受けた他、保護者やPTA、地域住民達に未成年者の薬物汚染の現状についての説明を行い、ファイナルでは狭心症となった金八の検査を行う。
しかし医師としては判断ミスも所々で見られ、第5シリーズでは健次郎の兄への助言が原因で殺傷事件が発生してしまい、第6シリーズでは幸作に正月の一時帰宅を許可した事が原因で幸作が肺炎の重篤となってしまうなどのトラブルが発生している。
安井病院はSP10以降も、坂本家と桜中学の生徒や教職員の掛かりつけ医院として登場しており、SP10では空き巣の疑いを掛けられて逃走中に負傷した入船が、第6シリーズでは悪性リンパ腫で入院した幸作の他に、自殺未遂した木村の父親と虐待を受けていた信太の継母の娘が入院した他、自宅出産の打ち合わせと経過観察で乾（小椋）英子と、性同一性障害のカウンセリングで鶴本が通院しており、第7シリーズでは小林（渡辺）が出産で、千田が狭心症で、小塚が自殺未遂で、小野と長坂がマリファナ中毒で入院した他、丸山も前述の覚醒剤事件の発生前に河合と下部から暴行を受けて負傷した際、当病院に搬送されて治療を受けており、性同一性障害のカウンセリングを受けた鶴本も、当病院で男性ホルモン投与が始まる直前であり、第8シリーズでは江藤がエコノミークラス症候群で、北山の父がアルコール依存性で、ファイナルでは金八が狭心症で、加藤が盲腸炎で入院した他、院内学級も設置されており、第6シリーズでは三宅が院内学級の講師として勤務しており、金八は木村達からいじめを受けて不登校になった江藤を、院内学級に通わせる形で預けていた。
兼末雄一郎
演 - 須藤公一（5・6、SP10）
兼末健次郎の兄。年齢は第5シリーズの時点で21歳。開栄高校から東京大学に一発で合格できる程の秀才であるが、元々人付き合いが苦手だったこともあり、入学後に人間関係に悩み始める。アメリカ留学を勧める母とそれに反対する姉の板挟みに耐えかね、部屋にひきこもり、家庭内暴力を振るうようになる。その後は深夜になると度々家を抜け出して町を徘徊しており、大森からは「怪物」と呼ばれて追われていた。金八、道政家も夜道で遭遇しているが、当初は正体に気付かなかった。また2年以上も自室に閉じこもって偏った食生活をしていたため、過食症になっていたほか、嘘発覚後に病院を抜け出して満腹亭に通っていた。周囲にはアメリカに留学したことになっていたが、大森から逃げる際に彼と共に道政の車にはねられたことで嘘がばれてしまう。それからは家を出て一人暮らしを始めようとするも、息子を手放したくない一心で心中を仄めかし包丁を持ち出した母と揉みあいになり、止めに入った健次郎が麻美を刺してしまう結果となってしまう。その後家族と和解し、新聞配達のアルバイトをしながら、フリースクール「風」を手伝うことになる。引きこもっていた頃は暴力的な性格だったが、根は弟思いの優しい性格であり、健次郎が麻美を刺して逃亡中雄一郎を発見した際には健次郎を殴って失神させ、その間に自ら罪を被ろうとしたり、友人との確執で悩む健次郎を励ましたりした他、「風」の子供達からも慕われていた。SP10と第6シリーズでもボランティアで「風」の手伝いを続けており、東大にも復学していた。
第6シリーズでは成迫正則が悪質な出版社を相手に名誉毀損の訴訟を起こす際に、自身の体験を成迫に話し、成迫の味方になる事を伝えた。
宇部・河野
演 - 中牟田俊男・千葉和臣（1・2）
博多駅に見送りに来た福岡在住の金八の旧友で、彼を「金ちゃん」と呼ぶ。第1シリーズでは海援隊の他、卒業式のギタリストなど、端役で度々出演し、舞台版にも出演している。

### 桜中学校教員
劇中では地域住民との交流を活発に行っている様子が度々見られ、第5～7シリーズでは空き教室にデイサービスセンターが開設している。その一方で宮沢と浅井、加藤と松浦の番長コンビ、兼末、丸山が起こした騒動や事件が原因で、第7シリーズで学校選択制が導入されて以降は生徒数が減少傾向にあり、実際に丸山の覚醒剤事件の直後に入学した第8シリーズの学年からは、それまで第1シリーズ&第2シリーズでは各学年4クラス、第4～7シリーズでは各学年3クラスで、各クラスの生徒人数も第1～7シリーズまで30名前後いたが、各学年2クラス、各クラス25名前後にまで生徒人数が大幅に減少し、ファイナルで3年生となる第8シリーズの翌年度の入学者数は、46名（前年中の希望アンケートの時点では32名）であったが、ファイナルの年度には各学年2クラスだが、3年生は各クラス25名前後、1年生と2年生は各クラス30名前後にまで回復した。ファイナルでも父兄の間では「伝統的に問題児の多い学校」という認識が広まっており、さらに上記の騒動や事件は、全て金八の担任生徒が起こしたものだということが、ファイナルで金八が景浦を再度桜中学に受け入れる問題で父兄からは疑問視されていた。他にも金八が松ヶ崎中学に在籍中だった1993年の卒業式前に、当時の3年生が都内で集団万引き騒ぎを起こした為、各高校から桜中学に合格取り消し通知が殺到していたことを、第4シリーズ17話で国井が話している。
金八と乾は喫煙者だが、第6シリーズ以降は健康増進法が制定され、校内禁煙化の煽りで桜中学も全面禁煙となり、同シリーズ第22回にて千田が教育長室で喫煙したシーンを最後に、喫煙シーンがなくなった。また、金八は前述の通り第5シリーズ21話で職員室で喫煙しているシーンを最後に喫煙シーンは描かれておらず、乾も第5シリーズ以降は喫煙シーンは描かれていない。
乾 友彦
演 - 森田順平（3・SP7・8を除く全作品、同直F、貫）
金八の戦友で一番の理解者。数学科担当。年齢は第7シリーズの時点で50歳。普段は車で通勤しており、同僚や生徒の送り迎えをすることもしばしばあるが、SP5では廊下で転び捻挫した為、杖を突きながら電車で通勤していた。
SP4では2年D組担任、第4シリーズでは担任を外れて学年主任、第5シリーズから第7シリーズまで3年A組担任（第5シリーズは学年主任兼任）で、第8シリーズでは担任を外れ再び学年主任を担当するが、後半では週刊誌問題によって3年B組担任を外された金八に代わり、3年B組担任となる。松ヶ崎中学が舞台になった第3シリーズ以外には全作出演しており、全編を通じて金八の次に登場回数が多い。何度か桜中学を離れている金八に対し、彼は第1シリーズから一貫して桜中学に在籍している。基本的にクールな性格だが、その生真面目さが災いしてトラブルに発展することも多く、九十九らに殴られる、中井の命令により山本に高級靴を雨天の校庭に放り出されるなどトラブルも絶えなかった他、授業放棄もしたが、これについては左右田と国井と君塚から叱責された。また、加藤の学力を測る為の特別授業を「加藤が嫌いだから」と言う理由で放棄しており、これも君塚から「差別はいけません」と叱責され、田沢が「中学生の基礎位なら」と言って行おうとしたが数学担当であった君塚が担当した。
初期シリーズで、趣味は帆船モデル製作と音楽鑑賞となっているが、第4シリーズ以降では趣味については描かれていない。第4シリーズ以降の数学の授業は2人体制でじっくりコースと頑張りコースに分かれている。
あだ名は「カンカン」。理由は乾が「カン」とも読める他、短気で怒りっぽく、上野動物園のパンダカンカンがランランにふられて情緒不安定だった事に似ていたことから付けられた。第2シリーズで金八は「愛嬌があっていいニックネーム」と言っているが、自身は「パンダじゃあるまいし不愉快」と怒っていた。しかし、第4シリーズでは田沢に電話越で自ら「乾です。数学のカンカンです」と言い、第6シリーズでは「結構気に入っている」と千田に対して語ってもいる。しかし、第7シリーズ以降は、あだ名で呼ばれてはいない。逆に第8シリーズでは生徒をあだ名で呼ぶようになった。
初期はことあるごとに金八と対立し、生徒を低能やサル呼ばわりし、数学の成績が悪い10名を「ピーマン10」と晒したり、わざと落とし穴的問題を試験に出題したり、残業を嫌って早々に帰宅するなど、傲慢な言動が目立つ他、九十九に「損得感情で授業してる」と批判をうけ殴られる、金八に教師になった理由を「安定株だから」などと答えていたが、第8シリーズでは川瀬が教師になりたいという発言で補習を行う。
SP4・5は体罰教師の河田に賛同していたが、星野は「今はカンカンの方が物分かりが良い」と言っており、SP6の川野の妊娠問題や宮沢の結婚式をきっかけに金八の一番の理解者となった。第5シリーズから性格が丸くなり、SP10では金八と共に生涯ヒラとして過ごす決意をする。また、「ツッパリ山田麗子や番長の加藤優と松浦悟らとやり合ってた頃が懐かしい」と発言したり、授業にギャンブル要素を取り入れたりもしている。成迫政之も知っており「立派な教師」と評価している。第7シリーズの丸山の覚醒剤問題では、服部の所に相談に行ったりしながら、辞表を提出する金八を必死に説得した。SP10終了後、小椋と結婚し、自宅で長男・英彦を出産したあとの3年B組の授業では生徒から祝福され感動している姿があった。第8シリーズでは新しく娘・メグミがおり、現在は3人の子を持つ父でもある。娘が2人いるため乙女のことが他人事ではなくなり、第8シリーズでは居酒屋で湯山のことを相談する金八に対し、「乙女は湯山に騙されている」などと必要以上に感情的になったこともあった。
国語力低下について嘆いており、第5シリーズの「朝の読書」には賛成していた。
2では青木が泥酔したと聞いた田沢が「スナックZ」に行こうとすると、「あの店はどう言う店か知ってるの」と言った時には、「じゃあ一緒に行ってください」と言われてしまったので渋々同行している。田沢は加藤を、伊藤が椎野を送って行ったため、嫌々松浦を送って行く羽目になっている。
国井 美代子
演 - 茅島成美（3・8・SP7・8を除く全作品、同F、仙）
第4シリーズまでは理科を担当し、SP9より教頭に就任した。第1シリーズは3年D組、第2シリーズは3年C組を担任、初期のシリーズでは、生真面目すぎる性格とヒステリックな言動で、乾と同様に生徒とのトラブルも多かった。第2シリーズの5年前、3年A組の担任だった際、冬休み明けに金髪の生徒を叱り付けすぎ、暴走族に乗り込まれるという事件に巻き込まれた為、不良生徒に対し極端な拒否反応を見せるようになった。一方で、山本に内職を注意している最中、加藤に「漫画読んでたわけじゃなく学校の本を読んでいたんだから、あんましケツの穴の小さいこといいなさんな、オバハン」と言われた時だけは、何も言い返せずに職員室に引っ込んでいる。また、第2シリーズでは、金八と国井が前年だった第1シリーズに続いて2年連続3年生を担任しているにも関わらず、服部（第1シリーズは3年A組の担任だったが、第2シリーズは2年A組の担任）に金八だけが2年連続3年生を担任しているのを慰労されて、自分は慰労されないのを僻んでいた（服部は意地悪ではなく国井まで頭が回らなかっただけだが、野村も国井も2年連続だと突っ込んでいる）。
病気療養中のSP4では辞表を提出した金八に辞表撤回を訴え、「金八辞表撤回嘆願書」にサインをした。この事件からSP6にかけて徐々に金八の理解者となっていった。
第4シリーズでは、3年A組の担任とともに主幹教諭兼務となったため、立場上石川に同調して金八を批判することも多かったが、以前よりは容姿も含めて多少丸くなり、長い付き合いの金八の手腕を高く買っていて信頼を寄せている。岩崎が卒業生全員を覚えている事を感心するが、「卒業生全員は覚えてないけど、加藤は特別な生徒だから覚えている」と言っている。
教頭就任後の第5シリーズでは、中野から金八への3年B組担任交代を国井の判断で決めて和田に了承させた。また、デイケアセンターの併設は国井が良い学校の校長を狙っている為の点数稼ぎの為に併設したと一部保護者から非難されている事を聞いた際には激怒している。千田時代は、校長と教職員との対立の板挟みに遭い悩む姿が多かった。定年間近になっても校長昇進の夢が諦めきれなかったが、ついに叶わなかった。また桜中学への愛校心も強く、荒谷二中との統廃合の話が持ち上がった際には反対しており、大西の遺影の前で「桜中学がなくなったら歴代の校長先生方に申し訳ない」と涙を流したこともある。乾と同様、第1シリーズより一貫して桜中学勤務だったが、SP11を最後に勇退。ファイナルでは乙女の結婚披露宴に参加。道政の差入れも、渡辺が「校内で食べると煩いのが居る」と断っている所に「校門の外で食べれば問題無い」と受け入れている。
千田の病気療養から板橋が就任するまでの間は校長代理として桜中学を取り仕切った他、第6シリーズでは書店で研修中の遠藤に代わり、理科の教鞭を執った。板橋が校長として赴任してきた当初は彼女に嫉妬しきつい態度を取っていたが、丸山が逮捕されて以降は彼女をサポートする立場となった。
服部 肇
演 - 上條恒彦（1 - 2・4 - 7、SP1・2・9・10、同F、新）
社会科担当。第1シリーズ3年A組担任で学年主任、第2シリーズは2年A組担任。野球部顧問。桜中学時代のアダ名は「髭ダルマ」で、授業中の内職は大目に見ていた。当初「愛の授業」には否定的だったが、結局は自らの体験も交えた授業を男子生徒に対し行った。問題に体当たりでぶつかる金八の教育への情熱を認め、先輩教師として暖かく見守り、今でも乾や金八の良き相談相手。第1シリーズの中盤辺りから金八の事は「坂本先生」ではなく「金八っつあん」と呼んでいる。息子は第2シリーズの年度に中学3年になっている。
池内と同様に第4シリーズ以降も桜中学からは離れているが頻繁に登場しており、第4シリーズは梅園中学オープン学級、SP9以降は公立フリースクール「風」園長になっている。不登校の友達の面倒を見るために、幸作も出入りしている。風では「肇さん」と呼ばれ、荒くれ3人衆にも慕われている。SP9ではオヤジ狩りに遭った金八を即日退院させるよう院長に直談判し、車で池内家に送り届けるなど、力強い一面を見せた。髭がトレードマーク。第5シリーズでは荒くれ3人衆や中野のリハビリに付き合い、金八の体罰辞表提出事件では地区協議会メンバーとして問題解決に尽力。また、兼末雄一郎を「風」の手伝いに受け入れ、家裁の審判前の為に卒業式に出られなく校長室での卒業証書授与となった兼末健次郎及び兼末家一同と校長室で待機していた。SP10では乙女の依頼で一緒に合格発表を見に行った。また、第6シリーズでは兼末雄一郎とともに成迫を応援し、卒業式の式中に金八の異動が発覚して混乱が起きて式典が中断した際には成迫の保護者代理で卒業式に出席していた元同僚の池内からの連絡で卒業式に駆け付けて事態の収束に奔走した。第7シリーズでは丸山の覚醒剤問題で悩む金八の相談に乗った。
ファイナルでは乙女の結婚披露宴に出席している。
池内 友子
演 - 吉行和子（1・2・4・5 - 7、SP1 - 3・6・9・10、同F）
家庭科担当で離婚歴のあるシングルマザー。自宅は雑貨屋「池内商店」で、独身時代の金八を下宿させた。また、乙女と幸作が幼少期は金八と里美が仕事している時間は池内家で預かっていた。穏やかな性格で服部らと金八を暖かく見守る。基本的に穏やかな性格だが、越智が自殺騒動を起こした時など時には生徒を殴る厳しさもある。第2シリーズでは3年D組担任。担任経験が少ない事や、所謂「5教科」担当ではない事で一部保護者から（進路）指導力に疑問を持たれている事を気にかけ、それもあって（C組担任かつ理科担当の）国井に対して若干ライバル意識を見せる。一郎が生徒の時は心配もしている。SP3では中学生になった息子にハラハラさせられていた。服部と同様に桜中学を離れた第4シリーズ以降も頻繁に出演しており、第4シリーズでは宮沢歩を一晩宿泊させ、第5シリーズでは元日の坂本家の新年会に山田麗子と浅井雪乃に誘われて参加。
第6シリーズでは、かつての職場の同僚であった成迫政之の息子・政則を自宅に下宿させ、保護者代理として世話をする。
第7シリーズでは子供からの電話相談を受ける「あだちチャイルドライン」勤務で、丸山しゅうの相談を受けた。ファイナルでは乙女の結婚披露宴に出席。
北 尚明
演 - 金田明夫（4 - 8、SP9 - 11、同直F）
社会科担当。金八が松ヶ崎中学に在籍していた期間に桜中学に赴任している。社会科担当し、第8シリーズより副校長に就任した。職員室のムードメーカー。生徒の間では「北風小僧」「カン太郎」と呼ばれている。現実主義者である為、金八の大胆なやり方に苦言を呈し、普段は金八を信頼する他の教師とは一歩引いた立場にいる。しかし影では、その教育手腕を認めていて、時には熱い言動で金八を擁護することもある。
第4シリーズから第7シリーズまで3年C組担任を務め（SP9では2年C組の担任。SP10では金八と同じく担任を離れていた）、第4シリーズでは生活指導主任兼務。異動直後から問題ばかり起こす3年B組と金八に対して、石川や国井と共に批判的であったが、徐々に理解を示す言動も増え、卒業直前のインドカレーの特別授業では自ら感動して涙ぐむ場面も。第5シリーズでは優秀な兄に引け目を感じてコギャルになってしまった娘・瑠美が心配で、生徒の指導がおろそかになったこともある。娘を探すために渋谷でギャルに片っ端から声をかける場面を生徒に目撃され援助交際の嫌疑をかけられるが、金八の提案で生徒たちの前で涙ながらに真相を語ったことで生徒たちの誤解を解くことができた。また、第7シリーズでは歴史の年号の覚え方の新しい語呂合わせを生徒から教えて貰い感心している。
金八が3年B組担任になったことで3年C組に回ってきた幸作は半年しか担任をしていなかったが、彼が高校入試で合格した際には抱き合って喜んだり、第6シリーズ最終回で坂本家を訪問した際には彼と抱擁したり、第8シリーズで桜中学に教育実習にやってきた際にも2人で喜んだり、ファイナルでは乙女の結婚式で彼と再会し喜び合うなど、幸作を自分の教え子として誇りに思っている模様。
第6シリーズでは、義母の病気などの家庭問題を抱えていたため、千田が敵視する金八の味方をして他校に異動させられるのを恐れ、千田に同調することもたびたびあった。しかし内心は葛藤を抱えていて、金八の味方をする他の教師に同調できないことを涙ながらに金八に詫びた。さらにその後の卒業式で金八の異動が発覚して、式を中断して行った緊急会議では「通信簿だけが学力ではありません」「人間を作る、坂本先生に賛成です」と千田を前に毅然と発言し、彼を裏切った。第7シリーズでは丸山が覚醒剤事件で逮捕されたことに責任を感じて辞表を出した金八に、目を潤ませながら辞表撤回を訴えた。
「廊下は走らない!!」が口癖。学生時代は陸上部に所属。第6・7シリーズでは少しでも良い印象を与えるために千田にゴマをすったりして腰巾着的な立ち位置だった。第7シリーズの千田の療養期間は自称「教頭代理」として口うるさい言動が多くなった。第8シリーズで副校長に就任して以降は鹿島田にゴマをすったり、学校の評判を気にするなど管理職として言動が多くなったが、その後も金八の手腕は認めている。
本田 知美
演 - 高畑淳子（4 - 8、SP9 - 11、同F）
養護教諭。優しくサバサバした性格で生徒からの信頼も厚い。金八の良き理解者で相談に乗ることも多く、様々な問題に金八と二人三脚で立ち向かうが、第4シリーズでは息子の件で感情的になった石川に同情した他、第8シリーズでは喧嘩の多い3年B組に対して呆れていた。また、遊び半分で性行為をしようとする生徒に対しては厳しい態度で接する。北と同様に金八が松ヶ崎中学校に在籍していた期間に桜中学に赴任したため、第4シリーズではほとんど面識が無い金八とは距離感があったが、第5シリーズ以降は金八の理解者であり相談相手になっている。天路とも面識があり、第1シリーズの「愛の授業」の事も知っている。復活した「愛の授業」では、自身の性体験の話を生徒に聞かせ、「過激な性教育」を行った。第8シリーズでは、生徒数減少による桜中学の存続の危機をどうするかの職員会議で、金八が生徒を大事にしなければ教育ではないといった持論を展開していったことに対し、「坂本先生の言っていることは理解できますが、このまま生徒数が減少するのであれば、3年B組がなくなってしまうのも事実です」といって桜中学存続のため何でもやると宣言した。その後、第8シリーズ後半で入学希望者数が増加したことで「3年B組がなくならなくてよかったですね、坂本先生」とコメントしている。また、立花が「カオリン」と呼ばれているのを聞いて、「トモリンって呼ばれたいわ」という発言をしていたが、金八から「ホンちゃんって感じ」と突っ込まれていた。
遠藤 達也
演 - 山崎銀之丞（5 - 8、SP10・11、同・語り手、F）
理科担当。福岡県出身。登場当初は無気力教師だったが、文化祭のソーラン節指導をきっかけに暴走気味の熱血教師に変貌。単純かつ喧嘩っ早い性格。今では本屋への出向や「夜回り隊」など校外で活動的に動く。空手部顧問（5）→スポチャン同好会顧問（7）であり、「ブルース・リー」（5）・「エンちゃん」（6以降）と呼ばれることもある。第8シリーズを除く卒業式ではトラブルに見舞われる「お約束」が存在する。普段は単純な性格だが第6シリーズでは今井の部屋を掃除したほか、押し掛けてきたチンピラを空手で撃退し、家宅捜索に入った刑事のやり方を非難するなど男気を見せたこともある。卒業式で金八の異動が発覚した際には兼末ら卒業生の先頭に立って千田に抗議をした。3年B組がソーラン節を踊る際には毎回指導しているが、第5シリーズでは渡辺と女子達のダンスに張り合って無茶な指導をしたことが原因で心臓に持病のある山田が倒れてしまったり、第7シリーズでは半纏を下駄箱に突っ込んだ生徒を注意しに来た田中の「どアホ」発言にキレて取っ組み合いの喧嘩に発展するなど熱くなりすぎるあまりトラブルになることが多い。運転免許を持っていない為、車の知識は疎く、バイオディーゼルの実習では小田切のバイクを使用しようとして小田切に止められ、「本当に理科教師？」と言われてしまう。
ソーラン節の件で坂本家を訪問した際、夕食をご馳走になり乙女に一目惚れする。北に一日中「素敵なお嬢さん」と話しており、それに対して北は「ロリコン」と言っており、心を奪われた様子と言っている。翌日、乙女に薔薇の生地をプレゼントするが、乙女は嬉しくないと言ったので金八がマフラーにし、山田にあげてしまう。以後、坂本家によく入り浸っているうえ、金八のことを勝手に「お義父さん」と呼び、幸作を自分の弟のように可愛がっているが、教育実習に来た幸作の担当をした際は「湯山のことを話さなかったら点数を下げる」と脅した。杉山や青木とは口論になったこともあるが、杉山とは一緒に夜回り隊に参加しており、乙女が結婚した際も杉山と一緒に乙女のもとに挨拶にうかがった。ただし、乙女とは坂本家に訪れるまで面識が全く無かった。
入院中の幸作へのお見舞い品は飲食物も花もダメということで、小児癌に関する本を贈っている。
また、酒癖が非常に悪く、第6シリーズで企業研修に行く送別で金八と本田と飲んだ際や、第7シリーズで坂本家を訪れて青木と遭遇した際はかなりの泥酔をしていて、後者の方では冬休み期間中だったが翌日に二日酔いで学校に来て職員室でグダを巻いている状態だった。
第8シリーズでは、3年A組担任とともに主幹教諭に就任。生活指導主任という立場上、校則のあり方で金八とよく衝突を起こしたり、権力をかさに高圧的な態度もとることが多く、これまでのシリーズにおけるコミカルさは徐々に少なくなっているが、徐々に生真面目な部分を残しつつコミカルさも見られるようになり、3年B組の生徒が自分のクラスの生徒の自殺を阻止した際には話を詳しく聞かずにヒーロー扱いしたこともある。鹿島田や北と同様、金八の手腕は認めており、自分のクラスで都立高校不合格者を7人も出したこと、青嵐高校の合格者が1人しか出なかったことで教師としての自信を無くし、金八の元に相談に訪れた他、自身の軽率な発言が原因で金八が3年B組の担任を外されてしまった際には責任を感じて髪を切って坊主頭したこともある。
ファイナルでは荒谷二中に異動し教頭に就任しているが、金八のために桜中学へ駆け付け、景浦の補習を担当した。
小田切、矢沢、木村は女子生徒からバレンタインチョコをもらえるのに対し、彼はもらえない。
基本的に年下でも敬語で先生付けで呼ぶ事が多い金八が、遠藤と小田切には君付けで敬語で話さない事が多く、小田切がいなくなって遠藤自身が副校長に昇格した北や乾、本田と同様に先生で古株になっていた第8シリーズでも、第8シリーズから参加した先生には校長の鹿島田を除いて遠藤より全員年下なのに金八は敬語で先生付けが多かったが、遠藤に対しては第7シリーズ以前の接し方と変わらなかった。
小田切 誠
演 - 深江卓次（5 - 7、SP10・11、同）
英語科担当。バイクで通勤する熱血教師。通称「GTO」（5・6）・「ギリ様」（7）。女子生徒に人気。第7シリーズでは遠藤・シルビアと「夜回り隊」の一員になる。バイクに乗りたい生徒がいれば乗せるなどしている他、市村の件では毎日彼を乗せてツーリングしており、市村がレーサーになりたいと言い出す。その後騒動が起き、国井に「バイク通勤禁止」と命令されたが、バイク通勤は止めなかった。風に初訪問した際はカルチャーショックを受け、感動している。
SP10では金八と同様担任を離れた北に代わって3年C組の担任を務めた。「問題児は可愛い」と第5シリーズの生徒に対して言っており、その直後、桜田を佐伯と間違えた。
朝の10分間読書には当初反対していたが、第6シリーズで千田が朝読書廃止を命令した際には「朝読書のおかげで教室がざわつかなくなった」と言っている。
第7シリーズでは、1年A組の担任で園上の弟が在籍。弟をいじめたと園上が人違いして天野に暴行した際は、金八と共に事態の収束に奔走している。
男女別名簿の復活に関しては、男女同権の精神を阻害するという信念から、作り替えなかった
小林の相談に乗ることも多く、自分を兄、金八を父と思いなさいと言う。
渡辺→小林 花子
演 - 小西美帆（5 - 7、SP10・11、同）
家庭科担当。バレーボール部顧問。生徒に人気の新任教師として、第5シリーズから登場。第6シリーズでは2年A組担任。第6シリーズから第7シリーズの間に小林昌義と結婚。第7シリーズでは2年B組の担任となり、生徒達からは慕われていたものの、学級崩壊に近い状態で産休・育児休暇に入ってしまい、金八が担任を引き継ぐことになる。復帰直前に育児ノイローゼになり、休暇延長となった為、復帰はシリーズ後半となった。第5シリーズでは新任であるため失敗することが多く、授業中に生徒（戸田、日野、比留間の3人）が悪戯でプロジェクターにエロ画像を出した際には生徒を放置して真っ先に教室を飛び出し、その事で金八から叱責を受けることになったが、第6シリーズでは千田に堂々と意見を言うといった面も見られるようになる。
第7シリーズでは2年B組の担任となり、教え子である丸山しゅうの家庭内事情を察知する事ができず、丸山の覚醒剤乱用発覚後には涙を流して悲しんでいた。同じく教え子の小野孝太郎に対しては授業中のゲーム遊びを放置していた。元2年B組の生徒達が3年B組時にソーラン節を成功させた際は非常に褒めていた。
第5シリーズで初めてソーラン節が披露された際、当初は彼女が指導を担当していたが、途中から遠藤が割り込んで来て、遠藤の指導方法の違いが原因で対立して分裂状態になっていたが、遠藤のしごきが原因で心臓に持病のある山田が倒れて金八に遠藤が叱責されたことで和解して以降は遠藤と2人で指導を担当した。第6シリーズは自身のクラスの展示の指導を担当（優勝して生徒に胴上げされる）、元々は自分が担任だった第7シリーズは自身が産休中のためいずれも遠藤や卒業生が指導を担当したため指導には参加していない。
小林 昌義
演 - 黒川恭佑（6・7、同）
非常勤の数学科担当。第6シリーズで笠井に好意を持たれ、小林の下駄箱に手紙を入れるなど、付きまとわれたことから騒動に発展した際には、千田に「犯人扱いするんじゃねえ！」と怒鳴り散らして掴みかかるほど感情的になったこともある。第6シリーズから第7シリーズの間に、渡辺と結婚する。第7シリーズでは楓中学校に常勤教諭として赴任。その後も楓中や妻の愚痴を言いに金八のもとを度々訪れている。酒癖は遠藤並に悪い。
中野 明
演 - ラサール石井（5）
国語科担当。第5シリーズでの当初の3年B組担任。元楓中学勤務で、生徒に対する締め付けが強く、贔屓や差別があり、言うことを聞かない生徒には体罰も辞さないため、初期の乾同様「損得感情で授業している」と批判された。幸作以外の大半の生徒は1年から受け持っているが、SPには描写がない。太田や落合が騒いでいても叱らないのに深川や日野らには些細な事で叱りつけていた事から、幸作も含め大半の生徒と小田切からあまり良く思われていなかった。そのことが原因で兼末らに暴行を受け、救急搬送されてしまい、金八が3年B組担任を引き継いだ。さらに静養中に兼末の命令により市村（葬式花とは知らずに送ってしまったが、知っていたら送らずに不登校を選んでたと発言）に造花を贈られたことに当初は喜んでいたものの、妻から葬式花と告げられてショックのあまり泣き崩れ、叫び声をあげてしまう。さらに、酒をイッキ飲みした上精神安定剤を多量服用してしまい、再び救急搬送されてしまう。だが、幸いにも妻が早い段階で119番通報したことで一命を取り留め、金八の勧めでフリースクール「風」の手伝いをすることで心を癒し、生徒には桜中学の時とは全く違い、明るく優しく接する。さらに反省した市村が、後には兼末自身が謝罪に出向いたことで復帰を決意。直後に3年B組の生徒全員からがかつての暴挙を謝罪されたことで、自身も横柄な態度やランク付けを詫び生徒達と和解する。復帰と同時には服部の勧めで不登校になっている教師たちを救う「教師を支える会」の参加も希望した。卒業式では3年B組担任として生徒の名前を読み上げる金八の隣で生徒を見守っていた。第6シリーズ以降の登場は無く状況は不明（第6シリーズでは兼末が中野への暴行を自責する描写がある）。柔道の学生チャンピオンであった。妻・節子（深浦加奈子）曰く、やや常識知らずな面があるとのこと。遠藤は、風で荒くれ3人衆と喧嘩してしまうと予想していたが、トラブルはなかった。楓中学時代は数々の武勇伝があり、不登校児を柔道技で投げ飛ばしたりもしていた事が語られている。風での不登校児や荒くれ3人衆と触れ合った事は貴重な体験だったと語る。
当初平田満が中野を演じる予定だったが、交通事故で負傷した為、ラサールに交代となった。平田は後に第7シリーズ最終回で、丸山に判決を言い渡す家庭裁判所の裁判長を演じた。
2019年1月9日放送の『あいつ今何してる?』では、武田の高校時代の親友の名が彼と同姓同名の「中野明」だということが明かされ、そのことに対して武田は「「中野」が決まってたんで下を「明」にしてもらったんじゃないかな俺が」と述べている。
田沢 悦子
演 - 名取裕子（1・2・4、SP1 - 3・9、F）
美術科担当。マドンナ的存在で、天路と結婚するまでの金八、乾といった教員の他、生徒である沢村も想いを寄せていた。池内友子の従妹で「えっちゃん」「お姉さん」呼び合っている。第1・2シリーズでは金八と共に池内商店に住む。SP3を最後に退職し、個展を開くなどしながら画家として活動していたが、第4シリーズで金八と再会を果たす。SP9では自殺しようとしていた佐藤良美を捜索するなど、オヤジ狩り事件解決後の金八を助けた。SP2では血液型がB型であることが明らかになる。ファイナルではスケジュールの都合で結婚式には出られなかったが、後に金八と会い、絵をプレゼントした。桜中学勤務時は授業中の内職は黙認していたが、その分卒業製作に打ち込むように指導していた。
左右田
演 - 財津一郎（1、SP9、F）
英語科担当。3年C組の担任を務め、授業放棄した乾を叱責した事もある。生活指導主任で浅井が2年生の時は左右田のクラスに在籍していた為、クラス替えで生徒の入れ替わりはあるが持ち上がりで3年生を担任している。英語教諭なこともあり発言に頻繁に英単語が入り、何事にも大袈裟で奇声を発するなど桜中学教員のボケ役。金八を「ゴールドエイト」・「ゴールデンエイト」と呼ぶことがあった。焼酎を牛乳割りで飲むのを好む。「愛の授業」では男性教員ながら女生徒に授業を行った。SP9では地域教育協議会に参加し、金八がオヤジ狩りにあった際の週刊誌問題では、記者会見の座長を務めたり、佐藤が失踪した際には捜索する桜中学の教職員をサポートした。息子・洋を中学1年生で亡くし、その後妻と別れて長らく独り身だったが、ファイナルでは乙女の結婚式に出席し、フィンランドの大学で講師をしており、2009年に現地の人と再婚したことを発表した。
遠藤 伊知子
演 - 宇田川智子（1）
保健体育担当。
伊東
演 - 福田勝洋（1・2、SP1 - 3・5・6・9、同）
保健体育科担当。3年B組女子のディスコ事件で、華麗なステップを披露する。日本体育大学時代は応援団で、星野と梅原、鈴木、高倉の長ラン騒動では金八に裏地に登り龍の刺繍入りの長ランを貸し、荒谷二中の騒動では金八と君塚、上林と共に荒谷二中に駆けつけた。未登場だったSP4の年度から別の中学校へ転勤するが、SP5では金八に自分の学校では保護者から子供の人権を無視した管理教育の見直しを求める声が出ていることを話し、SP6の宮沢の結婚式にも出席した。SP9で桜中学に復帰し、金八が出版社に抗議に出かける際に同行を申し出るが、国井が止めに入った為に乾が同行した。佐藤良美の失踪が判明した際は岩崎と共に捜索に出かけた。
川村
演 - 三木弘子（1・2、SP1 - 3・5・6、新・仙）
学校用務員（用務主任）。第1シリーズでは、3年B組の生徒で最後まで進路が決まらなかった中尾の為に、都立2次試験まで毎日お百度参りした。第2シリーズではトイレ掃除をした金八と生徒の服の洗濯と物干しをし、第1シリーズの生徒の同窓会が行われた13話で宮沢歩のお守りを担当し、最終回では無事に卒業式を終えて職員室に戻った金八達に、荒谷二中の米倉が早朝に死去したことを伝えた。SP1では用務員を退職しており、パチンコ屋で吉村を発見し、SP2では腸重責で入院した乙女の見舞いに訪れ、SP3ではバイク事故で負傷した安恵の義母の見舞いに訪れ、SP5では君塚と伊東、浅井と共に金八を激励し、SP6の宮沢の結婚式にも出席した。
渡辺
演 - 嶽道優子（1）、渡辺三枝子（2）
音楽科担当。
上林
演 - 川津祐介（2、SP2、貫）
英語科担当。第2シリーズの3年A組担任で学年主任。物静かで筋の通った人物で、親は住職な為、朝の学活では警策を持ち生徒に座禅をさせていた。かつて荒谷二中で教鞭をとっていた経験があり、当時受け持っていた岸森ら不良達からも信望があり、彼を応援団長に仕立て上げた他、音羽とも面識がある。加藤の転校初日の騒動では岸森とのパイプ役を担当した他、荒谷二中の騒動では金八と君塚、伊東と共に荒谷二中に駆けつける等、事態収拾に奔走した。あだ名は「宇宙人」。給食時間帯以外で職員室での教師同士の飲食については生徒に悪影響があると批判している。入試直前の18話で風邪を引き、20話で療養を勧められ、21話で迷惑を掛けたことを謝罪していた。
石津
演 - 平沢公太郎（2）
事務職員（主任）。
森村
演 - 南果歩（SP4 - 6）
国井の病気療養の代理として桜中学に赴任した理科担当で、物分かりの良い性格。金八を尊敬しており、SP4では辞職覚悟で臨んだ金八最後の特別授業を見て「初めて本当の授業を見た」といい、感動する。国井の退院後も桜中学で教鞭を執り続け、SP5では乙女と幸作を坂本家に送り届けて食事の世話もしており、SP6では金八と共に雨の中走り回って川野を捜索し、入院した川野に金八と天路、宮沢、浅井、広瀬と共に付き添い、宮沢の結婚式にも出席した。
河田
演 - 加藤善博（SP4 - 6）
保健体育科担当で、SP4の年度に別の中学校へ転勤した伊東の後任である。生活指導主任でもあり、SP4では2年A組担任、SP5・6では3年C組担任を務めた。すぐに生徒の頭を竹刀で叩く暴力教師だが、自分なりに生徒のことを考えており、SP5では生徒の前で金八と教育論で口論するが敗北し、SP6で乾と野村が金八の派閥となった中で唯一、本田派に留まった。
佐々木
演 - 大方斐紗子（SP4）
英語科担当。2年C組担任。山本が乾の靴を雨の中、朝礼台に置いたのを見た生徒が自身のクラスにいたことを乾に報告した。
広瀬
演 - 室井滋（SP6）
養護教諭。他の養護教諭と比べると、やや軽率で無責任な所があり、川野の付き添いを任せて帰ろうとしたが、天路から残るよう注意された為、金八と天路らと共に付き添っていたが、河田と本田と比べれば人格者であり、事件の解決に協力した宮沢の結婚式にも森村と共に出席した。田原麻知と、性格は正反対である。
八木 宏美
演 - 城之内ミサ（4 - 7、SP11）
音楽科担当。文化祭と卒業式（最終回）のみの出演。第4シリーズ『涙の大合唱』では、熱血指導を展開し、第5シリーズ『生きる事・死ぬ事』では、大西の葬儀で桜中学の校歌の指揮者を担当し、第6シリーズと第7シリーズでは、乾が担任を務める3年A組の文化祭での合唱の伴奏と指導を担当し、SP11では3年B組の教室で行われた丸山の卒業式の校歌の伴奏を担当した。第8シリーズとファイナルには未登場だが、3年B組の時間割表の音楽担当は八木と書いてあるので、ファイナルまで桜中学に在籍していた。
スタッフとして作中の音楽全般・指導も担当している。
阿部 一智
演 - 前田淳（4）
数学担当で3年A組副担任（加配教員）。菅久美子に好意を持たれ日記に「元旦に阿部と亀戸天神でデートした」と書いた為に騒動が起きるが、年末年始は友人と安比高原スキー場に行っており、そこで撮影した日付入り写真を提出し、友人も呼んでアリバイ証言してもらう。スキーやキャンプなどのアウトドアが趣味。スポチャン同好会の顧問を務めるが、1・2年生の参加を断った者が居た事には金八から叱責される。2次募集合格に向けて杉山と坂田の補習も行う。前田吟は実父であるが、役上は無関係である。
岩崎 恵
演 - 児島未散（4、SP9）
英語科担当。腰まである超ロングヘアーが特徴。SP9では半分くらい切っており、幸作の在籍する1年B組担任となった。阿部と共に3Bの肩を持ち協力的。タコ焼きお守りと旗の製作時に数名の生徒が抜け出した事で監督不行届きと石川から大目玉を食らい、下品な発言をした北郷の頭を叩いている。加藤優が訪問した時は、国井が加藤優との再会を喜ぶ姿を見て、卒業生を覚えていることに感心する。SP9で佐藤良美から自殺予告の電話が掛かった後の確認作業で、1年B組の女子生徒の所在確認がまだ完了していないことを報告した際、対応が丁寧すぎると伊東に言われてしまったが、佐藤良美の失踪が判明した際には伊東と共に捜索に出かけている。幸作が何度も早退している事を心配し、金八に相談している。
三宅 範正
演 - 平山陽祐（4・6）
保健体育科担当。第6シリーズでは安井病院の院内学級の講師として勤務。
問題ばかり起こす3年B組と金八に対して批判的な態度を取ることもあるが、金八の手腕は評価している。竹刀を持ち歩いているが、普段は職員室で素振りをしており、生徒に体罰を加えるために持ち歩いているのではない。カラオケについてはストレス発散に良いと奨励している。学校を抜け出してスーパーさくらにパンツを買いに行った時に、学校を抜けだした大畑と桜木を見つけ連れ戻した。金八から特別授業についての意見を求められた時、自分と同期の男性教師が、子供用のビニールプールを使って死海を作ったことを話した。
加藤優に「校庭は駐車場じゃないから車は正規の駐車場に止めろ」と注意するが、「うるせえなこの分からず屋」と一蹴され、乾が仲裁に入り、「何年経っても融通の効かない先生が居る」と言われている。
ジュリア・ローソン
演 - サリマタ・ビビ・バ（6）
英語実習助手。歌を唄うことが得意。日本語は片言である。
シルビア・マンデラ
演 - マリエム・マサリ（7、SP11）
英語実習助手。セネガル出身。走りが早く、第7シリーズで地域におきていたある事件を解決するきっかけを作る。ジュリアと比べ、日本語は流暢である。
矢沢 亮
演 - 山田純大（8、F）
英語科担当。初期の乾と似通った性格で現実主義者ではあるが、景浦の補修に付き合うなど金八の教育方針に多少は理解を示しており、生徒からは慕われている。授業に対する姿勢においてはプロ意識を持っており、桜中学の英語レベルを上げてきた功績は鹿島田からも評価されている。思っていることはすぐに口走る上、会話をしていてもすぐに英語で話をする癖がある。そのため金八から「あなた、ここは日本の学校なんですから、日本語で話しかけてくださいよ」と言われている。琉球大学出身で、柔術の心得もあり、ファイナルでは暴れる景浦を抑え込んでいる。父親を想う茅ヶ崎のスピーチに涙したり、北山の母親が息子や夫と別れ、別の男性と暮らすようになった話を聞いた際には「そんな母親と暮らす必要はない、施設に入れられた方がまだマシだ」などと必要以上に感情的になるなど、自身も両親と複雑な親子関係があったことを暗に匂わせている。茅ヶ崎のスピーチを聞いてからは、彼に父親への手紙を書く時には相談に来るように告げたり、入試前にはエールを送るなど彼のことを気にかけている。ファイナルでは3年A組の担任教師で、卒業式終了後に体育館で金八の卒業式が始まった時は、立花と共に3年A組の謝恩会に出席する為、職員室を離れていた。
川口 董子
演 - 明星真由美（8、F）
社会科担当。やや口が軽いため、鹿島田から釘を刺されている。
保育園に通う子供を持つ母親でもあるため、子供が体調を崩したときは仕事を休んだり早退したりしている。このことから教育熱心とは言えない一面もあり、彼女が不在の際の代役は元社会科担当である北が行っている。
竹刀を持ち歩き、質問に答えられないとペナルティを課している（「覚えるまでその項目をノートに書く」「校庭を3周走る」など）。子育ても忙しいが、熱心に頑張ろうとする生徒の熱意に負け、川瀬や景浦の補習を行うなど協力的な面もうかがえる。
立花 かおり
演 - 藤澤恵麻（8、F）
新任の美術科担当。一部の生徒からは「カオリン」と呼ばれて親しまれている。東京都教育委員会主催の教育美術展への風景画の出展をめぐっては長谷川の絵は玄人が書いた絵だと見抜いたが、黙っていた。保護者から理不尽なクレームをつけられ悪い評判を広められるが、金八の助言もあり教師としての自信を取り戻す。目標は「教師だけど生徒目線」。美術科担当ではあるが、川瀬の勉強も手伝っており、川瀬の都立高校合格を喜んでいた。ファイナルで金八の卒業式が体育館で始まった時は、矢沢が担任を務める3年A組の謝恩会に出席していた。
木村 正
演 - 瀬川亮（8、F）
保健体育科担当でサッカー部顧問。第8シリーズ最終回で大西悠司が、3年間サッカー部を指導してくれたことに感謝の言葉を述べていたことから、少なくとも第8シリーズの生徒達が1年生だったSP11の年度には桜中学に赴任している。鹿島田が招いた関口による理不尽な指導の影響で、サッカー部の1・2年生が退部するという事態に追い込まれる。表立って反対もしないタイプであるが、北が強引に持ち物検査を実施した際には、矢沢と川口と共に彼を非難した。保健体育科担当ではあるが、川瀬の勉強も手伝っており、川瀬の都立高校合格を喜んでいた。
香坂 保
演 - 加藤虎ノ介（F）
遠藤の後任で赴任した理科担当。ファイナルでは、遠藤と香坂が入れ替わった以外は第8シリーズの先生のままで変わっていない。生徒を見下す態度を取り、たとえテストで高得点を取っても自身のやり方に従わない生徒には良い成績をつけないため、多くの生徒から嫌われている。黒板に「香坂死ね。地獄に落ちろ」と書かれた際に真っ先に景浦を犯人扱いし、真犯人の関と宮崎が名乗り出ても景浦に謝罪しなかった挙句、宮崎を電流実験の実験台にしようとするなど非常に陰険な性格。そのことで景浦に暴行され、金八が景浦を桜中学に復帰させたいと言い出した時には他の教師が賛成する中、最後まで反対した。しかし結局は景浦の受験勉強の頑張りを認め、「もう時間がないから、ヤマを貼るしかない」と入試用の予想問題を作り手渡した。
君塚 美弥子
演 - 赤木春恵（1・2・4・7、SP1・2・4 - 6・9、F、新・仙・貫）
当時は珍しい女性校長(7期で当時の東京23区内の女性校長は6名)。喫煙者。時折事件に巻き込まれる金八の理解者であり、第2シリーズでは『卒業式前の暴力』で金八や自治会の面々と共に警察との折衝に当たり、警察側にいたかつての教え子である滝田の問題行動に目をつぶった、という過去を持ち出しての文字通りの「捨て身の説得」によって、逮捕された加藤や松浦らを注意のみで即日放免させている。神風特別攻撃隊の一員として戦死した兄がおり、同シリーズの学習発表会では劇「雪の夜ばなし」を成功させた後、特攻服を着て登壇した3B生徒とそれを持て囃した他の生徒らに対し、壇上から涙ながらに苦言を呈したこともある。兄の件もあり、九十九が自衛隊に入隊することを反対していた。渡る世間は鬼ばかりの小島キミとは正反対な人物。
専門教科は数学科で、第2シリーズで加藤の学力を計る特別授業を、拒否した乾の代理で担当した他、定年退職直後のSP4では教育110番のテレホンオペレター勤務で、北沢からのいじめ告発の電話内容を金八に知らせており、SP5では伊東と川村、浅井と共に金八を激励し、SP6では宮沢の結婚式を桜中学で開催する許可は、自分の在任中に当時の教育長から得ている旨を本田に説明し、結婚式に出席した。第4シリーズでは文部省（当時）での研修を終えた金八を松ヶ崎中学ではなく、桜中学に復帰させるよう金八と共に教育委員会に頼んでおり、SP9では｢金八オヤジ狩り事件｣の取材から乙女と幸作を守る為、2人を池内家に匿い、第7シリーズでは和田に板橋のアテンドを頼まれて桜中学を訪問するが、素性を知らない生徒にデイサービスに連れて行かれたが、旧友に会えて楽しかったと述べており、ファイナルでは乙女の結婚式で祝辞を述べた。退職後も金八の良き理解者である他、1・2期生や金八からは引退後も「校長」と呼ばれている。乾（小椋）英子と出会った時、すぐに乾の妻と看破する。
野村 孝一郎
演 - 早崎文司（1・2・4、SP1 - 6、新・仙・貫）
SP6までは教頭を務め、第4シリーズでは校長に昇進した。大阪出身であるため関西弁も話すこともあった。教頭時代は何より世間体を気にする小心者であり、金八の大胆な行動と、彼を容認する君塚にハラハラさせられていた。また、第1シリーズでは息子が受験生で横浜国立大学に合格する。
乾同様、SP6の宮沢の結婚式をきっかけに金八親派となり、校長に昇進した第4シリーズでは金八を桜中学に呼び戻すが、「教頭」と呼ばれている。高校三年生が十八番な他、息子の大学の合格発表当日には緊張のあまり煙草を逆向きに咥えたこともあった。
第2シリーズで加藤が転校して来た際は教育委員会に対し「教育の限界を超えた場合、本校では加藤優についての責任は取りかねる」と君塚に無断で報告したが、第4シリーズで加藤が母校訪問した際は喜んでいた他、面談テストでは、椎野が「調理学校行きたい」と発言した際は、椎野が口を聞いたのは初めてと戸惑っていた。
主な校長の決定として体操着と女子制服をリニューアルし、校舎を改装した。また、出席簿は男女混合にし、校長退任後の第5シリーズから本格的な男女混合名簿となった。病気がちという設定で影は薄かったが、教頭時代とは違って金八に全幅の信頼を寄せ、穏やかに教員生活の最後を迎える。第4シリーズ劇中で昭和4年度生まれという設定がつけられ、生徒達に専門教科が保健体育科であると語る。また小学生の頃東京に疎開した際に、当時の担任があまりにもひどい教師だったため、生徒を思いやれる教師になろうと教員を目指したが、管理職に昇進し生徒を締め付けるような立場になってしまったことを生徒に詫びた。「キンキン声は石川の方が上」と発言し、石川に「都合のいい耳」と言われている。早崎自身は最終回放送日に亡くなっている。
本田
演 - 織本順吉（SP4 - 6）
君塚の後任の校長。徹底的な管理体制・部活動の強化・河田らの行う暴力的指導等に賛同するが、いじめ問題には事なかれ主義が見られる。乾・野村・河田らを味方につけ、金八と対立を続けていたが、SP6の川野の妊娠騒動で乾と野村が裏切った為に、味方は河田のみとなった。
織本は第5シリーズではケアセンターの利用者大西として出演。書籍上は同一人物とされているが、両者は性格が違う他、ドラマ版では別人扱い。
石川 千春
演 - 李麗仙（4）
カタブツ系の教頭だが思秋期。病気がちの野村に代わり桜中学を厳しく取り仕切り、生徒からも教師からも恐れられていたが、実際は金八の手腕も評価しており、シリーズ後半から徐々に金八や3年B組に理解を示すようになった。影では野村を尊敬しており、野村の体調を心配するあまり涙を流すことすらあった。かつて一流企業に入ったものの、退社してセネガルで井戸掘りをし、現地の女性と結婚した息子がいる。その事でいつも以上に感情的になった事もある。野村は自身の教頭時代とは異なり、彼女をなだめる立場となった。カタブツな人物とは裏腹に、編み物が趣味で、生徒がたこやきお守りを作るときに不足していた毛糸を与え、不思議な目で見られたが、その出来栄えに感心することもあった他、第21回ではインドの服装や生活などについて説明した。
校長に昇進することを目指している他、「男女」という言葉を使った金八に対し、「女男という日本語はないのか」と質問した。
山屋
演 - 石田太郎（SP9）
校長としては頼りない性格。歴代校長の中で彼の写真のみ校長室に飾られていない。石田は第7シリーズ20話で、土橋町会長を演じた。
和田 政伸
演 - 長谷川哲夫（5 - 7、SP10、同）
第5シリーズでは校長としてデイサービスセンターを開設させた他、ルーズソックスや女子のズボン着用を許可した。同シリーズでは教頭の国井に押されることが多かったが、不登校となった市村がレポートを提出することで出席と認めたり、生徒に対する体罰の責任を取って辞表を提出した金八の処遇を謹慎1週間と減俸1ヵ月とするなどした。温厚な性格だが、大西が負傷したことで動揺する3年B組には毅然とした態度で接した。
第5シリーズでの3年B組の担任を中野から金八に交代させたのは、教頭である国井の判断で決めたのを和田が了承した形だが、年度途中からの担任就任かつトラブルの多い3年B組をまとめ上げようと尽力する金八を暖かい目で見守り、デイケアセンターの併設や多動性の小野寺を普通学級に置くのは教頭の点数稼ぎだと北と遠藤から国井が非難された際は、「点数を稼ごうとしているのは私です」と言って国井を庇っている。
第6シリーズ第1回で教育長の松村純一郎が死去したことに伴い、後任の教育長として転出。千田とは旧知の仲で、水と油な千田と金八とを公平に評価し、金八の教育委員会への転出を勧めた。金八異動が発覚した卒業式では「地域全体の金八先生になってもらいたい」と説明し混乱を鎮め、その後も金八と共に板橋の校長就任に尽力するなど、ことあるたびに登場している。また、教育委員会異動後も、教育長室での喫煙を容認している。
全シリーズの校長の中でも特に金八の手腕を高く評価しており、彼に全幅な信頼を寄せていた。
大西 豊
演 - 織本順吉（5）
君塚の前任で、国井が新卒時の校長。第5シリーズで桜中学に開設されたケアセンターの利用者として登場。足が悪く車椅子を使用していた。妻と息子に先立たれており、孫は息子の嫁の再婚先の北海道に住んでいる。
金髪やバイク通勤に苦言を呈すなど、多少気難しい面もあるが、話好きかつ世話好きで、3年B組の生徒たちとも親しくなり、金八も自宅に招き入れたこともあり、幸作は一緒に入浴までしている。しかし、3学期始業式当日に兼末が仕組んだことで3年B組生徒との間で揉め事が発生し、塩沢に「死ね」と言われ激怒。塩沢に詰め寄り、突き飛ばされ、頭と肋骨を強く打って入院。後に塩沢とは和解するが、直後に肺炎で病死。葬儀は桜中学校内のデイケアセンターで執り行われ、桜中学の教職員・全校生徒、息子の妻や孫、服部や池内、デイセンターの職員・利用者など大勢の人々が集まり、桜中学の校歌で送り出されたあと、富士見斎場で荼毘に付された。なお、彼の遺骨は比留間の寺院に埋葬されることになる。SP10内で一周忌の法要が執り行われた。
千田 喜朗
演 - 木場勝己（6・7、同）
和田の教育長就任に伴い松ヶ崎中学校の教頭より着任した校長。
桜中学の教員達は人望のある教頭の国井の校長着任を望んでいたが、和田の采配により千田が校長に着任する。
常に生徒の身になって行動する穏健派教師の金八とは対照的な極保守主義で、傲慢尊大で強硬的、生徒の事情は一切考えず、自分の利益や世間体のみを考える。また自分の意向に従わない教諭を大胆に更迭するなど身勝手である。古い系統主義的な教育観から学力低下を危惧し、携帯電話やゲーム機の持込禁止をはじめ、鶴本のロングスカートを自ら指導するなど、それまでの桜中学の伝統を覆す学力第一主義。学校行事の削減や卒業証書製作のためのケナフの栽培、文化祭の等級の廃止を独断で通達するなど、デイサービスセンター・地域交流の軽視などの方針をとった。
ジェンダー論を無視し「男は男らしく、女は女らしく」と主張するが、非常事態になると知らぬ顔をして逃げ出すなど自らが主張する保守的な「男らしさ」とは矛盾した面がある。7期では本田が高鳥から預かっていた性教育用人形を問題視したり、他の教員の机に性的な本があれば無断で没収したり、男女別名簿の復活などを唱えたりと、行き過ぎた「ジェンダーフリー」に歯止めをかけようとしたりする保守派の校長である。また性同一性障害等のジェンダー障害に対する理解が低い。
しかしその一方では長所もあり、発達障害等の社会的弱者の子供等を軽蔑する事はなく、寛容であり、発達障害を持つ第6シリーズの山田と第7シリーズの飯島の普通学級在籍を容認し、第7シリーズでは文化祭に特別支援学校の生徒達を招待した他、和田に対し「本校の生徒にも、ハンデのある生徒に対しての理解が深まってくれたとしたら何よりだ」と話している。
外国人教師や非常勤講師に対しては蔑視的な態度を取り見下していた。小椋の出産で教員一同が大騒ぎをした際は「くだらない」と見下げていた。また第6シリーズ最終回では卒業生の出入りを制限するような発言も見られたが、第7シリーズでは普通に3年B組の卒業生が桜中学に出入りしている。
和田は保護者や地域住民らの異なる意見などにブレないで信念を貫き通す頑固さを適正に評価しているが、だからこそ生徒の気持ちが分かる校長にしたいという考えを持っていたが、全く態度を改めようとしなかった為、第7シリーズの年度で退任させられる遠因となってしまう。
一方、教員同士がファーストネームで呼び合うことを禁止した割には渡辺を「花子先生」と呼んだり、ゴミ箱を蹴飛ばして足をぶつけたり、健康増進法の影響で校内禁煙化が進んでいるにも関わらず教育長室で喫煙したり、北と一緒に帰宅する際に暴走族に驚いて北に抱き着いてしまうこともあった。また、第7シリーズでは給食費を入学時から未納の狩野の給食費を2年半立て替えるといった面も見られた。第6シリーズ終盤、衝突を繰り返す金八を教育委員会へ異動させることに成功するが、卒業式で鶴本をはじめとする卒業生・在校生、全教師・全保護者、来賓者など全員に集中非難され、ついには味方につけていた北にも裏切られる。
第7シリーズでも教育委員会から復帰した金八やデイケアセンターと対立するが、民間校長の件でストレスを抱えており、精神安定剤などの薬を常用し、薬物依存状態だった。そのため同シリーズ第6回にて狭心症の発作で倒れた。倒れる以前から体調不良を理由に早退し、仕事を国井任せにすることが多かったが、仮病かどうかは不明。当初の入院期間は1ヶ月の予定だったが、自己流のリハビリを行ったことで体調が悪化し、退院が延びてしまった。結局は板橋が後任の校長に就任することになったため、最後まで桜中学に復帰することはなかった。
板橋 香奈
演 - 木野花（7、SP11）
桜中学を日本で初めての「理事会制度」の学校とするため、金八と和田に懇願され、休養を取ることになった千田の事実上の後任として出版社勤務より民間人校長に就任。本来は第7シリーズの翌年度から校長となる予定であったが、千田の急な入院により研修として桜中学に赴任する事になった。「学校は子供が主役であるべき」を理由に、丸山の問題に立ち向かう金八を後押しし、「責任は私が取ります」と言った上で、金八の丸山を含めた3年B組への薬物の授業を容認した。その後SP11で正式に校長に就任し、金八と共に地域と連携した麻薬撲滅キャンペーンを主導した。
鹿島田 浩二
演 - 浅野和之（8、F）
金八より年下の校長。主な校長の決定としてデイケアセンターを廃止し、前後期制を導入した他、教頭の呼称を「副校長」に変更した。学校選択制導入により、生徒のことより先に学校の評価をとても気にする。少しでも学校の評判を上げるため、弱小サッカー部に関口をコーチとして招いたり、生徒の個別補習を認めたりしている。第8シリーズ中盤では北山の面接の練習の際に彼の気に障る質問をして彼から「クソ校長」「バカ」呼ばわりされたことがある。その際に「バカじゃない」とムキになったり、そのことを職員から咎められ森月から抗議を受けた際には怒って校長室に引っ込んでしまうこともあった。その一方で森月の父親が国会議員と聞いてビビるなどやや短気かつ小心者な一面も見せるようになる。終盤では悪質な週刊誌の報道から金八や生徒たちを守るため、やむを得ず森月の父親の圧力に屈し金八を3年B組の担任から外し、卒業式の出席を辞退させるが金八が森月の父親を説得し、さらに3年B組生徒や教職員の説得で金八の担任復帰と卒業式出席を認める。ファイナルでは、香坂を殴って警察に捕まった景浦の復帰を当初は渋っていたが、金八が保護者への説明会で父兄を説得したため、景浦の復帰を認める。教育熱心な金八とは意見が合わず衝突も多いが、手腕は認めており、個人的感情から一時金八を桜中学から追い出した千田とは違い金八との意見の違いを個人的感情に持ち込んではおらず、第8シリーズ終盤での金八の担任復帰問題も最終的には金八からは処分の検討を言われたが、「意見は合わないが、この学校を良くする為にはあなたの協力が必要」と金八に話してお咎め無しとし、ファイナルでの歴代卒業生が集まった金八の卒業式も、乾や他の先生達（矢沢と立花は3年A組の謝恩会に出席）と共に職員室で温かく見守った。

### 老人デイサービスセンター
第5 - 7シリーズに登場。第6シリーズでは託児スペースも設けられている。
田中
演 - 堀内正美
センター長。地区協議会にも参加している。温厚な性格だが、第7シリーズではソーラン節の衣装を下駄箱につっこんだ生徒に激怒して「ドアホ！」と啖呵を切り、そのことで遠藤と取っ組み合いの喧嘩をしたこともある。千田がデイサービスセンター・地域交流を軽視した態度をとり、「老人ホーム」呼ばわりしたため、意見が対立していた。
小椋 英子→乾 英子
演 - 原日出子
主任。第5シリーズでは未亡人のシングルマザーだったが、第6シリーズでは乾友彦の妻となり、長男・英彦を自宅で出産した。田中同様、センターを桜中学の居候扱いする千田とは対立していた。第7シリーズでは産休中の小林と互いの夫に対する愚痴を言い合ったりするなど彼女と親しくなっている他、桜中学を訪れた君塚を利用者と勘違いしたこともあった。第7シリーズ終了後、第3子・メグミを産む。第8シリーズには出演しなかったが、同シリーズ『父親はウザイか?』では智美（彼女の連れ子で乾の実子ではない）や英彦の学校の用事に参加するため、メグミを乾に預けた。
乾と結婚した後の第6シリーズでは仕事の時は小椋のままで仕事していたが、第7シリーズでは仕事でも乾に苗字を変更している。また、乾英子と名乗った為に、元校長の君塚に乾の妻である事を知られる事になる。
高橋 良雄
演 - 山田アキラ
介護福祉士。モットーは「気は優しくて力持ち」。第5シリーズの文化祭では、お年寄りが製作した紙の鶴の寸法を間違えるというミスをした。
木村 トキ江
演 - 幸田直子
栄養士・給食担当。第6シリーズでは今井にバッグをひったくられたが、その後和解した。
沢野 洋造
演 - 守田比呂也
センターの利用者。第5シリーズ『金八涙の体罰…3B騒然辞表提出』で学校とセンターとの合同餅つき大会で餅を喉に詰まらせ危険な状態に陥るも、金八や職員の応急処置で一命を取り留める。大西が搬送された際は3Bの生徒たちに「悪ガキ共！」と怒りを露わにした。『特別授業は大混乱』では、戦争中の話を交えながら紙すきの演示を行った。
松崎 キヨ
演 - 町田博子
センターの利用者。当初は飼犬のタローを一人ぼっちにはできないとセンターに連れてきて一騒動起こるが、桜中学の2年生が犬小屋を製作したことでセンターにタローを連れてくることができた。第5シリーズ『ギャルの父は先生』では風邪をひいたタローを徹夜で看病をしていたが、逆に自分が倒れ、入院してしまう。彼女の入院中はタローは犬の訓練士となった桜木が預かっている。
三木 サヨ
演 - 戸川暁子
第5シリーズのセンターの利用者。他人から「おばあちゃん」呼ばわりされることを嫌っている。息子が大西が校長をしていた頃の桜中学の卒業生であり、当時から気難しい性格の大西を良く思っていなかった。

### 松ヶ崎中学校教員
第3シリーズとSP7・8における金八の勤務校であり、千田の前任校でもある。桜中学や荒谷二中等の近隣校よりも広い校庭と近代的な校舎、校庭と生活道路を挟んだ敷地にバスケットボール部とテニス部専用のコートも備えているが、学区内は共働きの家庭が多い為か、第3シリーズ第1話で行った生活実態調査のアンケートで、生徒の4人に1人が朝食を食べずに登校している等、生徒の生活リズムが酷く乱れていることが判明した際、金八は「桜中学よりも酷い」と評し、石田も「去年（金八が桜中学に在籍中だったSP6の年度）よりも悪くなっている」と評した。体操着のジャージはSP6まで男女共に水色の桜中学と違い、男子は黒色、女子は赤色のジャージを使用。  
田原 麻知（たはら まち）
演 - 室井滋（3、SP7）
数学科担当で3年C組担任。通称「大魔神」。性格はサバサバしており、無駄な物を排除する傾向がある。サイン色紙やネックレスを没収する為、生徒から恐れられ、評判は芳しくない。ただし、ネックレスについては山田に「先生だってぶら下げてる」と批判されている。保健室で三上が、リンゴを使って三浦に分数の授業を行っていたことを話す真野の態度に、数学教師としてのプライドを傷つけられて激怒し、金八が第1シリーズ第9話で阿部と九十九、中尾から相談を受けた時の話をして宥めるシーンもあった。その反面、寺尾の授業放棄事件では慰め役となっていた。SP7では高校受験に失敗した自分のクラスの男子生徒が、都立高校の合格発表の翌日に親の金を何十万円も持ち出して家出したという連絡を受けて、出勤してきた金八が職員室に入る寸前に、石田と共に大慌てで職員室から飛び出して捜索に出かけ、その後男子生徒が、成田空港でホノルル行の航空券をパスポートなしで購入しようとしていたところを、成田国際空港警察署に保護されたことを電話で山津に報告した。その後自分の生徒が織田と三浦と共に都立高校の2次試験の願書を提出する際、3人の受験候補校の願書の出願状況を確認する為、金八と田原と共に職員室で連絡を待っていた石川と梅田、柿野、柴田と、切符を購入する為に堀切駅で待機していた畔柳と山田以外の3年B組の生徒達が、3人の受験候補校に偵察に出かけている。
真野 明
演 - 石黒賢（3、SP7・8）
英語科担当で3年B組副担任。第3シリーズの年度の4月に新採用教員として、山津と金八と共に松ヶ崎中学に赴任した。情熱を持った熱血教師ではあるが、時に空回りもし、給食の食べ残しゼロを目指すあまり、人参が苦手な辻村が食べ残した人参を、自宅に押し掛けてまで食べさせようとした結果、辻村を泣かせて不登校にさせたり、倉橋にせがまれて通信簿を渡す前に成績を教えてしまった結果、翌朝倉橋が早朝に職員室に忍び込んで他の教科の成績表を盗み見している現場を目撃し、厳しく叱責するが、この時倉橋が転んだ拍子で左足を捻挫したことに気づかずに追い返した為、倉橋が母親に｢真野に突き飛ばされた｣と嘘をつき、母親が診断書を教育委員会に提出して抗議する騒動に発展したが、金八の取り成しによって無事に解決した。放課後に倉橋に裏切られた事に自信を失い、辞職を口にした為に金八が激怒して長時間説教をする名シーンがある。チェッカーズのファン。大学時代にテニスのインストラクターのバイトをした経験があり、赴任以来1日置きに参加していた初任者研修が終了した第5話でテニス部の顧問に就任し、放課後にテニス部部長だった梅田とテニスを楽しむシーンがあるが、この時に真野がハンサムなのに、すね毛が毛深い事を知った大竹がショックで泣き出すシーンもある。三浦の補習には数学も教えていた。
石田 久志
演 - 岩下浩（3、SP7）
理科担当で3年A組担任。金八の桜中学時代の先輩教師だった服部と左右田、上林、国井、池内よりも年上のベテラン教師。年代のせいもあるが、現代の教育事情に対する嘆きを語ることもある。水虫を患っており、第4話では職員室でその治療を行っていた。教育論については第2話で給食の食べ残しゼロを達成した金八に対して、自分はどのような方法で給食の食べ残しゼロの指導を行っているのかを話す等、ベテランらしいアドバイスを送る場面もあった。
寺尾 純子
演 - 岡本舞（3、SP7・8）
社会科担当で3年D組担任。第3シリーズの年度で初めて3年生の担任となった、教師歴3年目の若手女性教師で、華やかで穏やかな雰囲気を持っており、職員室の中でもアイドル的な存在であるが、期末テスト前日の3年B組の授業中に生徒の私語が酷く、静かにならない為にイライラして、思わず名簿を机に叩きつけ「てめえら静かにしろ」と怒鳴ってしまい、そのことに自分自身がビックリしてしまい、泣き出しながら職員室に帰ってしまう事件があった。
村井 剛
演 - 白石貴網（3、SP7・8）
保健体育科担当で野球部顧問。山津からテニス部廃部の話が出された時、自分が野球部と顧問を兼任するので考え直して欲しいと金八と共に懇願した他、高所恐怖症で建設会社のタンクの上から降りられなくなった鶴田を金八と梅田と共に救出し、柿野と河合の大喧嘩を止めようとした時、柿野と大喧嘩したことを反省して、金八と柿野と共に正座した。SP8では朝のひと声運動に率先して参加し、ツッパリの格好をして登校してきた葉山を追い返すが、金八の説得で葉山の追い返しは辞めるが、その翌日に化粧をして登校してきた高村を追い返している。
三上 良子
演 - 樫山文枝（3・6、SP7）
養護教諭。第6シリーズでは都立ひかり高校定時制に勤務。
松ヶ崎中学時代は水野の保健室登校を容認し、ひかり高校異動後も性同一性障害を抱える鶴本の進路についての相談に乗ったり、闘病中の幸作を気に掛ける等、金八には協力的である。
後作で、松ヶ崎中学時代の人物が、設定変更無しでそのまま出演しているのは、三上のみである。
青山
演 - 鷲尾真知子（SP8）
数学科担当。生活指導を担当しており、ヒステリーな性格。鷲尾は他にも西野兄弟（SP6）、高峰（第3シリーズ）、日下（第4シリーズ）、日野（第5シリーズ）のヒステリックな保護者を演じた。
屋敷
演 - 沼田爆（SP8）
理科担当。沼田は第4シリーズ以降、杉山修一の父親を演じる。
杉山 泰三
演 - 内藤武敏（3、SP7）
校長。優柔不断な性格で、高所恐怖症の鶴田が建設会社のタンクの上から降りられなくなった際には、真野が校長室に来て鶴田の救出を報告するまで、119番通報するのを躊躇っていた。金八の教育方針には一定の理解を示しており、11話で金八から山田の父親の告別式に出席する為に、当日の三者面談の日時変更を懇願された際は、憎まれ口を叩く山津を宥めて了承した。
校長(SP8)
演 入江正徳
クレジットに名字の表記はなし。
山津 茂
演 - 橋爪功（3、SP7・8）
教頭。典型的な学力重視の教育方針。自動車の運転は乱暴。第9話で杉山と共に夜回隊をしており、姉を牛田駅まで見送りに行って帰宅途中の柿野を不良と決めつけて目の敵にした。前任校は山の手で、第3シリーズの年度の4月に金八と真野と共に松ヶ崎中学に赴任した。郷に入っては郷に従う性格で、桜中学の話題を出す金八に「前任校の話を持ち出すな」と釘を刺している。戦時中と戦後の食糧難の時代に米の代用食で食べていたイモとカボチャが苦手で、第2話で金八は山津が7月の会食で、寺尾に頼んでイモ天を海老天と交換するのを目撃したと語ったが、交換したのはエビではないと反論している。寺尾の授業放棄事件では、寺尾の代わりに3年B組の社会科の自習の監督を担当した。SP7では成田空港で保護された田原の生徒を迎え行く際、真野に3年C組の自習の監督を指示している。

## 第1シリーズ
- 1979年10月26日 - 1980年3月28日の金曜日20:00 - 20:55。全23回。
- 主題歌：海援隊「贈る言葉」
- 挿入歌：てんびんばかり、チャンピオン、八十八夜、秋止符、特効薬、JODAN JODAN、倭人傳、風景詩、母に捧げるバラード、道標ない旅、さよなら
- キャッチコピー：「みんな一緒だ、とことんやろう。みんな一緒に大きくなろう。」
- 受賞歴：第17回ギャラクシー賞、昭和55年日本民間放送連盟賞・テレビ娯楽部門優秀賞（『十五歳の母 その3』）

### 概要
第1シリーズは、高度経済成長を終えて、第二次オイルショックの影響時の日本の教育を舞台とする作品である。世田谷第一中学校から桜中学校に転勤になった金八が非行・不登校・いじめ・親子の絶縁など、学校が抱える様々な問題を真正面から受け止め、生徒と一緒に涙を流しながら奮闘する。6話にわたった「十五歳の母」では生徒の妊娠出産を描いたほか、東京大学を目指す高校生の自殺を取り上げ、命の大切さを訴えた。1学年後輩の2年生は第2シリーズの生徒である（ただし、加藤以外全員）。

### テーマ
- 15歳の妊娠『愛の授業』『十五歳の母』『十五歳の母出産』
- 受験戦争、非行少年（家出）、家庭不和
- 命の大切さ（青少年の自殺）『受験戦争に消えた命』

### ゲスト
- ボクシングジムのトレーナー - 輪島功一（第2話）
- 遠野町子 - 池上真智子

梶浦裕二が通学途中に一目惚れし、自宅の銭湯で脱衣するところを見てしまった女子高生。姿を消した後、白百合学園の2年生で自宅の都合で1週間だけ桜中近所から通っていただけと判明する。（第3話）
- 新田八郎太（1年B組新八先生） - 岸田智史

岸田は第3話では本人名義でラジオDJ役として出演（声のみ）
- 横山PTA会長 - 中島元（第4・6話）
- PTA役員 - 水沢摩耶（第4話）
- 電話の声 - 大原穣子

宮沢の母に電話で浅井の相手が保だと噂になっていると告げた女性。（第4話）
- 教育委員 - 平田守（第5話）
- ディスコの少年 - 松原秀樹、中村研一、池本広治、成瀬法達（第10話）
- オートバイの青年 - 細野謙治（第10話）
- 斉藤コーチ - 木下俊彦

平山英吉を視察に来た高校野球部のコーチ。（第12話）
- 邦枝 - 佐藤秀美

斉藤を視察に連れて来た桜中学野球部OB。（第12話）
- 浅岡達也 - 古尾谷雅人

桜中学OB。オートバイで校庭へ飛び込んで来て、「進学は教師の言いなりになるな」と叫んだ（第13話）。山田麗子が浅岡を慕っている。なお、SP1で山田の婚約者が事故で死亡する描写があるが、山田が「ケンジ」と泣き叫んでおり、浅岡とは別人である。2では古尾谷自身が岸森として出演している。
- ライブハウスの歌手 - 友川かずき
- カメラマン - 大地つね夫
- 篠原久美子 - 遥くらら（1年B組新八先生）

楓中関係
荒谷二中に並ぶ不良校。中野の前任校、天路と小林の転勤先。
- 大石 - 関山耕司

体育教師。不良生徒4人組に手を焼いているが彼らから恐れられている。「生徒を締め付けるだけでなく付き合ってやる事も大事、坂本先生の長ラン姿を見たかった」と言って合気道の道着姿で謝礼しに来校する。

### 放送日程
- 太字は放送ライブラリーに保存されている。
- 第6回は昭和55年日本民間放送連盟賞・テレビ娯楽部門優秀賞を受賞。

| 各回                                                           | 放送日         | サブタイトル         | 脚本         | 演出       | 主要生徒   | 視聴率 |
| -------------------------------------------------------------- | -------------- | -------------------- | ------------ | ---------- | ---------- | ------ |
| 第1回                                                          | 1979年10月26日 | 3年B組金八先生       | 小山内美江子 | 竹之下寛次 | 吉村       | 16.6%  |
| 第2回                                                          | 11月2日        | 内申書               | 小山内美江子 | 佐藤虔一   | 田中       | 16.3%  |
| 第3回                                                          | 11月9日        | 君は裸のビーナス     | 小山内美江子 | 高畠豊     | 梶浦       | 16.9%  |
| 第4回                                                          | 11月16日       | 十五歳の母 その1     | 小山内美江子 | 竹之下寛次 | 浅井、宮沢 | 19.6%  |
| 第5回                                                          | 11月23日       | 十五歳の母 その2     | 小山内美江子 | 竹之下寛次 | 浅井、宮沢 | 17.9%  |
| 第6回                                                          | 11月30日       | 十五歳の母 その3     | 小山内美江子 | 佐藤虔一   | 浅井、宮沢 | 18.4%  |
| 第7回                                                          | 12月7日        | 学ラン長ラン大混ラン | 小山内美江子 | 生野慈朗   | 星野       | 19.9%  |
| 第8回                                                          | 12月14日       | 子供の喧嘩に親が     | 小山内美江子 | 高畠豊     | 越智       | 16.0%  |
| 第9回                                                          | 12月21日       | 数学が好きになる法   | 小山内美江子 | 竹之下寛次 |            | 21.2%  |
| 第10回                                                         | 12月28日       | 女生徒軍団朝帰り     | 小山内美江子 | 佐藤虔一   |            | 19.7%  |
| 第11回                                                         | 1980年1月4日   | 母に捧げるバラード   | 小山内美江子 | 生野慈朗   | 沢村       | 17.2%  |
| 第12回                                                         | 1月11日        | 入学決定第一号!      | 小山内美江子 | 高畠豊     | 平山       | 23.4%  |
| 第13回                                                         | 1月18日        | 入試一ヶ月前心得     | 小山内美江子 | 竹之下寛次 | 山田       | 24.6%  |
| 第14回                                                         | 1月25日        | 十五歳の母 その4     | 岡本克己     | 佐藤虔一   | 浅井、宮沢 | 25.9%  |
| 第15回                                                         | 2月1日         | 受験勉強一万時間     | 重森孝子     | 高畠豊     | 岡村       | 22.5%  |
| 第16回                                                         | 2月8日         | 入試十日前心得       | 小山内美江子 | 生野慈朗   | 横山       | 24.9%  |
| 第17回                                                         | 2月15日        | 十五歳の母出産 その1 | 小山内美江子 | 竹之下寛次 |            | 31.2%  |
| 第18回                                                         | 2月22日        | 十五歳の母出産 その2 | 小山内美江子 | 竹之下寛次 | 浅井、宮沢 | 29.7%  |
| 第19回                                                         | 2月29日        | 合格発表の長い日     | 重森孝子     | 佐藤虔一   | 屋島、中尾 | 32.7%  |
| 第20回                                                         | 3月7日         | 卒業十日前の初恋     | 小山内美江子 | 生野慈朗   | 沢村       | 33.1%  |
| 第21回                                                         | 3月14日        | 受験戦争に消えた命   | 小山内美江子 | 高畠豊     | 浅井       | 34.9%  |
| 第22回                                                         | 3月21日        | 卒業・贈る言葉       | 小山内美江子 | 竹之下寛次 | 全員       | 38.0%  |
| 最終回                                                         | 3月28日        | さよなら金八先生     | 小山内美江子 | 竹之下寛次 | 全員       | 39.9%  |
| 平均視聴率 24.4%（視聴率はビデオリサーチ調べ、関東地区・世帯） |                |                      |              |            |            |        |

### 補足
- 当時、同時間帯の『太陽にほえろ!』と『ワールドプロレスリング』と三つ巴の熾烈な視聴率争いを行った。生徒の妊娠・出産を描いた「十五歳の母」のエピソードは大きな反響を巻き起こし、1980年初頭には『太陽にほえろ!』を逆転する視聴率を記録。『太陽にほえろ!』も対抗し、第1シリーズの最終回に合わせ、スコッチ刑事（沖雅也）を復帰させた400回記念番組を放映したが、視聴率（18.5%）は当番組の視聴率の半分以下であった。
- 11話で武田が海援隊と共に本人役で出演した。
- 15歳の出産という過激な放送内容であった為、当時のTBSには抗議の電話が多数かかってきたという。嫌気がさした武田がプロデューサーに「普通の作品作りませんか」と話すと「抗議の電話が増えれば増えるほど、数字（視聴率）良いんですよね」と答えたという[13]。過激な内容に抗議した武田ではあるが、「愛の授業」以前にも、金八が失恋した梶浦に「お前、大分溜まってんだろ？今晩かいとけよ。お前、そこはもう女の子と違うんだから、なぁ、男だから自分で出来るんだから1発こいてよ、スキーっとしとけ」と勧めるシーンなども放送されている。

## 第2シリーズ
- 1980年10月3日 - 1981年3月27日の金曜20:00 - 20:55。全25回。
- 主題歌：海援隊「人として」
- 使用楽曲：モルダウ、ツッパリHigh School Rock'n Roll (登校編)、世情、青い珊瑚礁、村祭り、ヤングマン（書籍上は365歩のマーチ）、スキー、ああ人生に涙あり（水戸黄門のテーマ）、兄弟仁義
- キャッチコピー：「先生も走るぞ、君らも走れ!みんな仲間だゴールは同じ。」

### 概要
第2シリーズは、荒れる中学生や暴力によるいじめなどに焦点をあてた作品である。このシリーズでは、放送当時に教育現場で問題となった、生徒のストレスなどを原因とする非行や校内暴力を初めとする問題に視点をあて、当時のシビアな世相が描かれるとともに、「腐ったミカンの方程式」や中学生が手錠をかけられるシーンは社会に大きな衝撃を与えた。2年生の時の3年生で、1学年先輩である第1シリーズ卒業生が3・4・11・13話にて登場する（第1シリーズの3年B組が3年生の時に第2シリーズの3年B組が2年生だったので、在学時の浅井と宮沢の事を第2シリーズの3年B組は知っている）。

### テーマ
- 校内暴力 『腐ったミカンの方程式』 『卒業式前の暴力』
- 非行少年、思春期心身症 『心を病む子供達』
- 受験戦争 『白紙答案の波紋』 『母と子の受験戦争』 など
- 家庭不和、集団いじめ

### ゲスト
- 博多駅駅員 - 石川宏士郎（第1話）
- 河島 - 河原崎長一郎（第2話）- 『1年B組新八先生』と同役
- 平野 - 佐藤オリエ（第2話） - 同上
- 河田(梶井の主治医) - 真木恭介（第3話）
- 髙橋芙美 - 猪俣光代（第3話）
- 隣の主婦 - 森みつる（第5話）
- サラ金の男 - 岡田正典、真木仁（第5話）
- 暴走族の男 - 中村幸路（第5話）
- 風呂屋の女将 - 大方斐紗子（第9話）
- 女 - 森ケイ（第10話）
- 出前持ち - 鈴木義弘（第12話）
- 美容院店長 - 九重ひろ子（第13話）
- 工場の若者 - 藤井敦（第15話）
- 魚屋 - 小林通孝（第15話）
- 看護婦 - 芝村洋子（第17話）
- タクシー運転手 - 高橋亨（第19話）
- 看護婦 - 五十嵐美鈴（第19話）
- 試験官 - 須永慶（第20話）
- 上野 - 高城淳一

墨東工業（自動車修理工場）の社長。56歳。調理師や栄養士、ボイラー技士や溶接工等、16の資格を所持している。キャバレー『フラワーボックス』通いをし、お触りをするので土屋珠子からは「スケベ社長」と呼ばれているものの、金八と同様に間違ったことをすれば自ら頭を下げ謝罪する。残業なしで定時制高校に通う事も認めている他、散髪して学生服で来た加藤の「母親の意見を尊重する」心意気を認める、神津に「相棒なんだから修理するならピカピカに磨いてから持ってこい」と叱りつけるものの、「おやっさん」と呼ばれ、加藤も彼の迫力に圧倒され、父親的な力強さを感じ取るなど、不良少年らからの信頼も厚く、荒谷二中の騒動・逮捕には、塚辺や二中PTA会長と共に警察に抗議し、「書類送検したら保護司を返上する」とまで言っている。
- 玉村吾朗 - 下條アトム

土屋珠子に弟の高校裏口入学斡旋詐欺を働き、荒川西高校の国語教師「野村まさる」と名乗る 。本物の「野村ゆう」（電話の声のみ・深谷みさお）は君塚が会いに行っており、こちらは金八が相手をし、逮捕される。
- 瀬口房代 - 高林由紀子

池内が担任をしている3D生徒の母。私立と都立の受験共に落ちたことに納得がいかず、内申書を見せるようにせがむ。高林は第5シリーズ21話～最終回とSP10で田辺弁護士を演じた。
- 川北 - 松山照夫

滝田の上司の刑事で、スナックZを暴走族の溜まり場でまともな店じゃないと酷評、同店にいた3B生徒を補導、加藤にも荒谷二中時代から桜中転校後も執拗に疑いを掛ける。
- 滝田トシキ - 鈴木慎

加藤、松浦、沢井らを逮捕した刑事で、君塚のかつての教え子。中学時代に警察沙汰相当の問題を起こし、君塚に見逃してもらったことを「最大の教訓であった」と、君塚が出席した自らの結婚式で述べた。
- 司会者・柳原評論家・TV局員 - 吉村光夫・松村彦次郎・加賀沢純一

TVで荒谷二中立てこもりの臨時ニュースを読み上げる
若杉病院関係者
思春期心身症の専門病院で、福岡県篠栗町に実在する若杉病院 を当シリーズで取り上げた形だったが、ドラマ放送後の1983年4月に北九州津屋崎病院に移設された思春期内科は、病棟が廃止された2012年4月以降は外来のみとなり、2019年9月に新築移転先の北九州宗像中央病院に移設された思春期外来も、担当医が定年退職した2021年3月末に完全廃止となった。
- 斉村高男・昌代母子 -高野浩之・柳川慶子

世田谷一中時代の教え子。優等生で生徒会長だったが、金八が担任を受け持っていたクラスの生徒ではない。思春期心身症により同院で監禁療法中。中学時代に金八に言われた「地球はお前一人のために回ってるんじゃない」という言葉を思い出し、病院に金八を呼んだ。昌代は一流大学への進学を高男に勧めたが、第5シリーズ『ガラスの少年・2』では、高卒で職人をやっているということが金八の口から語られた。
桜中学以前に金八が教えていたことが判明している唯一の生徒。
- 井出英一母子 - 宮田正臣・北村昌子

入院する為に来るが、躊躇い横浜に帰宅。医師が英一に尋ねた質問に全て答えようとする母親の過保護な対応を見た金八に「親子で一緒に金隠し跨ぐわけにもいかんでしょ」と揶揄され気色ばんだ。
- 小林 - 院長 - 風間杜夫
- 京子 - 看護師 - 木村理恵[注 81]
- 友瀬 - 長井道徳
- 中田 - 酒井晴人
- 和子 - 大久保由美
- 辰也 - 川上伸之

金八が教師であることを耳にした際に激昂、冷やかし面会と喧嘩を売る。それまでは入院後もほぼ無口だった。
- 大橋 - 内堀和晴

高校時代、東京大学文科一類を目指していたが、高校2年時に思春期心身症を発症し8年患い当院に入院、その後スナックで働いている。入院患者の登山の際には弁当配達を担当。
荒谷二中関係者
作中、楓中学と共に相当な不良校とされているが、8では前年に校舎が新築され、冷暖房完備となったことで保護者からの人気が高くなっている。Fでは遠藤達也が教頭として勤務している。第6シリーズ終了後、当初は金八も荒谷二中に異動予定だったが、療養予定の教師・熊谷が病院から復帰許可が出たため、教育委員会に異動した。音楽教師は鶴本成美の友人。生徒は生徒一覧のその他を参照。
- 飯田

演 - 増田順司
校長。加藤達が乗り込んできた際には冷静に対処しようとしていた。彼らが放送室で討論している時でも終始冷静な態度だったが最後には彼らに謝罪する。不良少年達からは清水や音羽と共に恨まれているが、実際は米倉と同じく激化する校内暴力の嵐に心身共に疲れ果て、やむを得ず強引な措置を取っていた事が判明した。実際に米倉と大山は不良生徒達や神津から敬語で接してもらっているのに対し、飯田・音羽・清水の3名は呼び捨てされている。
- 清水

演 - 上田忠好
体育教師。常に竹刀を持ち歩き、生徒に竹刀で過剰な体罰を加える暴力教師で、加藤や神津も被害を受けた。米倉が倒れてからは横暴さが増した。加藤正枝を呼び出した時には、飲み屋で働いている事をネチネチと甚振り罵倒していた。この事で、弱い者イジメをする暇があったらどうして民生保護や奨学金を教えてくれなかったのかと加藤に問い詰められた際は「担任教師じゃないから」と言い逃れしている。
- 音羽

演 - 稲垣昭三
暴力的な清水と違い、こちらは陰険な教師。加藤を放り出した張本人であり、加藤が飯田と清水達と共に放送室に立て籠った際に「一番のワルの音羽」と表現したほどである。『卒業式前の暴力』の際には警察に通報した張本人でもあり、警察の介入を命を張って止めようとする大山（後述）を「あんた頭がおかしくなったんじゃないですか！」と面罵、加藤達が逮捕された後の警察での話し合いの際も、警察を説得しようとする君塚に「素人みたいな事言わないでください」と罵り、警察署での話し合いの場においても松浦父の発言を遮り持論を展開しようとして「最後まで聞いてくださいよ」と反論され、PTA代表に対しても「親がだらしがないからこういう事になるんですよ！」と暴言を吐き猛反発を受けるなど、生徒だけでなく関係者に対しても失礼な言動を繰り返し、最後まで自分達の対応の正当性を主張し譲らなかった。ツッパリ生徒らの言動を「まるでヤクザの○○」と揶揄するのが口癖。
- 米倉

演 - 浜村純
加藤の2年時の担任。大山と共に不良少年らから信頼があり、加藤の家庭環境を理解する誠実な性格で、弁護士の知人に相談してサラ金業者とも話を付けた。激化する校内暴力に己の力の限界を感じ、加藤を放り出してしまったことに責任を感じていた。後半では過労で倒れて入院しており、不良少年達からは嘆きの声が聞かれた。最終回の桜中学の卒業式の日の朝に死去したことが、桜中学への電話で伝えられた。
- 大山

演 - 久米明
物分かりの良い教師で、神津に対してもキチンと評価しているので、神津らも信頼を寄せている。「スナックZ」の常連客の一人で金八と一緒に飲む事もある。神津がZを切り盛りしているのを見て「立派に店を任されて」と喜んでいるが、「おちょくったら困るよ先生」と返されている。「Z」に若者が来る事についても、川北に「中学生が出入りするまともな店じゃない」と酷評される中、「神津に何らかの魅力があるから若者が集まる」と評している。『卒業式前の暴力』で警察が放送室に突入しようとした際には「私を殺してから行きなさい」と体を張った抗議をした。最終回で定年退職する。
- 鈴木

演 - 深谷みさお
物分かりの良い女性教師。演者の深谷は荒川西高校の野村優の声でも出演。『卒業式前の暴力』でも大山と行動を共にした。
- PTA会長

演 - 中島元
塚辺大造とは幼馴染の同級生。塚辺と上野と一緒に警察に抗議する。
- 岸森敏夫

演 - 古尾谷雅人
OBで「魑魅怒呂（ちみどろ）」の元リーダー。現在は暴走族を卒業しているが、神津や他の隊員からも信望がある。中学時代は上林の教え子で、応援団長に祭り上げられたことで更生した。父親に大学の学費相当の費用を出してもらい、スナック「Z」のオーナーとなる。加藤、神津を説得するために金八がZを訪れた際は立会人となり、最終的に「魑魅怒呂」への撤収を指示した。その後は、レストランチェーン経営の勉強のため、店を神津に任せ、自身は海外に留学する。自分には上林がいたが 、神津らには金八のようにカッカしてくれる先生がいてくれなかったと発言している。『めちゃ×2イケてるッ!』のコーナー「単位上等!爆走数取団」はこのスナックZをモデルにしている他、直江が松村邦洋と一緒にスナックZのTシャツを着て動画サイトで共演している。古尾谷自身は1で浅岡として登場している。
- 神津清一

演 - 田浦智之
OBで「魑魅怒呂」のリーダー。元番長で、加藤の先輩。初対面の際は金八の事を他の教師同様に毛嫌いし、土下座を要求するも、金八に論破され裁定を岸森に依頼、その後も暫く金八や加藤以外の3B生徒には煩わしそうな応対をしていたが、徐々に金八を慕うようになり、その後海外視察に行った岸森からスナック「Z」を預かると、加藤や椎野の面倒を見ていたほか、自殺を考えていた青木を助けたこともある。「親や学校が教えてくれない事でもね、ちゃんと教えてくれるのが、この『スナックZ』なんだよ」が持論。3Bの生徒達の前で『ツッパリHigh School Rock'n Roll (登校編)』に合わせてツイストを披露したこともある。金八と大山と松浦が常連客となる。在学中は清水から体罰を受けていた。墨東工業の常連客。伊東は落ちこぼれに寛大だと評している。川北に魑魅怒呂の連中だけではやって行けないと反論。店内はエロ本だらけ。なお加藤、松浦が立て籠った際に荒谷二中にバイクで乗り込んだ『魑魅怒呂』構成員の浜島康之役は柳葉敏郎。この時、上林と金八に「文句があるなら何故在校中に言わなかった？帰れ」と言われ撤収している。

### 放送日程
脚本は小山内
| 各回                                                           | 放送日        | サブタイトル               | 演出       | 視聴率 | 主要生徒   |
| -------------------------------------------------------------- | ------------- | -------------------------- | ---------- | ------ | ---------- |
| 第1回                                                          | 1980年10月3日 | 心を病む子供達（その1）    | 竹之下寛次 | 27.2%  | 斉村       |
| 第2回                                                          | 10月10日      | 心を病む子供達（その2）    | 竹之下寛次 | 23.3%  | 斉村       |
| 第3回                                                          | 10月17日      | まんじゅう騒動             | 生野慈朗   | 22.4%  | 梶井       |
| 第4回                                                          | 10月24日      | 人助けカンパ事件           | 和田旭     | 23.2%  | 塚辺       |
| 第5回                                                          | 10月31日      | 腐ったミカンの方程式 その1 | 竹之下寛次 | 23.7%  | 加藤 松浦  |
| 第6回                                                          | 11月7日       | 腐ったミカンの方程式 その2 | 竹之下寛次 | 25.9%  | 加藤 松浦  |
| 第7回                                                          | 11月14日      | 3B学習発表会 その1         | 大岡進     | 25.1%  | 岩沼 立見  |
| 第8回                                                          | 11月21日      | 3B学習発表会 その2         | 和田旭     | 24.0%  | 岩沼 立見  |
| 第9回                                                          | 11月28日      | 受験と恋と勘違い           | 生野慈朗   | 23.4%  | 松江・赤上 |
| 第10回                                                         | 12月5日       | 白紙答案の波紋             | 竹之下寛次 | 24.8%  | 石川       |
| 第11回                                                         | 12月12日      | クソまみれの英雄達         | 大岡進     | 25.0%  | 平尾・青木 |
| 第12回                                                         | 12月19日      | 三者面談始まる             | 柳井満     | 24.1%  |            |
| 第13回                                                         | 12月26日      | 同窓会・贈る言葉           | 竹之下寛次 | 28.7%  |            |
| 第14回                                                         | 1981年1月9日  | 東京は理社に弱い           | 大岡進     | 25.8%  | 山本       |
| 第15回                                                         | 1月16日       | 生きることは学ぶこと       | 生野慈朗   | 24.6%  |            |
| 第16回                                                         | 1月23日       | 親と子・進路で対決         | 竹之下寛次 | 25.3%  | 加藤・松浦 |
| 第17回                                                         | 1月30日       | 母と子の受験戦争           | 和田旭     | 24.6%  | 高橋       |
| 第18回                                                         | 2月6日        | 入試直前面接心得           | 大岡進     | 26.1%  |            |
| 第19回                                                         | 2月13日       | 入試前夜                   | 生野慈朗   | 25.9%  | 松浦、加藤 |
| 第20回                                                         | 2月20日       | 頑張れ! 敗者復活戦         | 竹之下寛次 | 28.6%  | 青木       |
| 第21回                                                         | 2月27日       | 不正を憎む心を持て!        | 大岡進     | 30.3%  |            |
| 第22回                                                         | 3月6日        | 父の死と高校進学           | 生野慈朗   | 31.0%  | 佐々木     |
| 第23回                                                         | 3月13日       | 卒業式前の暴力1            | 大岡進     | 29.1%  | 加藤 松浦  |
| 第24回                                                         | 3月20日       | 卒業式前の暴力2            | 生野慈朗   | 31.5%  | 加藤 松浦  |
| 最終回                                                         | 3月27日       | サヨナラ金八先生           | 竹之下寛次 | 34.8%  | 全員       |
| 平均視聴率 26.3%（視聴率はビデオリサーチ調べ、関東地区・世帯） |               |                            |            |        |            |

- 1981年1月2日は『超豪華!番組対抗かくし芸 スターが競う!クイズ100人に聞きました』（19:00 - 20:55）のため休止されたが、武田鉄矢を初めとする番組出演者たちは同番組に参加した。

### 補足
- 大反響を呼んだ第1シリーズの放送終了半年後に制作されたこのシリーズは、『腐ったミカンの方程式』『クソまみれの英雄達』『卒業式前の暴力』などの名エピソードが数多くあり、平均視聴率26.3%というシリーズ歴代最高の数字を記録した。
- 第24話で加藤と松浦が荒谷ニ中の友人3名と荒谷二中に殴り込み（ただし、この5名は暴力行為や器物損壊は一切しておらず、騒ぎに乗じて他の生徒が器物損壊をした）、過去の非を校長に詫びさせたあと、学校側の通報で駆けつけた刑事に取り押さえられて連行されるシーンでは、スローモーションの映像でセリフを一切用いずに、代わりに『世情』（中島みゆき）を歌いだしの部分からフルコーラスで流すという演出が行われ、金八が放送室のドア越しに「加藤!松浦!」と絶叫したシーンや、加藤らが逮捕されるシーンで警察官に向かって発した「俺の生徒になんばすっとか、きさん[注 82]」、警察署での緊急会議の際に「我々はミカンや機械を作ってるんじゃないんです。我々は毎日、人間を作ってるんです。人間の触れ合いの中で我々は生きてるんです。」と語るシーン、釈放された加藤、松浦を平手打ちした後、号泣する2人の頭を抱き寄せるシーン[注 83]等は、シリーズのみならずドラマ史に残る名場面となった。

## SP1
- 1期生がメイン。
- 主題歌：海援隊「贈る言葉」
- 挿入歌：オフコース「生まれ来る子供たちのために」

主要生徒
- 吉村、山田、九十九、宮沢、浅井、笠原

出演者
- 倉本（聖林高校教師）- 泉竜
- 吉澤健
- 烏山京子

| 放送日時                   | サブタイトル | 脚本         | 演出     | 視聴率 |
| -------------------------- | ------------ | ------------ | -------- | ------ |
| 1982年10月8日19:00 - 20:54 | 贈る言葉     | 小山内美江子 | 生野慈朗 | 33.0%  |
本作の自衛隊を扱ったエピソードについて、武田は「さすがに踏み込み過ぎで、後から大変な目にあいました」と話している。

## 桜中学大音楽会
- 1983年4月1日放送。金八・新八・仙八・貫八の出演者138名が集まり、音楽活動をしている者たちが集結した歌番組。唄った者は直江喜一、ひかる一平、川上麻衣子、伊藤つかさ、沖田浩之、本田恭章、三田寛子、宮崎美子、川口雅代、シブがき隊、さとう宗幸、岸田智史、斉藤康彦、遠藤京子、川谷拓三、三原順子、つちやかおり、近藤真彦、野村義男、田原俊彦、武田鉄矢、海援隊

## SP2
- 使用楽曲：「人として」・「贈る言葉」

出演者
- 医師・笈川 - 木村元
- 倉沢（ヤクザ・岩沼の所属組事務所員） - 阿藤海

岩沼が所属していた暴力団のリーダー格。組を抜けようとする岩沼に暴行を加える。教師に恨みを持っており小学校時代の担任には教科書を忘れ次教科書を持ってきた時に教科書を取り上げられ勉強も出来ないようにされ授業をされる、中学校時代の担任には仲間外れにされる等嫌がらせをされており、その怒りを金八にぶつける形で岩沼をかばった金八に激しい暴行を加えた。
- 山田徳次郎（元ヤクザ・屋台店主で岩沼を助けた） - 田村高廣
- 高校教師（岩沼の担任） - 不破万作
- 看護婦・矢沢 - 溝口貴子
- 保母 - 立見めぐみ
- 食料品店の客 - 須永慶
- 救急隊員 - 佐藤丈夫
- 野上 - 五月女雅裕
- 看護婦 - 中村ひろみ・木村綾子
- ゲームセンターの客 - 上基夫
- 不良少年達 - 佐藤弘・大谷誠二・小林徹哉

| 放送日時                   | サブタイトル       | 脚本                   | 主要生徒   | 視聴率 |
| -------------------------- | ------------------ | ---------------------- | ---------- | ------ |
| 1983年10月7日19:00 - 20:54 | イレ墨をした教え子 | 小山内美江子・横田与志 | 岩沼幸一郎 | 24.6%  |

## SP3
- 1期生と中学時代の池内一郎がメイン。
- 主題歌「贈る言葉」

出演者
- 柳原警察署係官 - 上田忠好
- 前川 - うえだ峻
- 黒沢 - 冷泉公裕
- スーパーヨシダの社長 - 神山卓三
- 交通巡査 - 広井純
- 中川鉄工所の従業員 - 山田貫太郎・内田忠男・山岡八高
- 中川の妻 - 阿部光子
- 医師 - 小寺大介
- 克江の兄 - 若林立夫
- 救急隊員 - 長江洋平
- 中川鉄工社長 - 遠藤太津朗

| 放送日時                   | サブタイトル | 脚本                   | 主要生徒               | 視聴率 |
| -------------------------- | ------------ | ---------------------- | ---------------------- | ------ |
| 1984年10月5日19:00 - 20:54 | 小さな嘘     | 小山内美江子・横田与志 | 安恵・梶浦・池内・中川 | 21.6%  |

## SP4
- 主題歌「贈る言葉」

出演者
- 香取主事 - 八木光生
- PTA役員 - 前沢保美、池田和歌子

| 放送日時                    | サブタイトル           | 脚本                   | 主要生徒               | 視聴率 |
| --------------------------- | ---------------------- | ---------------------- | ---------------------- | ------ |
| 1985年12月27日19:00 - 20:54 | イジメられっ子金八先生 | 小山内美江子・横田与志 | 市田・山本・北沢・中井 | 24.4%  |

## SP5
- 主題歌「贈る言葉」

出演者
- 岡田PTA会長 - 小鹿番
- 向井民生委員 - 石見栄英
- スカウトマン - 上杉祥三

| 放送日時                    | サブタイトル           | 脚本                   | 主要生徒         | 視聴率 |
| --------------------------- | ---------------------- | ---------------------- | ---------------- | ------ |
| 1986年12月26日19:00 - 20:54 | 先生の暴力・生徒の暴力 | 小山内美江子・横田与志 | 星野・佐藤・日野 | 19.7%  |

## SP6
- 主題歌「贈る言葉」

出演者
- 医師 - 田山涼成
- 運転手 - 内田忠男
- 事務員 - 片岡聖子

| 放送日時                    | サブタイトル   | 脚本         | 主要生徒       | 視聴率 |
| --------------------------- | -------------- | ------------ | -------------- | ------ |
| 1987年12月25日20:00 - 21:48 | 新・十五歳の母 | 小山内美江子 | 川野・西野兄弟 | 23.8%  |

## 第3シリーズ・SP7
- 1988年10月10日 - 12月26日の月曜21:00 - 21:54。全12回。
- 主題歌：武田鉄矢「声援」[注 84]
- 挿入歌：大きな栗の木の下で、冬が来る前に
- キャッチコピー：「昭和六十三年度 三年B組 担任 坂本金八先生」

### 概要
第3シリーズは、昭和末期のバブル景気の最中に製作された作品である。このシリーズでは、物語の舞台を桜中学校から松ヶ崎中学校に移し、生徒の無気力に焦点を当て、心身ともに健康であることの大切さが説かれた。中間管理職の立場となった金八が新任の教師を指導しながら、保健室登校を続ける生徒との心のふれあいや、酒乱の父親と二人で暮らす生徒との関わりなど現代社会の影の部分についての問いを投げかけるとともに心温まる話が多かった。このシリーズのみ卒業式がない。※翌年3月のSP7で卒業式。

### テーマ
- 生徒の無気力、教師の権力、いじめ、不登校、保健室登校
- 家庭不和 - リストラ、新人教員の教育、成績不振
- 食と健康、学校給食

### ゲスト
- 加藤敏治 - 田賀平
- スーパーの店長 - 田山涼成
- ぼたんの女将 - 絵沢萠子
- ぼたんの客 - 篠田薫
- 山田のアパート住人 - 川俣しのぶ・夏川加奈子
- 医師 - 岸野一彦
- 看護婦 - 向井薫
- 家庭教師 - 冨士原恭平（SP7のみ）

### 放送日程
- 最終回の放送時間は21:00 - 22:24。
- 脚本は小山内

| 各回                                                           | 放送日          | サブタイトル                      | 主要生徒                           | 視聴率 |
| -------------------------------------------------------------- | --------------- | --------------------------------- | ---------------------------------- | ------ |
| 第1回                                                          | 1988年 10月10日 | ウンコの旅                        | 加藤                               | 27.3%  |
| 第2回                                                          | 10月17日        | 新人先生は一年生                  | 辻村                               | 25.2%  |
| 第3回                                                          | 10月24日        | 穴があったら入りたい              | 三浦・水野                         | 23.8%  |
| 第4回                                                          | 10月31日        | 金八の掃除戦争                    | 石川・梅田                         | 22.8%  |
| 第5回                                                          | 11月7日         | 男は心だ!!                        | 鶴田・梅田                         | 22.9%  |
| 第6回                                                          | 11月14日        | 先公なんか信じない!               | 山田                               | 23.3%  |
| 第7回                                                          | 11月21日        | プッツン・ママ                    | 柴田・水野                         | 22.3%  |
| 第8回                                                          | 11月28日        | 三年二学期・期末テスト            | 榊原                               | 21.0%  |
| 第9回                                                          | 12月5日         | 俺の仕事                          | 柿野・渡辺                         | 22.3%  |
| 第10回                                                         | 12月12日        | 進路決定・三者面談1               | 水野・山田                         | 22.6%  |
| 第11回                                                         | 12月19日        | 進路決定・三者面談2               | 石川・柿野・鶴田・梅田・水野・山田 | 22.8%  |
| 最終回                                                         | 12月26日        | 最終回スペシャル 思いっきり3年B組 | 倉橋・水野・山田                   | 20.2%  |
| SP7                                                            | 1989年 3月29日  | 卒業スペシャル                    | 三浦・織田                         | 19.5%  |
| 平均視聴率 23.2%（視聴率はビデオリサーチ調べ、関東地区・世帯） |                 |                                   |                                    |        |

### 補足
- 第2シリーズ以降、毎年スペシャル版は放送されていたが、シリーズとしては7年ぶりに製作された。放送回数は、武田の都合で、2学期の途中から学期末までのストーリーとなる本編と「卒業スペシャル」を合わせて12回（本編）+1回（スペシャル）であり、ほかのシリーズに比べて少なかった。本編終了後、スペシャルが放送されるまでの間に昭和天皇が崩御して元号が昭和から平成に変わっている。その為、平成となってからの中学卒業となった。
- 舞台が松ヶ崎中学である、3ヶ月の放送である[注 85]、桜中学を舞台にしたファイナルではこのシリーズだけ別の学校が舞台であるため紹介されず、生徒や先生など一切出演がなかったなど、他のシリーズに比べて異彩を放っているが[注 86]25周年記念同窓会スペシャルには出演している。
- 生徒役のオーディションに中居正広と木村拓哉も参加していた。木村は後年出演した番組で当時の事に触れ、スタッフからいつも通りの通学スタイルで来てくれと言われ、“ボンタン”[注 87]を穿いて行った為「お前らなめてるのか、帰れ」と言われ、採用されなかったという[15]。結局採用されたのは森と長野だった。

## SP8
- 主題歌は「贈る言葉」（だだし、第1シリーズで使用された海援隊バージョンではなく、武田のソロカバーバージョンを使用）
- このSPから第4シリーズの間に里美は死去した設定になっている為、里美役の倍賞美津子が顔出し出演した最後の作品である（第4シリーズとSP10では声のみで出演している）。
- 当時13歳(中学2年生)だった声優の飯塚雅弓が、このSPの3年B組の生徒役で出演した他、まだ声優デビューする前の楠大典(1995年に声優デビュー)が、大学生役でこのSPに出演していた。

出演者
- オカマ - 出光元
- 大学生 - 楠大典
- 写真屋 - 斉藤暁
- 女店員 - 渡辺みゆき
- 高校生 - 伊東孝太郎・遠山浩樹・相沢哲男

| 放送日時                    | サブタイトル | 脚本     | 主要生徒   | 視聴率 |
| --------------------------- | ------------ | -------- | ---------- | ------ |
| 1990年12月28日19:00 - 20:54 | 卒業アルバム | 横田与志 | 葉山・高村 | 13.7%  |

## 第4シリーズ
- 1995年10月12日 - 1996年3月28日の木曜21:00 - 21:54。全23回。
- 主題歌：海援隊「スタートライン」
- 挿入歌：JET BOY JET GIRL、かえるの歌、大地讃頌、若い翼は
- キャッチコピー：「また会えたね。」

### 概要
第4シリーズは前シリーズから7年ぶり（スペシャル版からは約5年ぶり）に制作され、シリーズ作としては平成初の作品である。
第4シリーズからは大幅なリニューアルが施され、第4シリーズから第7シリーズまで最重要生徒（第4：広島美香、第5：兼末健次郎、第6：成迫政則・鶴本直、第7：丸山しゅう）を中心に物語が進行するシリアス路線となり、また第4シリーズから主題歌を海援隊が担当するようになり、作中のBGMがオーケストラ調となった。
第4シリーズでは一見平和に見える学校生活に潜むいじめ・不登校の問題や、現在は廃止となっている偏差値と受験の問題を、金八が生徒たちと対話し、高く数多いハードルを乗り越えていく。金八は生徒をいじめる子、いじめられる子に割り振り、いじめのロールプレイを行い、いじめがいかに無意識に行われるのかを問いかける。また、第1シリーズで放送された「十五歳の母」について再考も兼ねて、「十五歳の母と父」（第10・11回の前後編エピソード）が放送され話題となった。

### テーマ
- いじめ 『3Bにもイジメ?』 『十五歳の母と父』
- 複合不況（バブル崩壊）の影響による経済停滞期
- 家庭不和 - 離婚問題 『入試前日親が離婚』
- 不登校、発達障害 - 学習障害（LD）
- 白血病と骨髄バンク 『ラップで合格祈願』
- ジェンダー、阪神・淡路大震災からの復興 『十五歳の母と父』
- ディベート（討論） 『男が得?女が得?』
- ティームティーチング、スポーツチャンバラ [注 88]『先生!またクビ?』
- PTA、文部省、総合学科高校、観点別評価の影響（関心・意欲・態度）
- 教員による体罰、周りに合わせる生徒、皆勤賞の是非 『卒業直前スペシャル』
- 個人ノート、業者テスト廃止 『3B文部省へ行く』

### ゲスト
- 沢田教育委員 - 伊藤幸純
- 文部省職員 - 白岩久尚
- カラオケボックス店長 - 佐藤滋
- 柳田PTA副会長 - 鶴田忍
- 酔っぱらいの男 - 石原辰己
- 郵便配達員 - 矢野武
- 漢方薬局主人 - 沢りつお
- 川口の彼女 - 制野愛
- テニス部員 - 小原一篤
- 文部省・寺本 - 大和田獏
- 宮沢の同僚 - 増田由紀夫
- OL - 澤口夏奈子
- 男の仲間 - 益子和浩・中村太一・平岡光司
- 玉井刑事 - 田山涼成
- 相沢刑事 - 松田朗
- 神父 - 山岡八高
- 女子校教師 - 大方斐紗子・加賀谷純一
- 広島勇の不良仲間 - 健吾・平岡光司・益子和浩
- 桜木が連れてきた犬 - ピュンピュン
- ウェイトレス - 寺田千夏
- 宝石店員 - 川俣しのぶ
- 事務員の声 - 中川理映子
- 受験生 - 加川邦典
- メロンマン - コンサートで出演。挿入歌[注 89]にも使用
- 友野マミ・飯田照子 - 阿部光子・橘雪子

給食の調理師。家庭科教諭が欠勤の為、調理実習の代理指導。
- 海老屋・岸田 - 柳家小三治 [注 90]
- 医師 - 小松正一
- 海老屋の娘 - 郡山冬果

### 放送日程
- 第22回と最終回の放送時間は21:00 - 22:54。
- 脚本は小山内

| 各回                                                           | 放送日         | サブタイトル       | 演出                                                      | 視聴率                                                    | 主要生徒         |
| -------------------------------------------------------------- | -------------- | ------------------ | --------------------------------------------------------- | --------------------------------------------------------- | ---------------- |
| 第1回                                                          | 1995年10月12日 | 3年B組金八先生     | 生野慈朗                                                  | 21.3%                                                     | 宮沢、蓑田       |
| 第2回                                                          | 10月19日       | 3Bにもイジメ?      | 竹之下寛次                                                | 21.3%                                                     | 石田、高畑       |
| 第3回                                                          | 10月26日       | イジメの輪         | 生野慈朗                                                  | 19.5%                                                     | 桜木             |
| 第4回                                                          | 11月2日        | イジメ問題大討論   | 生野慈朗                                                  | 22.4%                                                     | 桜木             |
| 第5回                                                          | 11月9日        | 先生! またクビ?    | 柳井満                                                    | 23.4%                                                     | 佐藤、伊丸岡     |
| 第6回                                                          | 11月16日       | 涙の大合唱         | 鈴木早苗                                                  | 19.5%                                                     | 藤岡             |
| 第7回                                                          | 11月23日       | 正常と異常の間     | 生野慈朗                                                  | 22.3%                                                     | 樫木             |
| 第8回                                                          | 11月30日       | 恋の花二つ咲いた   | 鈴木早苗                                                  | 20.0%                                                     | 杉山、坂田、種田 |
| 第9回                                                          | 12月7日        | 3B文部省へ行く     | 竹之下寛次                                                | 21.5%                                                     |                  |
| 第10回                                                         | 12月14日       | 十五歳の母と父1    | 生野慈朗                                                  | 18.9%                                                     | 宮沢             |
| 第11回                                                         | 12月21日       | 十五歳の母と父2    | 生野慈朗                                                  | 23.5%                                                     | 宮沢             |
| 第12回                                                         | 1996年1月11日  | 口紅をした受験生   | 鈴木早苗                                                  | 16.2%                                                     | 桜木、広島       |
| 第13回                                                         | 1月18日        | ボク何になるの?    | 生野慈朗                                                  | 19.2%                                                     | 北郷             |
| 第14回                                                         | 1月25日        | オ受験母子の対決   | 竹之下寛次                                                | 18.1%                                                     | 日下             |
| 第15回                                                         | 2月1日         | タコヤキお守り     | 鈴木早苗                                                  | 15.8%                                                     |                  |
| 第16回                                                         | 2月8日         | 入試前日親が離婚   | 福澤克雄                                                  | 18.3%                                                     | 広島             |
| 第17回                                                         | 2月15日        | 合格直後の悲劇     | 鈴木早苗                                                  | 18.8%                                                     | 佐藤、後藤       |
| 第18回                                                         | 2月22日        | ラップで合格祈願   | 福澤克雄                                                  | 18.1%                                                     | 坂田、杉山       |
| 第19回                                                         | 2月29日        | ふくらみ過ぎた夢   | 鈴木早苗                                                  | 19.0%                                                     | 菅               |
| 第20回                                                         | 3月7日         | 男が得? 女が得?    | 生野慈朗                                                  | 17.3%                                                     |                  |
| 第21回                                                         | 3月14日        | 印度カレーの神秘   | 福澤克雄                                                  | 15.8%                                                     |                  |
| 第22回                                                         | 3月21日        | 卒業直前スペシャル | 竹之下寛次                                                | 15.0%                                                     |                  |
| 最終回                                                         | 3月28日        | 卒業スペシャル     | 生野慈朗                                                  | 19.6%                                                     | 伊藤             |
| 特番                                                           | 1996年4月26日  | 金曜テレビの星!    | 出演者のスタートライン として4期生のその後の ドキュメント | 出演者のスタートライン として4期生のその後の ドキュメント |                  |
| 平均視聴率 19.2%（視聴率はビデオリサーチ調べ、関東地区・世帯） |                |                    |                                                           |                                                           |                  |

### 補足
- このシリーズよりタイトルコールでBGMや生徒達のワンショット映像が使われるようになった。
- 1990年のスペシャル8以来、5年ぶりの放送となったこのシリーズは、再び桜中学校が舞台となり、体操着と女性制服がモデルチェンジされた。
- シリーズとしては1988年以来、7年ぶりに放送されたこのシリーズは、武田が地方やゴルフに行った先で再放送の感想ばかり言われ、プロデューサーの柳井に「再放送でお茶を濁すのはやめましょう。」と言い続けた結果、武田と脚本家の小山内のスケジュールが空いた1995年秋クールから放送が決まった。
- 舞台が桜中学に戻った経緯について、柳井は小山内からの希望であった事だと述べている。書き慣れた学校と先生の方が描きやすいという理由だった。また、天路の死去設定については子供が大きくなるにつれて母親がいたのでは描きづらくなる為であり、倍賞には事前に知らせた上で死去設定が決まったと柳井は述べている。倍賞は「えー」と言って愕然としたそうだが、最終的には了承した。
- 実際に第1シリーズが放映された年に生まれた子供は、第4シリーズ当時、16歳になっている。しかし、実際の時間経過とは誤差が出る事を承知の上で、宮沢には15歳という年齢設定が与えられた。また、幸作も本来ならば小6なのだが、1年ずれて小5の設定になっている。松浦悟の妹も15歳になるのだが未登場となっている。当の松浦本人はスエーデンに長期出張中という設定で未登場。
- 卒業式での校歌斉唱がこのシリーズでは流されなかった。
- このシリーズよりステレオ放送になった。
- 加藤優に憧れていた天野ひろゆきと松村邦洋がオーディションに参加しているが20代半ばであり、落選している。松村は「廊下は走らない」と北に注意されるエキストラで出演している。

## SP9
- 4期生がメイン。このSPから国井が教頭に就任し、以後第5〜第7シリーズとSP10、11で教頭を務めた他、左右田が第1シリーズの最終回以来18年ぶりに再登場し、未登場だったSP4以降は別の中学校に転勤していた伊東が、桜中学の保健体育科教師に復帰する形で再登場した。
- 主題歌は「贈る言葉」（第1シリーズでのオリジナルバージョン及び武田ソロバージョンではなく、海援隊再結成後の再レコーディングバージョンが使用された）
- 木村良平と宮野真守が、このSPの生徒役で出演した他、5期生の室岡も出演している。

出演者
- 杉田 - 北見敏之(週刊ホープの副編集長)
- タコヤキ屋 - 出光元
- 週刊ホープの記者 - 半海一晃
- 親父狩りした者 - 池田武志、市丸俊、渡辺良
- 東(ラジオ局員) - 小林すすむ
- 藤原健一(評論家) - 入江正徳

| 放送日時                  | サブタイトル                                | 脚本         | 主要生徒 | 視聴率 |
| ------------------------- | ------------------------------------------- | ------------ | -------- | ------ |
| 1998年4月2日21:00 - 22:54 | 道は遠くとも〜子供を救え!大人達よ立ち上がれ | 小山内美江子 | 佐藤良美 | 17.5%  |

## 第5シリーズ・SP10
- 1999年10月14日 - 2000年3月30日の木曜日21:00 - 21:54に放送。全23回。
- 主題歌：海援隊「新しい人へ」
- 挿入歌：南中ソーラン、LOVEマシーン、若い翼は

海援隊「贈る言葉」（SP10のエンディングで流された。第1シリーズで使用されたオリジナルバージョン）
- キャッチコピー：「かけがえのない授業が、木曜の夜9時にはじまる。」

### 概要
シリーズ20周年となった第5シリーズでは、学級崩壊や校内暴力を大きなテーマとして描く一方、優等生の仮面をかぶりつつも卑劣な行いを繰り返す生徒について激動的な物語が展開された。かつては“非行”と“校内暴力”が大きな問題だったが、時代とともに「不登校」や「いじめ」が学校を席巻し、その後「学級崩壊」と「突然キレる子ども」といった新たな火種も生まれた。
第5シリーズでは少子化の波を受け、桜中学校の校内に老人介護施設が併設され、“死”と向かい合って生きる高齢者と、時おり死に憧れる中学生が同じ屋根の下で毎日過ごすことになる。
第5シリーズから第7シリーズまで演出に福澤克雄が参加し、過激路線上で軸となる最重要生徒（第5シリーズ：兼末健次郎、第6シリーズ：鶴本直・成迫政則、第7シリーズ：丸山しゅう）を中心に物語が進行する構成となり、高視聴率を記録した。
また第5シリーズから第7シリーズまで、文化祭等で南中ソーラン（TAKiOのソーラン節）を披露し、クラスの団結の和として描かれた。金八の受け持つ生徒は全員、長男幸作の同級生でもある友人達（金八が担任就任前まで幸作は3年B組に在籍しており、卒業後も第5シリーズの3年B組の一員として扱われている）、2学年後輩の1年生は第6シリーズの生徒である（ただし、鶴本と成迫以外全員）。
最終話では弁護士・大平光代の『だから、あなたも生きぬいて』が金八の3Bの授業で主題となった。

### テーマ
- 学級崩壊、校内暴力 『3B学級崩壊寸前』
- 家庭不和、機能不全家族、不登校、嫌がらせ
- 高齢化社会（デイサービスセンター）
- 発達障害、注意欠陥・多動性障害（ADHD）
- 少年犯罪 『ガラスの少年』、体罰、朝の10分間読書
- フリースクール、情報教育、環境教育、ケナフからの紙づくり、職場体験
- いのち 『生きる事・死ぬ事』、キレる少年、いい子を演じる生徒

### ゲスト
- 菅PTA会長 - 西田健

第5シリーズでは、金八の体罰問題や大西の死去した際の葬儀会場問題に協力。第6シリーズでも引き続きPTA会長を務めており、文化祭への協力や卒業式の式中に発覚した金八の異動問題を千田に抗議している。第7シリーズでは商店会会長に転じており、桜中学の理事会制度導入で理事となっている。「国井ちゃん」と呼んでいる。
- 駒井町会長 - 梅津栄

第6シリーズ前半までは町会長を務めていたが、後半は後述の笹森（演・不破万作）が町会長を務めていた。
- 医師 - 山上賢治
- 米田硝子店 - 瀬戸将哉
- バイク屋 - 岩田丸
- 鳶 - 森山米次、赤屋板明、石塚透、海老原敬介
- 教育委員-村上幹夫
- 安斉 - 半海一晃

比留間、市村たちが体罰を受けたことを知り、桜中を取材しようとした。
- 看護婦 - 松阪隆子
- 教員 - 高橋寛
- 受験生 - 斉藤崇、島田健介
- 寿司屋 - 高橋一生

出前中に深川とぶつかり、寿司がダメになったので憤慨。特上3人前7500円を深川にぶつけたら、ウニいくら甘エビが入ってない並でその値段は高すぎると…家業の相場の値段4500円+ごめんなさい料1000円を言う。警察官（掛田誠）が通りかかったので、深川の言い値で妥協した。
- スーパーの客 - 夏川加奈子（SP10では室岡の隣人役）
- 食堂のおばさん - 木瓜みらい
- 登 - 片山雄介
- 定時制の女の子 - 大西久美子
- 刑事（入船を追いかける・SP10） - 大鷹明良、浜田学

入船が学校のガラスを割ったので、追いかけた。
- 花屋女主人 - 安達香代子
- 河上富美子 - 三谷侑未
- 介護士 - 萬雅之
- 客AB - 武川修三、田村三郎
- 内田刑事 - 佐藤裕
- 刑事 - 日向勉
- 医師 - 金井節
- 杉本（兼末を聴取） - 矢崎滋

健次郎を追いかけて逮捕、麻美や雄一郎が「私がやった」というが、彼は母親の証言は論外、兄の証言は信用できないと判断。健次郎の自白が信憑性が高いと認めた。
- 田辺 - 高林由紀子

兼末家に依頼されて、弁護を引き受けた。
- 留置場の警官 - 小松正一
- 町の警官 - 平尾仁
- 若い男 - 水澤慎二

### 放送日程
- 1・11・22話・SP10は21:00 - 22:54。
- 3話は22:00 - 22:54（プロ野球日本シリーズ・中日-福岡ダイエー第5戦の中継が1時間延長された為）。
- 脚本は小山内

| 各回                                                           | 放送日                | サブタイトル                                            | 演出     | 視聴率 | 主要生徒   |
| -------------------------------------------------------------- | --------------------- | ------------------------------------------------------- | -------- | ------ | ---------- |
| 第1回                                                          | 1999年 10月14日       | スタートスペシャル 3B学級崩壊寸前                       | 福澤克雄 | 18.7%  | 兼末       |
| 第2回                                                          | 10月21日              | 問題続出大混乱!!                                        | 山崎恆成 | 17.7%  | 入船       |
| 第3回                                                          | 10月28日              | 不登校第一号!                                           | 鈴木早苗 | 15.5%  | 市村       |
| 第4回                                                          | 11月4日               | 僕のエッチな過去                                        | 福澤克雄 | 15.3%  | 市村・平吹 |
| 第5回                                                          | 11月11日              | 歌! 踊り! 大分裂                                        | 山崎恆成 | 14.6%  | 加藤・兼末 |
| 第6回                                                          | 11月18日              | 踊る! 大文化祭                                          | 鈴木早苗 | 15.7%  |            |
| 第7回                                                          | 11月25日              | 迷える子羊たち                                          | 福澤克雄 | 17.3%  | 兼末・太田 |
| 第8回                                                          | 12月2日               | アノ事件の主役…                                         | 柳井満   | 16.9%  | 日野・市村 |
| 第9回                                                          | 12月9日               | ギャルの父は先生                                        | 森一弘   | 12.7%  |            |
| 第10回                                                         | 12月16日              | 3B短歌発表会                                            | 鈴木早苗 | 15.1%  |            |
| 第11回                                                         | 2000年1月6日          | 正月スペシャル 金八涙の体罰…3B騒然辞表提出              | 福澤克雄 | 17.2%  | 塩沢       |
| 第12回                                                         | 1月13日               | 辞表提出その後…                                         | 福澤克雄 | 17.6%  |            |
| 第13回                                                         | 1月20日               | 私立推薦入試開始                                        | 鈴木早苗 | 17.2%  |            |
| 第14回                                                         | 1月27日               | 入試前は恋の季節                                        | 今井夏木 | 17.9%  | 塩沢・落合 |
| 第15回                                                         | 2月3日                | 金八も受験生の父                                        | 森一弘   | 20.4%  | 兼末       |
| 第16回                                                         | 2月10日               | ガラスの少年1                                           | 福澤克雄 | 19.8%  | 森山・兼末 |
| 第17回                                                         | 2月17日               | ガラスの少年2                                           | 福澤克雄 | 21.1%  | 兼末       |
| 第18回                                                         | 2月24日               | 自分を探す旅                                            | 今井夏木 | 18.7%  | 深川       |
| 第19回                                                         | 3月2日                | 生きる事・死ぬ事                                        | 森一弘   | 20.9%  | 山田       |
| 第20回                                                         | 3月9日                | ガラスの少年3                                           | 福澤克雄 | 21.2%  | 兼末       |
| 第21回                                                         | 3月16日               | ガラスの少年4                                           | 福澤克雄 | 20.2%  | 兼末・太田 |
| 第22回                                                         | 3月23日               | 卒業直前スペシャル 特別授業は大混乱                     | 鈴木早苗 | 22.2%  |            |
| 最終回                                                         | 3月30日 21:00 - 23:09 | 卒業スペシャル さよなら金八先生                         | 福澤克雄 | 23.6%  | 3B全員     |
| SP10                                                           | 2001年4月5日          | 友を信じる心〜お前死んだら オレ泣くぞ・3B一年ぶり大集合 | 福澤克雄 | 14.7%  | 鈴木、入船 |
| 平均視聴率 18.6%（視聴率はビデオリサーチ調べ、関東地区・世帯） |                       |                                                         |          |        |            |

### 補足
- 1996年3月終了して以来、3年半ぶりに復活。
- 当作からスタッフが世代交代し、第1、2シリーズの視聴者層がスタッフになった。また、同時期に放映された「ビューティフルライフ」のディレクター兼プロデューサーに就任した生野に代わり、第4シリーズで演出に参加していた福澤がチーフディレクターに就任。以降、第7シリーズまで福澤がチーフディレクターを務めた。演出面で様々なてこ入れが行われたが、平均視聴率は第4シリーズに及ばなかった。
- 民放連続ドラマ初のハイビジョンテレビカメラ撮影という試みが行われた[注 91]。
- このシリーズから教員名のクレジットがフルネームになった[注 92]。
- 当作からTBSの公式サイトが立ち上がり、ドラマの舞台裏や出演者のオフショットなどが紹介されている。
- 当作から連絡手段として携帯電話が登場するも主演の武田によると小山内が執筆する脚本には登場せず、番組にリアリティを持たせたいと考えるスタッフの独断によって導入された。その後、番組内での携帯電話の扱いについて小山内と番組スタッフの間でトラブルがあったという[16]。なお、番組内で携帯電話を所有するのは金八の娘・乙女と一部の生徒、教職員でも渡辺や遠藤ぐらいであり、金八自身は所有せず外出などで必要の際に乙女から借りており（兼末の事件の時は学校から自宅に寄らずに兼末を探しに直行した為、渡辺の携帯を借りていた）、外出先で充電切れなどのトラブルに見舞われる事も少なくない。金八が携帯電話を所有するのは第6シーズンからである[注 93]。
- 公立学校の規則により、「公平性」の問題から幸作が父・金八とは別のクラスに配属されたが、卒業式の後の説教と同窓会スペシャルでは同席。

## 第6シリーズ
- 2001年10月11日 - 2002年3月28日の木曜日21:00 - 21:54。全23回。
- 主題歌：海援隊「まっすぐの唄」
- 挿入歌：海援隊「贈る言葉」（最終回で異動になる金八が卒業式から数日後に荷物をまとめて桜中学を去るシーンで流された。SP10と同様で第1シリーズで使用されたオリジナルバージョン）
- キャッチコピー：「こんども、悪戦苦闘。」

### 概要
21世紀に入った第6シリーズでは、性同一性障害や報道と人権などが扱われた作品である。このシリーズでは、性や命について、子どもの自分自身に対する葛藤を通じて、それまでのシリーズとは異なる視点で描かれた（金八も他のシリーズとは異なり最初から正式な担任かつ、物語の開始時期も2001年10月なので第1回放送恒例の自己紹介シーンもない）。桜中学でも急死した教育長に代わり和田が後任の教育長となり、新校長には金八とは全く正反対の教育理念を持つ千田が赴任してくる。また、幸作の病気入院がテーマに入っており、それに伴い前作でもあり、1年生の時の3年生である第5シリーズの卒業生達の出演が多いのも特徴である（第5話にて第５シリーズの3年B組の文化祭でソーラン節を踊っている回想シーンがある）。

### テーマ
- 千田と金八の対立
- 性同一性障害 『鶴本直』
- 性的指向 『同性愛と異性愛』
- 権力（報道と人権） 『直と政則』
- 殺人事件 - 犯罪者と残された家族 『ボクの心の闇は深い』
- 嫌がらせ、不登校、悪性リンパ腫、フリースクール、薬物依存症
- 事実無根による誹謗中傷、自宅出産、家庭内暴力
- 携帯電話の社会問題（出会い系サイト）、幼児虐待

### ゲスト
- 吉田地域協議会会長 - 内山彰夫
- 看護婦ミドリ - 松阪隆子
- 書店店長 - 世古陽丸
- 友田勉 - 大山恭平
- 駒井町会長 - 梅津栄
- 遠山医師　- 柏木陽
- ミミ- 三原綵
- 鳶 - 森山米次、赤屋板明、石塚透、海老原敬介
- 笹森町会長-不破万作
- 居酒屋主人 - 武川修三
- パート鳩子 - 松本じゅん
- 光岡 - 戯武尊
- 手下A - 光宣
- 長谷川紹子 - 小川よりこ
- 松本刑事 - 武野功雄
- 内田刑事 - 佐藤裕
- 立石良明 - 利重剛(第11話)
  - 鶴本を診察した医師
- 大場由美 - 石井トミコ
- 性同一性障害カウンセリングアドバイザー - 塚田攻
- シゲル - 三浦涼介
- 斉田 - 野添義弘
  - 出会い系サイトで高校生を名乗ったオヤジ。本田を誘拐するが、信太が「わナンバーの怪しいベンツに乗っていた」と小田切に目撃証言していた事から直ぐに捕まる。
- 木元デスク - 渡辺哲
- 田渕記者 - 西岡秀記
- 安岡靖 - 三戸部貴彦
- ヨージ - 角崎修平
- ジミー - 永井琢
- コージ - 竹島正義
- 川根 - 伊藤俊輔
- 風生徒 - 遠藤優斗、本間理紗、道辰洸太
- 嵯峨健太郎 - 藤平望
- 永井弦 - 西谷有統
- 丸谷みよ子 - 渡辺亜伊子
- 主婦受験生 - 夏川加奈子

### 放送日程
- 1・11・22回は21:00 - 22:54。
- 脚本は小山内

| 各回                                                           | 放送日                | サブタイトル                            | 演出     | 視聴率 | 主要生徒   |
| -------------------------------------------------------------- | --------------------- | --------------------------------------- | -------- | ------ | ---------- |
| 第1回                                                          | 2001年10月11日        | 不気味な転校生が二人                    | 福澤克雄 | 19.5%  | 成迫、鶴本 |
| 第2回                                                          | 10月18日              | ボクの心の闇は深い                      | 生野慈朗 | 17.4%  | 信太、成迫 |
| 第3回                                                          | 10月25日              | ガン告知の時…                           | 福澤克雄 | 16.4%  | 信太       |
| 第4回                                                          | 11月1日               | ヨキ父とヨキ教師                        | 三城真一 | 17.7%  | 成迫       |
| 第5回                                                          | 11月8日               | 踊れ!ソーラン節                         | 加藤新   | 18.2%  | 全員       |
| 第6回                                                          | 11月15日              | 父さんアンタが憎い                      | 福澤克雄 | 18.5%  | 成迫       |
| 第7回                                                          | 11月22日              | 同性愛と異性愛                          | 三城真一 | 16.5%  | 江藤、鶴本 |
| 第8回                                                          | 11月29日              | 見捨てられた子供達                      | 福澤克雄 | 16.4%  | 今井       |
| 第9回                                                          | 12月6日               | 子に捨てられた親                        | 加藤新   | 13.6%  | 今井       |
| 第10回                                                         | 12月13日              | 皆、悩んで生きている                    | 福澤克雄 | 15.3%  | 今井       |
| 第11回                                                         | 12月20日              | 年末スペシャル ワタシは男?それとも女?   | 福澤克雄 | 18.4%  | 鶴本       |
| 第12回                                                         | 2002年1月10日         | 友情の証し                              | 福澤克雄 | 18.9%  | 木村       |
| 第13回                                                         | 1月17日               | 3年B組立志式                            | 三城真一 | 17.5%  |            |
| 第14回                                                         | 1月24日               | 希望が萌える春                          | 加藤新   | 17.1%  | 江藤・木村 |
| 第15回                                                         | 1月31日               | お腹の子供が動く                        | 福澤克雄 | 15.3%  | 笠井       |
| 第16回                                                         | 2月7日                | 人生で一番輝く日                        | 三城真一 | 16.5%  |            |
| 第17回                                                         | 2月14日               | 出会いサイトの罠                        | 加藤新   | 15.9%  |            |
| 第18回                                                         | 2月21日               | 直と政則1                               | 福澤克雄 | 16.6%  | 成迫、鶴本 |
| 第19回                                                         | 2月28日               | 直と政則2                               | 福澤克雄 | 18.4%  |            |
| 第20回                                                         | 3月7日                | 直と政則3                               | 加藤新   | 17.1%  |            |
| 第21回                                                         | 3月14日               | 鶴本直                                  | 福澤克雄 | 16.5%  |            |
| 第22回                                                         | 3月21日               | 卒業直前スペシャル アタシは直を許さない | 三城真一 | 17.1%  | 北村       |
| 最終回                                                         | 3月28日 21:00 - 23:24 | 卒業スペシャル サヨナラ3Bサヨナラ桜中学 | 福澤克雄 | 20.1%  |            |
| 平均視聴率 17.2%（視聴率はビデオリサーチ調べ、関東地区・世帯） |                       |                                         |          |        |            |

### 補足
- このシリーズについて小山内は、「性同一性障害」というテーマについてドラマで取り上げる題材としては非常に難しく、この障害に悩む「鶴本直」という役柄を演じられる資質を持った役者がいなければこのテーマを断念せざるを得ないと思っていた。しかし当事者である虎井まさ衛の協力が得られたことと、役を演じた上戸と出会えたことは大きかったと語っている[17]。また、第11回『ワタシは男?それとも女?』で、直が女性の声が嫌で喉にフォークを刺すというシーンには「やり過ぎだ」とのクレームがついたが、これは虎井の友人がほぼ実際にやったことで、焼鳥用の金串で声帯を擦り、血を吐きながら声を潰して声を男のようにしたものだった[注 96][18]。なお、劇中では金八や本田が鶴本に会わせたい者として何度か虎井の名が挙がっている。
- 第1回から鶴本がカミングアウトする第19回まで、随所に亘って鶴本と北村の殴り合いの大喧嘩が繰り広げられるが、主演の武田によると、福澤克雄演出回では福澤が迫力を求めて演者に本気で殴り合うよう要求し応じた結果、収録後に両者共に頬が腫れ上がる事も多かったという[19]。
- この作品の撮影時、武田は上戸に『ボーイズ・ドント・クライ』を観るよう薦めた。その結果、『ボーイズ・ドント・クライ』が鶴本役を演じるための参考になり、かつ上戸にとって忘れられない映画となったというエピソードがある。
- 武田は「上戸彩は特別可愛かった」と言っているが、一番のお気に入りは佐藤めぐみだと上戸が語っている。
- 番組の伝統でもある、教室での数十分にも渡るワンカットのシーンの撮影において、加藤成亮の携帯が鳴ってしまいNGを出した回があるという（何回目かは不明）。これが原因で現場の士気が乱れ10テイク以上を要する事になり、加藤は撮影後や数年後に出演したトーク番組で何度か武田に謝罪している[20]。

## 25周年記念同窓会スペシャル
2004年9月4日に目黒雅叙園で同窓会が行われた。9月19日にその模様を放送した2時間特番。
列席者は3年B組金八先生の生徒一覧のうち119名・教師14名・関係者その他4名
また、上記以外に赤木春恵と上戸彩、ラサール石井の3名がVTR出演している。
- 第6シリーズまでをVTRで振り返るとともに出演者へのインタビューを収録
- 7期生のお披露目および制作発表も兼ねて行われた
- 司会は斎藤哲也・久保田智子、ナレーションは遠藤達也（山崎銀之丞）

## 第7シリーズ・SP11
- 2004年10月15日 - 2005年3月25日の金曜22:00 - 22:54。全22回。
- 主題歌：海援隊「初恋のいた場所」
- 挿入歌：熊木杏里「私をたどる物語」、平原綾香「Jupiter」、イネッサ・ガランテ「アヴェ・マリア」、「マツケンサンバII」、「君は薔薇より美しい」、「心の雨」、「Pure」、「桜中学校歌」
- キャッチコピー：「生徒に教える 生徒に学ぶ」
- 受賞歴：第46回毎日芸術賞・特別賞、平成17年日本民間放送連盟賞・テレビドラマ番組部門優秀賞（『しゅうに迫る悪魔の影』『しゅう最後の日、最後の授業』）

### 概要
シリーズ25周年、第2シリーズから23年ぶりに金曜日の放送となった第7シリーズは、薬物乱用・暴力団犯罪・家庭内暴力を大きなテーマとして描かれた作品であり、覚醒剤を乱用する最重要生徒の丸山しゅう（演：八乙女光）を中心に物語が進行する。
第6シリーズで教育理念を巡って校長と対立した事により、他校への異動となった金八が2年の月日を経て桜中学校に戻る場面から始まる。
犯罪低年齢化の増加など、中学生や地域社会を取り巻く環境が急速に変化していく時代で、第7シリーズでは最重要生徒の丸山が覚醒剤を乱用し、少年院送致となって最終話の卒業式に未参加（第5シリーズの兼末は校長室で卒業式に参加したため、最終話の卒業式に金八の生徒が完全な未参加となったのは金八先生シリーズ初）となり、金八がSP以外で唯一救えなかった生徒（丸山）が存在し、またヤクザが生徒（丸山）に壮絶な暴行を加え、丸山を守ろうとした金八が殺されかけるシーンが存在するなど、第5・第6シリーズ以上のシリーズ最大の過激路線となった。また過激路線に反対した脚本家の小山内美江子が降板するなど、金八先生シリーズで初めて小山内以外の人物（清水有生）が脚本を担当する事になった。
また他シリーズとは異なり、前半では3Bが異常に幼稚な設定となっており、中盤まで3Bの大半が金八に反抗して手が付けられず、授業ボイコットにもなり、第6シリーズまでの指導方法（「熱弁」「力説」「怒鳴る」等）を変革せざるを得ないなど、金八が最も悪戦苦闘した史上最悪の3Bとされていた。
このシリーズは物語が中学2年の3月からスタートしたため、第1回『史上最低の3B!!』において、入学式、夏服での登校や授業風景、体育での水泳や夏休みなど、年度上半期のシーンが挿入されている。また一般の視聴者を対象に公式ホームページにおいてエキストラ募集を行った唯一のシリーズでもある。
この今作と次作で金八の受け持つ生徒が平成生まれとなった。sp11の1年生は第8シリーズの生徒である（ただし、漆田と森月以外全員）。
金八先生シリーズは無名役者が代々起用されるが、第7シリーズは既に知名度のあった役者が3名起用されている（当時Ya-Ya-yahの薮宏太・八乙女光・鮎川太陽、冠番組も持っていた）。

### テーマ
- 薬物依存（地域の麻薬蔓延） 『悪魔のささやき』 『しゅうに迫る悪魔の影』
- 発達障害、障害者との共生（スペシャルオリンピックス長野大会トーチラン）
- 児童虐待、千田と金八の対立、民間人校長、性教育のあり方 『からだという本』 『中3の父小6の母』
- 授業妨害、学校選択制、ゆとり教育の影響（学力低下）
- 言葉の使い方（敬語とタメ口） 『卒業スペシャル・25年目の贈る言葉〜さよなら桜中…涙のソーラン節!』
- ものの大切さ（ソーラン節の法被） 『金八遂に大激怒!』 『踊れ魂のソーラン』
- 命の大切さ（自殺） 『涙の授業』、地域力の低下 『裏切られても生徒を信じる』
- ユニークフェイス、チャイルドライン、マタニティブルー、いじめ、養護学校
- 依存症 『車掌がトラメガを捨てたワケ』
- 学校給食問題（給食費未納） 『給食費未払い3年の両親』

### ゲスト
- 佐藤、鳥居 -

麻薬中毒の不良高校生で他にも仲間が2人いる。麻薬を買う金欲しさに恐喝をしている。夜に笠井、富山、大胡、稲葉、小村、姫野を恐喝し、笠井と小村が逃げると逆上して他4人から強引に金品を奪おうとするが大森が来たことで逃走する。
- 毛利暴力団長 - 清水宏
- 刑事 - 中根徹
- 警察署長 - 野村信次
- 老婆 - 五月晴子
- 土橋町内会長 - 石田太郎
- 裁判長 - 平田満
- 青木圭吾 - 加藤隆之

生まれつき顔に大きな赤アザを持つ清浦養護学校教員。牧場主の息子。乙女と交際し、プロポーズするが3Bの問題で疲れ果てた金八を放っておけないと断られる。飯島の就職先を紹介した。
- 宮島通泰 - 福田賢二

清浦養護学校教員
- 河合、下部 - 甲本雅裕、畠中正文

丸山栄輔に覚醒剤を売りつけていた二人組のヤクザ。事務所から薬を持ち出した栄輔をしつこく追い回しており、彼の居場所を探るためにしゅうを執拗に追いかけて暴行を加えたり、3年B組の生徒にも丸山の情報を教えるように恫喝するなど容赦が無く冷酷な性格。薬物に関わる不良高校生も従えている。11話で丸山家に押し入って寝たきりの栄輔に暴行を加えた挙句丸山達をドスで殺そうとしたが、稲葉と小塚の通報により警察に逮捕される。河合は最後まで冷静な態度だが下部は暴れながら連行される。その後は河合のみ、しゅうの覚醒剤使用による幻覚や幻聴にて登場。SPでも幻覚ではあるが、ゲームセンターを徘徊していたしゅうを見つける描写がある。
- 不良グループ（6話、7話）

6話、7話に登場した薬物中毒の不良。河合、下部の部下になっている。小野とつるんでおり、常習でシンナーも使っている。小野を連れ戻しに来た長坂を殴るが、長坂を助けに来た安生に空手で撃退される。最後は夜のサファイア通りで警察と乱闘をした挙句逮捕される。新聞では彼らは窃盗・恐喝32件で1260万円相当の金品を盗んだと記されている。
- 不良グループ（18話）

覚醒剤の密売をしている不良高校生。ゲームセンターで中毒の丸山にからみ誘惑して覚醒剤を売りつける。すぐに逮捕されたが、取り調べで丸山に覚醒剤を売りつけたことを自供する。
SP11
- 上林 - 石倉三郎
- 河合 - 甲本雅裕
- 山倉達夫 - 宮田大三

しゅうのアパートの同居人であり、しゅうと同様、覚醒剤を使用し、執行猶予となった青年。上林を通して、しゅうと知り合い共に新聞配達を行い更生した。覚醒剤のフラッシュバックに怯えるしゅうを励ましたり、しゅうに好意を抱く妹の加奈子との仲を取り持とうとしたりする良き兄貴分でもある。しかし、物語中盤で告白するはずだった元彼女に裏切られ、ドラッグの人とは結婚できないと罵倒されてしまう。そのショックで自暴自棄になり、再び覚醒剤に手を染めてしまう。その影響で部屋の中でしゅうと加奈子を暴行し、暴れた挙句、覚醒剤過剰摂取になり痙攣を起こすが、生死は不明に描かれている。
- 山倉加奈子 - 森田彩華

達夫の妹。
- 内藤 - 長谷川朝晴

緑山高校の教師で鈴木、清水、田中の担任。3Bだという理由で鈴木達を差別し目の敵にする悪徳教師で、丸山と金八を馬鹿にする発言をし激怒した鈴木に殴られる。その後は金八に差別について説教を受けた。

### 放送日時
| 各回                                                           | 放送日                       | サブタイトル                                                                                                 | 脚本         | 演出     | 視聴率 |
| -------------------------------------------------------------- | ---------------------------- | --- | ------------ | -------- | ------ |
| 第1回                                                          | 2004年10月15日 21:00 - 22:54 | スタートスペシャル 史上最低の3B!!                                                                            | 小山内美江子 | 福澤克雄 | 17.9%  |
| 第2回                                                          | 10月22日 23:10 - 翌0:04      | 3BVSヤヨの微笑                                                                                               | 小山内美江子 | 三城真一 | 13.3%  |
| 第3回                                                          | 10月29日                     | 悪魔のささやき                                                                                               | 小山内美江子 | 加藤新   | 14.1%  |
| 第4回                                                          | 11月5日 22:30 - 23:24        | 金八遂に大激怒!                                                                                              | 小山内美江子 | 福澤克雄 | 14.1%  |
| 第5回                                                          | 11月12日                     | 踊れ魂のソーラン                                                                                             | 小山内美江子 | 福澤克雄 | 10.9%  |
| 第6回                                                          | 11月19日                     | からだという本                                                                                               | 小山内美江子 | 三城真一 | 10.3%  |
| 第7回                                                          | 11月26日                     | 友情が芽生える時                                                                                             | 小山内美江子 | 加藤新   | 12.0%  |
| 第8回                                                          | 12月3日                      | しゅうの愛する父                                                                                             | 小山内美江子 | 福澤克雄 | 12.3%  |
| 第9回                                                          | 12月10日                     | しゅうの母の秘密                                                                                             | 小山内美江子 | 三城真一 | 10.9%  |
| 第10回                                                         | 12月17日                     | 中3の父小6の母                                                                                               | 小山内美江子 | 加藤新   | 12.9%  |
| 第11回                                                         | 2005年1月7日 21:00 - 22:54   | 新年スペシャル 鶴本直・決断の旅立ち!                                                                         | 清水有生     | 福澤克雄 | 13.0%  |
| 第12回                                                         | 1月14日                      | 事件続発3B混乱                                                                                               | 清水有生     | 三城真一 | 14.5%  |
| 第13回                                                         | 1月21日                      | 命とは何だろう…? 金八先生、涙の授業                                                                          | 清水有生     | 加藤新   | 14.6%  |
| 第14回                                                         | 1月28日                      | 車掌がトラメガを捨てたワケ                                                                                   | 清水有生     | 福澤克雄 | 13.0%  |
| 第15回                                                         | 2月4日                       | 給食費未払い3年の両親                                                                                        | 清水有生     | 三城真一 | 14.2%  |
| 第16回                                                         | 2月11日                      | 中3は巣立ちの時だぞ!!                                                                                        | 清水有生     | 加藤新   | 14.4%  |
| 第17回                                                         | 2月18日                      | 人命救助で入試に遅刻!                                                                                        | 清水有生     | 三城真一 | 13.5%  |
| 第18回                                                         | 2月25日                      | しゅうに迫る悪魔の影                                                                                         | 清水有生     | 福澤克雄 | 14.0%  |
| 第19回                                                         | 3月4日                       | しゅう最後の日、最後の授業                                                                                   | 清水有生     | 福澤克雄 | 15.7%  |
| 第20回                                                         | 3月11日                      | 裏切られても生徒を信じる                                                                                     | 清水有生     | 三城真一 | 15.9%  |
| 第21回                                                         | 3月18日                      | 揺れる金八、大揺れの3B                                                                                       | 清水有生     | 加藤新   | 16.1%  |
| 最終回                                                         | 3月25日 20:00 - 22:48        | 卒業スペシャル・25年目の贈る言葉 〜さよなら桜中…涙のソーラン節!                                              | 清水有生     | 福澤克雄 | 19.2%  |
| SP11                                                           | 12月30日 21:00 - 23:24       | 未来へつなげ 3B友情のタスキ〜 たった一人の卒業式…3Bの絆は 再び迫る薬物依存の魔の手から 仲間を救い出せるのか? | 清水有生     | 三城真一 | 12.6%  |
| 平均視聴率 14.5%（視聴率はビデオリサーチ調べ、関東地区・世帯） |                              | |              |          |        |

### 補足
- このシリーズの途中、2005年1月に小山内が病気で降板し、代役を清水が務めた。このことについて、週刊誌では「スタッフとの確執」が伝えられるとともに、小山内自身も第7シリーズ後半部分での過剰演出について「これ以上過剰な脚本や演出をするのなら金八はもうやめたほうがいい」と週刊誌談で苦言を呈している。従来から小山内による綿密な情報収集でストーリーの輪郭を描いていた本作品が、制作するTBS側によって小山内の考えている作品とは違うものに仕上がっていることに不快感を示すなど、TBSと小山内との確執が表面化し、関係も次第に悪化した[注 99][23]。それに関連して、小山内は自身の『金八先生』への思いをつづった『さようなら私の金八先生 25年目の卒業』を出版している。主演の武田は小山内と（よりよい作品を目指す）現場サイドの長年に渡る対立を目の当たりにし「僕も、やめてもいいと思います。マスコミ的には『第8シリーズも頑張ります』というような言葉が欲しいのでしょうが、そんな気分ではありません」という内容を週刊誌でコメントした[注 100]。また、武田のアドリブに対して小山内から指摘が入ることも多々あったという。その結果、シリーズが窮地に立たされ、打ち切りの危機に陥った。このシリーズを持って第4シリーズから演出に携わっていた福澤克雄が金八のスタッフから離れた。
- このシリーズから、最終回恒例の「3年B組の歌（主題歌）」を謝恩会で歌わなくなった。
- 2005年1月7日に新年スペシャルとして放送された第11回『鶴本直・決断の旅立ち』は第6シリーズの総集編に近い内容だったが、現行のシリーズ放送中に前シリーズの登場人物・エピソードを主体としたストーリーが放送されたケースは他に例がない。脚本の清水によると現場のトラブルの影響で清水が引き継いだ時点で数日後に撮影が迫っており、早急にスペシャル用の脚本を入稿しなければならず、脚本を詰める日数が足りなかったため止む無く前作の生徒を中心にした脚本を仕上げたという。内容は前半に第6シリーズの映像と上戸彩、武田鉄矢の新撮シーンを混ぜたもので中盤はしゅうの虐待発覚、ヤクザの乱入、家族の逮捕を後半で旧3Bの面々が顔見せ程度に出演して直の旅立ちを見送り終盤で丸山に罵倒された小塚が投身自殺を図るという物だった。従来の第11回用に小山内が執筆した物は第10回として制作され小山内の脚本を大幅に短縮して放送した。
- 最終回は、番組初となる4時間で放送された。最初の1時間は第7シリーズの総集編と過去の出演者や金八先生ファンへのインタビューで構成され、その後3時間はドラマを放送した。これにより、第2シリーズ最終回以来24年ぶりに「金曜八時」にタイトルコールが流れた。
- 金曜ドラマ枠に移行[注 101]した第7シリーズは、『報道ステーション』など裏番組の影響もあり、11・12月放送分は視聴率10%前半と苦戦したが、2005年に入って若干回復した。4時間スペシャルで放送された最終回は、第7シリーズ内での最高視聴率19.2%を記録している。なお、この回の演出を担当したのは福澤克雄である。
- DVD版の日本語字幕では、劇中では「シャブ中」という台詞のシーンは全て字幕では「ドラッグ中毒」と表記されている。
- 放送当時にこのドラマを題材にしたゲーム作品「3年B組金八先生 伝説の教壇に立て!」がチュンソフトから発売されている。

## 第8シリーズ
- 2007年10月11日 - 2008年3月20日の木曜日21:00 - 21:54に放送。全22回。
- 主題歌：海援隊「いつか見た青い空」
- 挿入歌：森山直太朗「生きとし生ける物へ」、チェリー、天城越え、浪花節だよ人生は、夜桜お七
- キャッチコピー：「はじめまして、よろしく!」

### 概要
レギュラー放送ではラストパートとなった第8シリーズは、「親」を大きなテーマとして描かれた作品である。このシリーズでは中学生が抱える問題と悩みを取り上げており、25人の生徒全員が主役となる。インターネットの普及から「学校裏サイト」という存在を知った金八は、生徒一人ひとりをクローズアップするため、第1回『ぎらりと光るダイヤのような日!』で金八が生徒一人ずつに渡した「私」というタイトルのノートを生徒たちに提出するよう求めるが、このノートが生徒たちの気持ちを引き出す重要なアイテムとなる。生徒と喜怒哀楽を共にし、親には堂々と説教をする金八が「学校とは何のためにあるのか」を問う。
第5シリーズから第7シリーズまで演出に参加していた福澤克雄が降板したため「過激路線上で軸となる最重要生徒（第5シリーズ：兼末健次郎、第6シリーズ：鶴本直・成迫政則、第7シリーズ：丸山しゅう）を中心に物語が進行する構成」でなくなり、内容にインパクトのある描写が欠如し、他シリーズよりも視聴率が大きく低下した。また第8シリーズでシリーズ作が打ち切られてしまうなど、批評の多い作品となった。

### テーマ
- 親
  - 保護者からの理不尽な苦情（モンスターペアレント） 『ぎらりと光るダイヤのような日!』
  - 家庭不和・家庭内暴力
  - 子どもにとって悩みとなる困った親
- 現代の中学校の変化
  - 2学期制、学校選択制
  - コミュニティ・スクール（地域立の学校）
  - 少子化による生徒数の大幅減少、学校存続の危機
  - 受験主義の学校体制
  - 学校選択制導入により学校の評判や入学希望者数の増加だけを気にする校長派と金八先生派の対立
- 情報社会（インターネット、携帯の利用）
  - 学校裏サイトでクラスメイトを誹謗中傷する中学生
  - ネットカフェ
  - パパ活『高利貸しの女の子』
- 学校の規則、ルールのあり方
  - 私服登校 『赤い私服の転校生』 『広がる私服登校』
  - 部活動と受験の両立（反発する教師、コーチ） 『広がる私服登校』 『親の希望子供の夢』 『横綱の品格』
- 教育実習
- 個人ノート
- 生徒を通しての金八先生の授業（響く言葉）
- 周りに合わせる生徒
- 謝ることの大切さ 『父に謝れ!金八涙の叱責』 『謝る事・許す事のむずかしさ』
- 恋愛と性 『教室一杯の恋の歌』
- 自殺と命 『自己主張は金髪で』
- 人種と差別 『子守歌に託した夢』 『父親は大きくて暖かかった…』
- お金の使い方
- 生徒の居場所

### ゲスト
- 『あけぼの商店』店主 - 上村依子
- 紗理奈 - 永岡真実
- 不良グループ

高校生を中心とした不良グループで北山とつるんでいる。坊主頭で髭を生やした男がリーダー。オヤジ狩りの常習犯（北山は見張りをさせられており直接加担していない）。紗理奈と共謀し廣野をワナにはめ、10万円をゆする。廣野をかばった北山に暴行を加えるが金八に追い払われる。14話では再び北山とつるむがまたも金八に追い払われる。その後の登場は無い。
- 内山 - 徳井優
- 関口さだお - 島崎俊郎

鹿島田が弱小サッカー部強化のために招いた元Jリーガーの楓小コーチ。傲慢かつ陰険な性格で実力主義者でもあり、桜中サッカー部を「小学生以下」と酷評し、練習試合で楓小相手に惨敗した部員たちに「ゴミ」、「試合には出さない」と宣言したため、激怒した大西に殴られてしまう。その後金八から「指導方法に問題がある」と言われ、生徒を傷つけた事に対して謝罪するように迫られる。

### 放送日程
脚本は清水
| 各回                                                          | 放送日                       | サブタイトル                                                                                  | 演出     | 視聴率 | 主要生徒           |
| ------------------------------------------------------------- | ---------------------------- | --------------------------------------------------------------------------------------------- | -------- | ------ | ------------------ |
| 第1回                                                         | 2007年10月11日 21:00 - 22:54 | スタートスペシャル ぎらりと光るダイヤのような日                                               | 今井夏木 | 13.9%  | 長谷川・江藤       |
| 第2回                                                         | 10月18日                     | 赤い私服の転校生                                                                              | 生野慈朗 | 12.5%  | 長谷川             |
| 第3回                                                         | 10月25日                     | 広がる私服登校                                                                                | 大岡進   | 11.6%  | 大西・里中         |
| 第4回                                                         | 11月1日                      | 父親はウザイか?                                                                               | 加藤新   | 11.4%  | 諏訪部・里中・北山 |
| 第5回                                                         | 11月8日                      | 親の希望子供の夢                                                                              | 今井夏木 | 9.3%   | 川瀬               |
| 第6回                                                         | 11月15日                     | 自己主張は金髪で                                                                              | 生野慈朗 | 8.2%   | 中村・平野         |
| 第7回                                                         | 11月22日                     | 金八生徒女形競艷                                                                              | 大岡進   | 8.7%   | 漆田               |
| 第8回                                                         | 11月29日                     | 子守歌に託した夢                                                                              | 加藤新   | 9.3%   | 茅ヶ崎・金井       |
| 第9回                                                         | 12月6日                      | 父親は大きくて暖かかった…                                                                     | 今井夏木 | 7.9%   | 茅ヶ崎             |
| 第10回                                                        | 12月13日                     | 高利貸しの女の子                                                                              | 大岡進   | 8.3%   | 佐藤               |
| 第11回                                                        | 12月20日                     | 父に謝れ! 金八涙の叱責                                                                        | 加藤新   | 9.3%   | 里中               |
| 第12回                                                        | 2008年1月10日 21:00 - 22:54  | 新春スペシャル 恋と志望校・親の反対から家出したフタリ… 家庭崩壊・同じ境遇から急接近するフタリ | 生野慈朗 | 8.8%   | 松井・田口         |
| 第13回                                                        | 1月17日                      | 年上の女性のワナ                                                                              | 今井夏木 | 7.8%   | 廣野・北山         |
| 第14回                                                        | 1月24日                      | あの頃の父は大好きだった!                                                                     | 大岡進   | 8.9%   | 北山               |
| 第15回                                                        | 1月31日                      | 謝る事・許す事のむずかしさ                                                                    | 加藤新   | 7.7%   | 安藤・和田         |
| 第16回                                                        | 2月7日                       | 3B生徒に霊能力者がいた!!                                                                      | 生野慈朗 | 8.6%   | 川上               |
| 第17回                                                        | 2月14日                      | 横綱の品格                                                                                    | 今井夏木 | 8.7%   | 玉田・五十嵐       |
| 第18回                                                        | 2月21日                      | 教室一杯の恋の歌                                                                              | 加藤新   | 8.3%   |                    |
| 第19回                                                        | 2月28日                      | やっと見つけた私の居場所                                                                      | 大岡進   | 7.1%   |                    |
| 第20回                                                        | 3月6日                       | 裏サイトの暴力金八を窮地に                                                                    | 生野慈朗 | 7.1%   |                    |
| 第21回                                                        | 3月13日                      | 卒業式前夜3B全員体育館に立てこもり                                                            | 加藤新   | 7.5%   |                    |
| 最終回                                                        | 3月20日                      | サヨナラ金八先生                                                                              | 今井夏木 | 11.1%  |                    |
| 平均視聴率 9.3%（視聴率はビデオリサーチ調べ、関東地区・世帯） |                              |                                                                                               |          |        |                    |

### 補足
- 2007年9月24日放送回の『関口宏の東京フレンドパークII』での金八先生との共演回では遠藤役の山崎と北役の金田、第8シリーズの3B全員が応援に来て武田達にエールを送り、五十嵐役の田辺修斗と和田役の井本杏子が応援が書かれた桜中学の校旗を差し出した。なお、田口役の高畑充希は後に2019年元日放送の『関口宏の東京フレンドパーク ドラマ大集合SP!!』にて出場した。
- 第7シリーズ終了後に過剰な脚本・演出の問題で確執説が一部報じられていたTBSと小山内だが、2006年秋からの交渉の結果、TBSと小山内の両者が新作を放送することを承諾・和解し、本シリーズが制作された[24]。ただし、小山内は原作のみにとどまり、脚本は清水が続投することとなった[注 102]。また、前シリーズで更迭された福澤に代わり生野が第6シリーズ2話以来久々に演出に携わっている（生野は第5シリーズと第7シリーズは不参加で第6シリーズは2話以外は演出不参加の為、複数作演出に参加したのは第4シリーズ以来である）。第2シリーズとその後の第3シリーズ開始前のスペシャル数話まで演出を担当していた大岡進も久々に参加、チーフディレクターは第5シリーズで演出を担当していた今井夏木が担当した。また、放送時間も第4〜第6シリーズを放送していた木曜21時枠に戻っている。
- 文化祭やデイサービスセンターが登場しておらず、第5シリーズから恒例だったソーラン節も無く、卒業生も数名[注 103]しか登場せず、7期生に至っては1人も登場していない等、過去作との繋がりが最も薄い作品である。過去作との繋がりとして、過去の映像流用場面がある。
  - 第7話の『金八生徒女形競艷』において、詩『便所掃除』（濱口國雄作）が朗読された際に2期生のトイレ掃除の映像が流用され、その時の話を語っている。
  - 第19話の『やっと見つけた私の居場所』において、金八が自宅を訪れた森月と会話をした際の回想シーンで、第1シリーズ7話で星野と梅原、鈴木、高倉と共に長ラン姿になって町内を歩いた時の映像と、第2シリーズ24話で加藤と松浦が荒谷二中の集団校内暴力事件で逮捕された時の映像が流用されている。
  - 第1話で金八が荒川の土手で長谷川と会話をした際の回想シーンで、第1シリーズ7話と16話、第2シリーズ18話、第3シリーズ2話、第4シリーズ1話、第5シリーズ5話、第6シリーズ1話の映像(全て荒川の土手の場面)と、第2シリーズのタイトルバックの映像が流用されている。
- SP11を最後に退任した国井に代わって、北が副校長に就任。先生も金八と北以外では乾、本田、遠藤を除いて第7シリーズ→SP11とは入れ替わっている。第5シリーズ以降、レギュラーシリーズの放送年度は3A担任が乾で3B担任が金八、3C担任が北と固定されていたが、2クラスになった為に3Cは廃止されて、北も副校長に就任したのと、乾も第8シリーズでは担任を持っていない為（終盤に金八が一時担任を降ろされた為に乾が金八が担任に復帰するまで3Bを担任した）、3Aの担任には遠藤が就任した。
- 第5シリーズ以降に見られたハードな演出は少なくなり、第4シリーズ以前の比較的穏やかな演出が中心となった。
- 第4シリーズ以降、最終回はスペシャル枠での放送だったが（第4〜第6シリーズは最終回前話もスペシャル枠での放送）、当シリーズの最終回は通常の1時間枠での放送だった。最終回は序盤で前話終盤から続いての金八担任復帰問題、終盤は最終回恒例の金八から卒業生への贈る言葉が放送された為、卒業式は卒業生入場と答辞しか映されず、普段ならば3年B組全員を流す卒業証書授与が流されなかった。また、校歌斉唱は最終回前話での卒業式予行のシーンで流された。
- 全国で地上デジタル放送（ハイビジョン放送）が受信できるようになってから放送された唯一のシリーズとなった。
- 作中でたびたび茨木のり子の詩が取り上げられている（『自分の感受性くらい』『知命』『廃屋』『倚りかからず』『わたしが一番きれいだったとき』など）。第1話・第21話では授業で『ぎらりと光るダイヤのような日』を生徒たちに朗読させるシーンがあり、第1話のサブタイトル（「スタートスペシャル ぎらりと光るダイヤのような日!」）にもなっている。
- 7・8話で茅ヶ崎が路上で踊っている時の曲は本放送版とDVD版では異なる。また、漆田が路上ライブを行うシーンがあったため、学園ドラマ故に無許可で行えば罰せられるという注意テロップを、次回予告後に流した。

## ファイナル
- 主題歌「贈る言葉」（第1シリーズで使用されたオリジナルバージョンで流された）
- キャッチコピー：「日本中があなたの生徒でした」

### 概要
数多くの生徒を桜中学から送り出してきた金八も定年間近となった。教員生活最後の年、金八は問題行動で都内の中学をタライ回しにされていた景浦裕也を3年B組へと預かることを決心する。しかし変わらず粗暴な行動を繰り返す景浦は、3Bのクラスメイトたちからも拒絶される。そんな景浦に金八は必死で対話を試みるも狭心症に倒れ、景浦も電流実験で嫌がる宮崎を庇った勢いで香坂に暴力を振るってしまい鑑別所へと送られてしまう。教員生活の全てを懸けて3年B組と向き合う金八と、金八の知れぬところで景浦と金八を支援する3年B組卒業生らの姿が描かれる。
1950年8月8日生まれの金八が2011年3月に満60歳の定年を迎えることを機に特番として制作されたシリーズ最終作。32年に亘るシリーズのフィナーレとして4時間に亘る長尺で制作された。桜中学3年B組の卒業生152名が出演し、「金八先生の卒業式」が執り行われる。また、名取裕子や財津一郎といった初期の教師陣も久々に出演しフィナーレを彩った。
出演者
- 安田光一（本人） - 加藤優のモデル人物、後姿の出演。加藤組も安田組から来ている他、協力雇用主制度などの取材協力でも参加。
- 間宮祥太朗、小林麻子、氏家恵、串間保、小久保大二、野々村のん、松熊つる松、たなかたく、石井テルユキ、角野哲郎、山口沙紀、福本史織

| 放送日時                   | サブタイトル                                                            | 脚本                                                                    | 演出                                                                    | 視聴率                                                                  |
| -------------------------- | ----------------------------------------------------------------------- | ----------------------------------------------------------------------- | ----------------------------------------------------------------------- | ----------------------------------------------------------------------- |
| 2011年3月24日スパモク!!枠  | ファイナル直前同窓会スペシャル 3・8期生以外の歴代生徒役出演者らがトーク | ファイナル直前同窓会スペシャル 3・8期生以外の歴代生徒役出演者らがトーク | ファイナル直前同窓会スペシャル 3・8期生以外の歴代生徒役出演者らがトーク | ファイナル直前同窓会スペシャル 3・8期生以外の歴代生徒役出演者らがトーク |
| 2011年3月27日19:00 - 23:09 | 最後の贈る言葉                                                          | 清水有生                                                                | 生野慈朗                                                                | 19.7%[12]                                                               |
- 当初は3月20日に放送される予定だったが、27日が沖田浩之の13回忌に当たるため、供養を兼ねて急遽放送日を変更したことが明らかになっている。なお、放送2日前は古尾谷雅人、放送翌日は早崎文司の命日でもある。
- 直江は15年ぶりの出演にあたり、加藤のやり方を忘れていたので、自身のモノマネをする松村に連絡を取り、「加藤ってどうやるんだっけ？」と相談し、松村から演技指導受けた事が、松村邦洋のオールナイトニッポンで山田まりやとの対談時に語られている。番組内で直江がハゲて太った事がネタにされているが、本人はとぼけている他、「オヤジ」と呼ばれ慕われている。

## 爆報！ THE フライデー
『金八あの出演者は今、大追跡SP』のタイトルで、2017年6月9日に放送。

### 司会
- 爆笑問題
- 田原俊彦

### ナレーター
- ホリ

### 追跡者
- 片桐貴代司（岩沼幸一郎・あきる野市でトラック運転手）
- 幸さえこ（樫木真穂・長崎市で和菓子屋の女将）
- 高橋幸喜（岡村一男・神田で芸能事務所社長）
- 茂木昌則（平山英吉・東神奈川で鍼灸師）
- 森田順平夫妻
- 佐野泰臣（LINEスタンプクリエイター）
- 貴山ゆうみ（東條絹子）
- 赤木春恵親子

### 出演者
- 武田鉄矢

## スタッフ
- 原作 - 小山内美江子
- 音楽 - 瀬尾一三（第1シリーズ - スペシャル6）、城之内ミサ（第3シリーズ - ファイナル）
- プロデューサー - 柳井満[注 104]
- プロデュース補 - 森一弘[注 105]、三城真一[注 106]、千野友嗣、小沢俊夫、松本喜隆
- 製作担当 - 加藤新[注 107]、斉藤英一、露崎裕之、十二竜也
- 記録 - 大下内惠子、原田靖子、大蔵堯子
- 題字 - 篠原榮太
- 技術 - 中村元、名佐原昭雄、永田俊昭、松本修昌、宮崎義毅、原田幸治、浅野太郎
- 撮影 - 小林純一、佐々木常夫、丹野至之、森哲郎
- 映像 - 浅利俊夫、荒木健一、井下雅美、竹若章、笹井唯史
- 照明 - 林明仁、大野治利、塚田剛太郎、野村修司
- 音声 - 八木沢正、白川善隆、吉田克弥、佐久間優、柳沢任広、米倉敦、坂井健志
- CG - 越智忍、田中浩征
- 選曲 - 辻田昇司、下城義行
- 音響効果 - 田久保貴昭、藍原貞幸、西村喜雄
- 編集 - 松尾茂樹、佐藤敦成、山下雅史、佐藤淳一
- 美術 - 白井浩二、丸山俊史
- 美術デザイナー - 清水袈裟寿
- 装置 - 秋山雷太
- 制作協力 - ドリマックス
- 制作 - TBSエンタテインメント（第6シリーズ）→TBSテレビ（第7・8シリーズ）
- 製作著作 - TBS

## 受賞歴
- 第4シリーズ（1995 - 1996年）
  - 第8回ザテレビジョンドラマアカデミー賞[26]
    - 脚本賞（小山内美江子）
- 第5シリーズ（1999 - 2000年）
  - 第24回ザテレビジョンドラマアカデミー賞[27]
    - ザテレビジョン特別賞（ホームページ制作スタッフ）
- 第6シリーズ（2001 - 2002年）
  - 第32回ザテレビジョンドラマアカデミー賞[28][29]
    - 助演女優賞（星野真里）

## 放送局
- TBSテレビ（新作）および（再放送）
- TBS系列 各局（新作）および（再放送）
  - 第1 - 第2シリーズについては、当時人気だった『太陽にほえろ!』の方を同時ネットした信越放送、北陸放送、長崎放送、熊本放送、宮崎放送、南日本放送、琉球放送などが多く、これらの地域では第1 - 第2シリーズをリアルタイムで放送していなかったが、時差放送されていた。第3シリーズからは同時ネットとなった。
  - また、テレビ山口でも、第1シリーズについてはフジテレビの『ビッグベストテン』を同時ネットしていたためリアルタイムで放送していなかったが、後に時差放送され、第2シリーズからは同時ネットとなった[注 108]。
- CSTBSチャンネル （再放送[注 109]）
- TBS系列外
  - 秋田テレビ - 第8シリーズは未放送。
  - 福井放送〈第1 - 第2シリーズ〉、福井テレビジョン放送〈第3シリーズ以降〉。
  - KIKU-TV（ハワイ州）- "Kinpachi Sensei"のタイトルで、第4 - 6シリーズ、および同期間に放送されたスペシャルなどが日本での放送からおよそ1年 - 1年半遅れ[注 110]で、英語字幕付きで放送された。金曜ドラマ枠の第7シリーズは放送終了から2年以上たっても放送されなかったが、本放送から約3年遅れとなる2007年10月15日（現地時間）からようやく放送された。なお、第8シリーズについては約2年遅れで2009年10月18日より毎週日曜21:00（現地時間）から放送された[30]。
- 福島テレビ-第2シリーズまではフジテレビの『ビッグベストテン』と『ハナキンスタジオ』を同時ネットしていたためリアルタイムで放送できなかった[注 111]。その後第1,2シリーズはうすい百貨店の一社提供でうすい土曜劇場枠（当時土曜21時 - ）で1981年10月 - 1982年9月に放送。スペシャル（Ⅲ以降）及び第3シリーズ以降はテレビユー福島にて同時ネットで放送。

下記3県ではいずれも、第4シリーズから系列局にて同時ネットで放送。
- 山形放送- 第4シリーズからは、テレビユー山形で同時ネットで放送。
- 北日本放送〈第1,2シリーズ〉、富山テレビ放送〈第3シリーズ〉 - 第4シリーズからは、チューリップテレビで同時ネットで放送。
- 南海放送〈第1,2シリーズ〉、テレビ愛媛〈第3シリーズ〉 - 第4シリーズからは、あいテレビで同時ネットで放送。

## 備考・エピソード

### 設定
- 主人公の坂本金八の名は、武田が尊敬しているという坂本龍馬と初期の放送枠であった「金曜夜八時」からきている。柳井によると、当時裏番組で『太陽にほえろ!』や『ワールドプロレスリング』が放送されており、この強力な裏番組のために放送された番組がことごとく低視聴率に終わったため、1979年初夏に編成部で「金八[注 112]をどうにかしろ」という合言葉が広がっていたことが発端である[31]。なお、番組上の設定では8人兄弟の8番目だからということになっている[32]。
- 企画段階では苗字が「坂本」ではなく「阪本」で、さらに英語担当の教員という設定だった。英語の筆記体が書かれた黒板をバックに、右手でチョークを持ちながら人差し指を指す金八を写したスチル写真がTBSに残されている[注 113]。武田本人によれば「編成と制作の間で行き違いがあって編成は英語教師と思い込んでいた」という[33]。
- 舞台が中学校になった理由について柳井は「1978年に他局で高校ドラマを色々とやっており、『熱中時代』は小学校を舞台にしていたため、結果消去法で中学校にした」と述べている[34]。
- 歴代の作品は中学3年時、特に本放送時と同じ時期である2学期中盤[注 114]から卒業時までを取り上げてきた。その中で高校受験、学習発表会での演劇や文化祭での合唱コンクール、ソーラン節の他、中学校での学校行事も取り上げているが、修学旅行と体育祭は作中において一度も取り上げられなかった。
- 番組における初代校長は女性だったが、これは当時珍しかったが原作者の小山内が脚本の執筆前に女性の校長に出会ったのがきっかけだった[35]。

### キャスティング
- 金八役に武田が決まるまで紆余曲折があり、まず第一候補谷村新司にオファーが行き、次に岸田智史にオファーが行った。岸田は「きみの朝」のヒットによりコンサート活動などで多忙となったため、急遽武田鉄矢が出演することが決定。以後30年以上も主演を担当したため、武田の代表作のひとつとなった。岸田は次番組『1年B組新八先生』の新田八郎太で出演することとなり、第1シリーズの最終回に新人教師の紹介として出演している。なお、岸田は近年のインタビューで金八は武田だからこそ長寿番組になったのだと語っている[36]。なお、岸田が主演に内定していた時点で主題歌の『贈る言葉』は完成していたとのこと。
- 生徒役は第1シリーズでは、杉田や鶴見といった制作側から指名した役者以外は児童劇団からの推薦を受けた子役を対象にオーディションしていたが[注 115]、締め切り直前にジャニーズ事務所から所属タレントの売り込みがあり、内定した出演者を数名落としてたのきんトリオと藤島ジュリー景子を採用して以降、ファイナルまで数名のジャニーズ所属者が出演していた[37]。第3シリーズからプロダクションや劇団に所属する役者の中からオーディションで選抜された[注 116]。第4シリーズでは直江に憧れる天野ひろゆきと松村邦洋が生徒役オーディションを受けているが年齢的な面で落とされている。特に「金八」人気が再燃した第5シリーズ以降、生徒役を目指す役者が多く集まり、第6シリーズ以降でのオーディション倍率は40 - 43倍となった[注 117][注 118]。金八の生徒役を演じた役者が、この作品を出世作として、現在も著名人として活躍しているケースは多く、警察沙汰になって有名になった者もいる。生徒役は撮影開始前に名前を覚え、交流を深めるためのホームルーム合宿を行っていた。
- また1回目は落選でも2回目のオーディションで合格したというパターンもあり、直江喜一や住吉玲奈や筒井万央が該当している。
- なお、直江や柳沢慎吾、柳葉敏郎や荒くれ3人組のように落選者の一部は他学級や他校生で出演している他、田中直樹や室岡美佳子の様に特番と本編の両方で出演もある。
- 木場勝己は、第5シリーズ（金八の理解者で人の良い鳶職人・桜田勝男）と第6シリーズ（傲慢な校長・千田喜朗）とで正反対の性格の異なる人物を演じている。
- 小山内は、自身が脚本を担当し、第1シリーズ直前に放送された連続テレビ小説『マー姉ちゃん』（NHK総合）の出演者から数名を起用。福田勝洋については、同作の打ち上げでディスコに行った際の福田の踊りを見た小山内が体育教師役への起用を決めた[38]。同じく小山内が脚本を担当し、第2シリーズ終了後放送された『本日も晴天なり』は、後年『金八』第5シリーズから出演する原日出子が主役だが、同作にも桜中学関係者をはじめ多くの『金八』出演者を起用している。

### 撮影
- 第1、2シリーズでは台本が上がった際に赤木の下で教師陣が打ち合わせをしていたといい、森田によると教室での授業風景は教師陣が生徒役相手に担当教科の授業をしていたという[39]。この授業風景はファイナルまでワンカット撮影でNGを出すと頭からやり直していたという[40]。
- 桜中学校の撮影には、主に足立区立第二中学校（東京未来大学）が使用されていた。しかし第1シリーズ中盤より、話題が妊娠など過激であったため第二中学校側が撮影に難色を示したことから[41]、続編となる第2シリーズでは葛飾区立葛飾小学校、第4シリーズでは足立区立江南中学校が使用された。第5シリーズからは再び第二中学校が使用されていたが、第二中学校は同区立第十六中学校とともに2005年3月31日をもって足立区立千寿桜堤中学校に統合され、廃校となった[注 119]。このため、第8シリーズでは足立区立鹿浜中学校が、ファイナル『最後の贈る言葉』は旧足立区立新田小学校[42]がロケ地になった。第3シリーズでは、東京都立葛飾野高等学校が松ヶ崎中学校として使用されていた。その他、神奈川県立田奈高等学校や東京都立晴海総合高等学校の他、スーパーさくらは「田中屋スーパーZ-ONE東町店」（建替え前は「ニューマートごとう」）を使用していた。

### その他
- オープニングは毎回俯瞰のアングルで映っている坂本金八が「3年B組ー!」と叫んだ後、出演している生徒たちが「金八先生ー!」と叫びながら金八の周りに駆け寄り、全員で金八を胴上げするといった演出をとっている。このオープニングは生野慈朗のアイデアであり、これは生野自身もADとして係わっていた『8時だョ!全員集合』のオープニングが元になっており、「集まって来るだけじゃ保たないから、胴上げを足した」という[43]。また、タイトルバックもシリーズ毎に異なるが、幼稚園児、柔道部やボート部の生徒、ジョギングをしている外国人女性に金八が挨拶する場面は定番として登場した。第1シリーズから32年間、一切これらの演出は改変されなかったため、番組終了後の現在でもパロディにされることが多い。
- 第3シリーズまでのオープニングは3年B組の生徒による金八胴上げの後にブルーバックで提供クレジットだったが、第4シリーズからは金八胴上げの後に主題歌のインストをバックに提供クレジットの間3年B組の生徒が出席番号順に映されていた。第4シリーズでは一人ずつ映され、第5シリーズ以降は男女並んで第1クールは出席番号の最初から順に映されていたが、年が明けてからの第2クールは出席番号の最後から遡る形で男女並んで映されていた。ただし、第5〜第7シリーズで男女15人ずつだったのが、第8シリーズは男子13人、女子12人で男子より女子が1人少なかった為、女子の1人少ない所は金八が映る形になっていた。第5シリーズの1年後のSP10では、第5シリーズの生徒でオープニングを新撮しているが中島由香里が参加していなかった為、1人足りなくなった部分は幸作が入っている。
- オープニング以外では、金八の授業場面（漢字の成り立ちを説明するシーン）や第2シリーズ（「腐ったミカン」の台詞や場面がスローモーションとなり、中島みゆきの「世情」が流れる等）がパロディでよく使われている。中でも金八が人という字を教える件が有名であり、福田雄一監督作品では必ずといっていいほどこのネタが使われる[注 120]。ただし、本編（特に知名度の高い第1、2シリーズ）では金八がこの授業をするのは数える程でしかない[注 121]。
- 第4シリーズ以降で最終回恒例となった金八が卒業生1人ずつに贈る言葉は、第4シリーズで金八演じる武田のアドリブで行ったのを脚本の小山内が見て感銘を受けて、第5シリーズ以降は台本にも「金八先生、あなたにお任せします」とだけ書かれて全て武田のアドリブで行われていた。第8シリーズで大西に対してつちやかおりへの伝言を武田がアドリブで話した事で、番組内での設定も実際と同様となったパターンもあった。また、ファイナルでの金八卒業式も卒業生の読み上げ以降はほとんどがアドリブである。武田のアドリブで話して、リハーサルも立ち位置の確認だけで本番に入っていた為、生徒は本番に入るまで何を話すか分からない状態で本番に入っていて、生徒達は大泣きになっていた。本仮屋ユイカは風間俊介から「脱水症状になるから、本番前に水を多く飲んだ方がいい」とアドバイスされたそうである。
- 歴代主題歌は、主演の武田が所属する海援隊が担当していたが、第3シリーズのみ海援隊が一時解散期に放送された為、武田のソロ名義だった（作曲は海援隊メンバーの中牟田が担当）。第4シリーズ以降は海援隊再結成後の放送の為、再び海援隊名義での主題歌に戻っている。作詞は全シリーズ武田が担当して、作曲は海援隊メンバーのどちらかが担当している。第2のみ千葉と中牟田が共同で担当して、第1、4、5、7、8が千葉、第3、6が中牟田が作曲を担当した。
- 武田は、金八先生が長期シリーズとなった要因について「国民の皆さん全体の内なる叫びというか、もっと深いところから湧き出る要望とか希望」によるものであり、それは「戦後失われてしまった父権の残像」「いざという時に断固として行動してくれる信頼」であると述べている。金八を演じる上では「基本的には父権的な色合いを出していって子どもたちに対しては楽しい教師、楽しい授業といういわば教育の職人的な立場」を心がけているという。前述の通り、脚本家とプロデューサーのすれ違いがあった金八シリーズであるが、武田自身も作家（脚本家）のつくる金八像と自身のイメージが一致しないこともあったといい、その際には視聴者に指摘されたという。[14]
- 武田はファイナルを迎える際のインタビューで、「スタッフ全員が思っていることは、このドラマは『外していない』ということです。『自分たちは真摯に、まじめに作ってきた』」と話している。また、金八先生が愛されてきた理由については「柳井プロデューサーが着目した『15歳』という舞台が支持されたんだと思います」「15歳というのは人生において最も共感を呼ぶ人生の交差点なのではないでしょうか」と述べた。[44]
- 学校教育の現場の実情とはかけはなれた筋書きとなっていることもしばしばである。たとえば、第6シリーズ終盤において、当時の校長は、金八を更迭としたことになっているが、金八の異動先は、足立区教育委員会事務局指導主事（または管理主事）であり、事実上の昇任である。また、第4シリーズ1話で松ヶ崎中学校から文部省に出向していた金八の復帰先を松ヶ崎中学校ではなく桜中学校にして欲しいと足立区教育委員会事務局で君塚元桜中学校長と掛け合って金八の桜中学校復帰が決定していたり、第7シリーズでの桜中学校の民間校長導入の件を教育長である和田の一存で決めて板橋の桜中学校長への就任を決めていたりしている点もあり、特別区や市町村の教育委員会の権限を超えている点が多々見られる。
- テレビ東京系「水曜ミステリー9･おかず横丁殺人事件」では、主演の原日出子と佐野泰臣、山崎銀之丞が共演している。

## 舞台版

### 『3年B組金八先生 -夏休みの宿題-』
2003年と2005年の夏にそれぞれ上演。桜中学と金八・国井・乾先生、大森巡査の設定はテレビドラマ版と同様だが、その他の設定は全て舞台版オリジナルである。3幕構成で、第1・2幕（約180分）が舞台となり、第3幕（約60分）は「桜中学文化祭トーク＆ライブ」と称して、海援隊のライブ等が行われた。いずれも原作は小山内、脚本は吉本哲雄・片山蒼、演出は金子良次。
2003年版
- 8月4日-8月29日に明治座で公演。
- 主な出演：海援隊、淡島千景、石倉三郎、細川ふみえほか

2005年版
- 7月31日-8月25日に御園座で公演。
- 主な出演：石倉三郎、細川ふみえ、小宮健吾、近衛れい子、中塚康介ほか

### チャリティーイベント『舞台版 3年B組金八先生』
小山内が主宰している「NPO法人 JHP・学校をつくる会」主催のチャリティーイベントで上演。舞台としては2回制作され、JHPの活動内容を生徒達に話して聞かせる形で紹介する作品（2001年11月15日上演）、第7シリーズ『からだという本』での教室シーンを再現する作品（2004年11月24日上演）があり、歴代の卒業生代表や放送中の現役生が「制服姿」で登場した。上演時間は30分程度であったが、ほぼ即興の舞台だったため、金八が出席簿に書かれた台本を読みながら物語を進行している。チャリティーイベントとしては、舞台のほかに出演者のチャリティーオークションや海援隊のライブも行われ、フィナーレでは卒業生有志30名による「金八ソーラン節」の披露と「桜中学校校歌」の斉唱があった。なお、桜中学校3年B組同窓会らを絡めたチャリティーイベントは、2000年頃から毎年開催されたが、小山内のドラマ降板を折に2004年で終了した。

## ゲーム版
『3年B組金八先生 伝説の教壇に立て!』
チュンソフトが製作した、PlayStation 2向けのゲーム。プレーヤーは、入院した金八に代わって3年B組を1年間受け持つ。金八と大森もゲーム内に登場し、声も本人が担当している。森田順平も高峰（数学教師）役で声出演。
ドラマでは実現が難しい教師側からの視点や内容が中心になっている。教師同士の複雑な人間関係やエゴ、教師と生徒の間での恋心、教師と民間業者との癒着、裏口入学など、教育現場でのタブーを扱った内容が多く盛り込まれる。その中でサスペンス的な内容も盛り込まれている。
主題歌は上戸彩が「贈る言葉」をカバーしており、作風や1話分のプレイ時間などドラマに近い形となっている。
後にシナリオを2本追加し、ゲームシステムにも追加要素を加えた『完全版』もリリースされた。

## 書籍
作者名が無いものは小山内美江子
高文研発行（角は角川文庫で改訂再版）
- 『15歳の愛』第1集、1980年1月。ISBN 4-87498-021-X。角
- 『いのちの春』第2集、1980年4月。ISBN 4-87498-022-8。角
- 『飛べよ、鳩』第3集、1980年12月。ISBN 4-87498-023-6。角
- 『風の吹く道』第4集、1981年2月。ISBN 4-87498-024-4。角
- 『旅立ちの朝』第5集、1981年3月。ISBN 4-87498-025-2。角
- 『青春の坂道』第6集、1982年9月。ISBN 4-87498-026-0。
- 『水色の明日』第7集、1983年10月。ISBN 4-87498-027-9。
- 『愛のポケット』第8集、1989年3月。ISBN 4-87498-099-6。
- 『さびしい天使』第9集、1989年4月。ISBN 4-87498-100-3。
- 『友よ、泣くな』第10集、1989年3月。ISBN 4-87498-102-X。
- 『朝焼けの合唱』第11集、1995年12月。ISBN 4-87498-170-4。
- 『僕は逃げない』第12集、1996年3月。ISBN 4-87498-173-9。
- 『春を呼ぶ声』第13集、1996年3月。ISBN 4-87498-174-7。
- 『道は遠くとも』第14集、1998年4月。ISBN 4-87498-204-2。
- 『壊れた学級』第15集、1999年11月。ISBN 4-87498-228-X。
- 『哀しみの仮面』第16集、2000年2月。ISBN 4-87498-230-1。
- 『冬空に舞う鳥』第17集、2000年3月。ISBN 4-87498-235-2。
- 『風光る朝に』第18集、2000年6月。ISBN 4-87498-238-7。
- 『風にゆらぐ炎』第19集、2001年11月。ISBN 4-87498-269-7。
- 『星の落ちた夜』第20集、2002年1月。ISBN 4-87498-273-5。
- 『砕け散る秘密』第21集、2002年3月。ISBN 4-87498-275-1。
- 『荒野に立つ虹』第22集、2002年5月。ISBN 4-87498-280-8。
- 『光と影の祭り』第23集、2005年1月。ISBN 4-87498-336-7。
- 『友達のきずな』第24集、2005年3月。ISBN 4-87498-337-5。
- 清水有生『15歳の別れ道』第25集、2005年3月。ISBN 4-87498-340-5。

関野ひかる画・構成、二見書房
- 『3年B組金八先生』1、1980年4月。ASIN B000J89G0I。
- 『3年B組金八先生』2、1980年5月。ASIN B000J883AW。
- 『3年B組金八先生』3、1980年8月。ASIN B000J864GM。
- 『3年B組金八先生』4、1980年10月。ASIN B000J83CQ2。
- 『3年B組金八先生part2 まんじゅうグラフィティ』1、1981年1月。ASIN B000J809Q8。
- 『3年B組金八先生part2 はみだしブルース』2、1981年3月。ASIN B000J7YXAW。

成瀬由宇画、ワニブックス
- 『3年B組金八先生』3 上巻・下巻、1989年1月。ISBN 4-8470-1075-2。

## CD
- 3年B組金八先生 オリジナル・サウンドトラック
第4シリーズのサントラ
第5シリーズのサントラ
- 3年B組金八先生 第6シリーズ オリジナル・サウンドトラック
- 3年B組金八先生 第7シリーズ オリジナル・サウンドトラック
- 3年B組金八先生 第8シリーズ オリジナル・サウンドトラック
- 桜中学音楽大全集[45]
3年B組金八先生第1〜第7シリーズまでの主題歌・挿入歌をはじめ、桜中学シリーズ（1年B組新八先生、2年B組仙八先生、3年B組貫八先生）の主題歌を収録した3枚組のCD。このほかに、金八先生での主なロケ現場と一部のシーンを紹介した特典DVD『暮れなずむ街 ロケ地ウォーク』が同封されている。
- 3年B組金八先生主題歌集
全シリーズの主題歌とそのカラオケを収録した、海援隊のベスト・アルバム。武田鉄矢のソロ曲である「声援」も収録されている。「いつか見た青い空」のプロモーションビデオとそのメイキングを収録したDVD付き。

## VIDEO・DVD
製作された185話全てがDVD化されている。発売元はTBSビデオ、販売元はビクターエンタテインメント。
第1シリーズ
- 【3年B組金八先生 第1シリーズ昭和54年版VIDEO】（第1回〜第21回:1998年11月27日発売、第22回、最終回:1998年12月18日発売）
- 【3年B組金八先生 第1シリーズ昭和54年版DVD】（2002年4月26日発売）
- 【3年B組金八先生 第1シリーズ昭和54年版DVD-BOX】（2002年4月26日発売）
DVD-BOXでは、初回限定版のみの特典として、ブックレットが封入された。

第2シリーズ
- 【3年B組金八先生 第2シリーズ昭和55年版VIDEO】（1999年3月26日発売）
- 【3年B組金八先生 第2シリーズ昭和55年版DVD】（2003年3月28日発売）
- 【3年B組金八先生 第2シリーズ昭和55年版DVD-BOX】（2003年3月28日発売）
DVD-BOXでは、初回限定版のみの特典として、桜中学校特製レトロジャージ、ブックレット「B組学級日誌」、全巻収納BOXが封入された。

第3シリーズ
- 【3年B組金八先生 第3シリーズ昭和63年版DVD-BOX1】（第1回〜第7回:2007年10月26日発売）
- 【3年B組金八先生 第3シリーズ昭和63年版DVD-BOX2】（第8回〜最終回、スペシャル7:2007年11月23日発売）

第4シリーズ
- 【3年B組金八先生 第4シリーズ平成7年版VIDEO】（1996年4月26日発売）
傑作選として編集されており、第2、8、12〜15、17、18、20、22回は未収録である。
- 【3年B組金八先生 第4シリーズ平成7年版DVD-BOX1】（第1回〜第11回:2008年2月8日発売）
- 【3年B組金八先生 第4シリーズ平成7年版DVD-BOX2】（第12回〜最終回:2008年3月7日発売）

第5シリーズ
- 【3年B組金八先生 第5シリーズVIDEO】（第1回〜第12回:2000年6月23日発売、第13回〜最終回:2000年8月16日発売）
- 【3年B組金八先生 第5シリーズDVD】（2001年12月21日発売）
- 【3年B組金八先生 第5シリーズDVD-BOX】（2011年3月25日発売）
DVD・DVD-BOXに、映像特典として、製作発表やリハーサル、撮影風景や出演者へのインタビューなどが収録されている。

第6シリーズ
- 【3年B組金八先生 第6シリーズVIDEO】（第1回〜第10回:2002年1月25日発売、第11回〜第18回:2002年3月22日発売、第19回〜最終回:2002年4月26日発売）
- 【3年B組金八先生 第6シリーズDVD】（2004年6月25日発売）
- 【3年B組金八先生 第6シリーズDVD-BOX】（2004年6月25日発売）
映像特典として、スタッフへのインタビュー（「金八を支える人たち」）が収録されている。

第7シリーズ
- 【3年B組金八先生 第7シリーズDVD】（第1回〜第10回:2005年3月25日発売、第11回〜最終回:2005年5月27日発売）
- 【3年B組金八先生 第7シリーズDVD-BOX1】（第1回〜第10回:2005年3月25日発売）
- 【3年B組金八先生 第7シリーズDVD-BOX2】（第11回〜最終回:2005年5月27日発売）
DVD第1巻・DVD-BOX1に、映像特典として、リハーサルや生徒紹介、撮影風景や出演者へのインタビューなどが収録されている。
DVD-BOX2では、初回限定版のみの特典として、金八が登下校時に使用している「金八バッグ」が封入された。

第8シリーズ
- 【3年B組金八先生 第8シリーズDVD-BOX I】（第1回〜第11回:2008年3月28日発売）
- 【3年B組金八先生 第8シリーズDVD-BOX II】（第12回〜最終回:2008年6月27日発売）
映像特典として、生徒紹介、撮影風景や出演者へのインタビュー、クランクアップの様子、NG映像などが収録されている。

スペシャル
- 【3年B組金八先生スペシャルPart1「贈る言葉」VIDEO】（1987年12月4日発売）
- 【3年B組金八先生スペシャルPart2「イレ墨をした教え子」VIDEO】（1987年12月11日発売）
- 【3年B組金八先生スペシャルPart3「小さな嘘」VIDEO】（1987年12月18日発売）
- 【3年B組金八先生スペシャルPart4「イジメられっ子金八先生」VIDEO】（1987年12月25日発売）
- 【3年B組金八先生スペシャルPart5「先生の暴力 生徒の暴力」VIDEO】（1988年1月1日発売）
- 【3年B組金八先生スペシャルPart6「新・十五歳の母」VIDEO】（1988年4月22日発売）
- 【3年B組金八先生スペシャルPart7「卒業スペシャル」VIDEO】（1989年8月16日発売）
第3シリーズDVD-BOXに収録。
- 【3年B組金八先生スペシャルPart9「道は遠くても」VIDEO】（1998年7月24日発売）
- 【3年B組金八先生スペシャルPart10「友を信じる心」VIDEO】（2001年6月22日発売）
第5シリーズDVD第9巻に収録。特典映像として「武田鉄矢インタビュー『金八シリーズを振り返って』」が収録されている。
- 【3年B組金八先生スペシャルPart11「未来へつなげ 3B友情のタスキ」DVD】（2006年3月24日発売）
第7シリーズDVDの続編（第10巻）として発売。特典映像としてメイキングの様子とインタビューが収録されている。

コンプリートBOX
- 【3年B組金八先生 DVDコンプリートBOX】（2011年11月25日発売）
過去に放送されたシリーズ173本、スペシャル12本を収録。このうちスペシャルI〜VI、VIII、IX、ファイナルは初のDVD化。DVD・VIDEOともに未収録であったスペシャルVIII、ファイナルがパッケージ化されたことにより、製作された全作品がDVD化された。ファイナル『最後の贈る言葉』は、放送でカットされたシーンも含めたディレクターズカット版。85枚組のセットとなっており、総収録時間は10,344分である。先行予約でしか手に入らない完全予約生産とされ、特典として登場人物の歩みやインタビューなどを収録したブックレットと特製の懐中時計が同梱されている。

## インターネット動画配信
2020年4月24日より動画配信サービスParaviにおいて、185話全てを順次配信。2021年2月まで毎月第一金曜日の20時にエピソードが追加された。
2023年4月から10月まで、全185話が、TVerとTBS FREEで毎日1話ずつ更新され、無料配信された。

## パロディ
本作は長期間にわたって制作・放送されたため、数多くのパロディ・オマージュが制作された。本稿では特記事項のある項目について説明する。
- 新すぃ○○! - 武田が出演したバラエティ番組で「3年すぃ組金八ィ先生」というパロディを行った。
- ベムベムハンターこてんぐテン丸 - 「赤いキツネと木七先生」というパロディが登場。テン丸の知人ヨーコが通う「もののけ小学校」の教師・武田木七が、赤いキツネの妖怪ドン助に襲われ、ドン助は木七先生に化けて教え子をキツネうどんで洗脳させるという話。「木七」という名は『こてんぐテン丸』の放送時刻が木曜夜7:00に由来し、「武田」の姓と「赤いキツネ」は、いずれも金八を演じた武田鉄矢に因む。また劇中ではフジテレビ番組にもかかわらず、テン丸が「金八じゃなくて、木七か」という台詞もある。
- バトル・ロワイアル - 高見広春原作の日本の小説。劇中に「坂本金八」のパロディとして「坂持金発」という人物が登場する。更に同書の冒頭には「生徒はミカンじゃないんです」という金八がドラマ内で発していた台詞も掲載されている。
- 妖怪ウォッチ - 「3年Y組ニャンパチ先生」というパロディが登場する。これに関しては武田が「金八先生は終わったけれど、猫に化けて生きている」と歓迎する発言をしていた[46]。その後映画第2弾に実際に武田がゲスト声優として出演することになり[47]、公開前日の2015年12月18日に放送された『妖怪ウォッチ』では武田とニャンパチ先生の共演が実現している。
- 3年B組一八先生 - 錦ソクラによる本作のパロディ作品であるが、本作のみならず様々な漫画作品のパロディが登場した。

### 注
1. ↑  実際は32学年、放送されていない年を除くと19学年。
2. ↑  第7シリーズ生徒が高校入試へ向かう際の受験票を確認するシーンには、中学校名に「足立区立桜中学校」と記載されているが、校門の門標や屋上の看板には「東京都区立桜中学校」と表示されている。
3. ↑  金八は昭和25年（1950年）8月8日生まれの設定で、定年の年齢（満60歳）に達したため。
4. ↑  上記二番組も本作同様2011年内にファイナルシリーズ的に終了している。
5. ↑  TBS系のテレビドラマで1990年代以降、1クール以上かつシリーズで放送された作品は本作以外では『渡る世間は鬼ばかり』と、『HOTEL』(第3シリーズ(1994)年と第4シリーズ(1995年)が2クールで放送)がある。
6. ↑  3B生徒達による金八への模擬面接の中で生年月日を質問され、「昭和25年（1950年）8月8日生まれ」と答えた。
7. ↑  武田本人は教育実習まで行った経験があるものの、同校を除籍。その後、2008年9月12日に同校より名誉学士の称号を受け、事実上の卒業を果たしている。
8. ↑  岸川エミ子という同級生に惚れていた過去があり、第7シリーズ『からだという本』では銭湯で岸川が近所の女性にからかわれていた出来事を教室で話し、第8シリーズ『新春スペシャル』では岸川が生徒会長と交際していたという自身の失恋話を岩崎にしていた。
9. ↑  第2・5シリーズで作っている。
10. ↑  ファイナルでの大川のお見舞い品と発言より。
11. ↑  3年B組以外のドラマの中では「1年B組」（SP3）、「2年B組」（SP4・7）などB組ばかり担任しており、このことはストーリー中でも言及されている。また、SP10・11では3年B組の担任の座を遠藤に譲った（この時は金八は担任を持っていない）。
12. ↑  第4シリーズ以降は、前任の担任にアクシデントがあった為の担任就任が多く、第4シリーズ以降でアクシデントの無い正当な形で3年B組担任となったのは第6シリーズと第8シリーズのみである。第5シリーズと第7シリーズでの金八の担任就任までの経緯は第5シリーズの前任の担任の中野と第7シリーズの前任の担任の渡辺の項目を参照。また、正規の形での担任就任だった第6シリーズは卒業式の式中で極秘になっていた金八の異動が発覚して式典が一時中断する大混乱になり、同じく正規の形での担任就任だった第8シリーズでは卒業式前に週刊誌報道が原因で一時期担任を外れており、担任を持っていなかった乾がその間の3年B組担任を務めており、金八の担任復帰でも卒業式直前に大混乱になっている。
13. ↑  第2シリーズまで。
14. ↑  第2シリーズ終了 - スペシャル1の間。
15. ↑  第4シリーズ『3年B組金八先生』で三回忌の設定。
16. ↑  第5シリーズ11話で大西に親の事を聞かれて、両親は共に死去していると話している。実際の武田の父親は1983年、母親は第5シリーズの前年の1998年に死去している。
17. ↑  第2シリーズ1話「心を病む子供たち」で、世田谷一中時代の生徒が金八に助けを求める話がある。
18. ↑  1・2期生は死後もアマゾネスと呼んでおり、同僚も結婚後も旧姓で呼んでいる。
19. ↑  ただし、SP10では乙女がかつての里美の日記を読んでいるシーンで倍賞がナレーションで登場した。
20. ↑  第4シリーズでは杉山が坂本家にラーメンや餃子を自分の小遣いで届けた事で坂田と殴り合いの喧嘩にまで発展した。第5シリーズでは一度だけ小田切と噂になったことがあるが、実際は2人が一緒にいるのを目撃した遠藤が勝手に勘違いしただけだった。第6シリーズでは遠藤と杉山が口論している。
21. ↑  担任と教え子が親子だと成績面で優遇するなど、親族関係を悪用した不正行為が起こり得るため、それを防ぐ目的と公平性を保つ必要性から、公立学校では子が在籍するクラスに親が担任として在籍することが禁止されている。何らかの事情で子が在籍しているクラスを親が担任することになった場合、幸作の例のように子が別のクラスに異動することになる。なお、学校にもよるが、私立学校の場合はこの限りではない。
22. ↑  第5シリーズの3年B組が3年生だった時に第6シリーズの3年B組が1年生だったので、在学時の兼末の事を第6シリーズの3年B組は知っているが、成迫と鶴本は卒業後に転校して来た為にソーラン節の指導に兼末達第5シリーズの3年B組が訪れるまで面識は無かった。成迫は金八が独身時代に下宿して、その後も親戚同様の付き合いをしている池内家に下宿していた為、幸作が重体になった際、池内の届け物を金八に届けに安井病院を訪れて兼末と対面した事で連絡先も聞いていたので、金八の異動問題が発覚した時も真っ先に兼末に連絡した。幸作はそれ以前に金八が異動するのは知っていたが、兼末達5期生は学校に乗り込んで来るのを恐れて知らせてなかった。
23. ↑  幸作は英語担当として矢沢の授業で実習した。遠藤の3年A組を担当したが、金八の補助として3年B組の国語の授業で実習している姿も見られる（第7回『金八生徒女形競艷』内の「便所掃除」の詩朗読の場面）。
24. ↑  「桜中学音楽大全集」の特典DVDにて、本人が自己紹介している。
25. ↑  出身地は東北。高校卒業と同時に警視庁に採用となり上京した。
26. ↑  第2シリーズまでの自宅の表札は「S.INUI」となっていた。
27. ↑  第4シリーズでの学年主任は金八に遠慮なく言ったり（3A担任の国井にも同様）、卒業式では野村の体調不良で石川が校長代理として卒業式を取り仕切る中で乾が教頭代理を務めるなど学年主任として機能していたが、第8シリーズでは、第1シリーズの服部や第2シリーズの上林のような担任兼任の学年主任ではないため事実上の副担任兼任であるが、金八が不在時に3Bの担任を北が代行したり、クラスの問題や進路の調整は金八も3A担任の遠藤も鹿島田と北との話し合いで決まっていて乾は参加していなかったりと、数学教師としての川瀬の補習への協力と岩崎と渡部のカンニング問題の解決や金八の友人としての乙女の湯山との問題に相談に乗るという部分には機能しているが、学年主任としてはあまり機能していない。
28. ↑  第5シリーズで、兼末裕美（小西真奈美）が桜中学の卒業生で、乾と国井は教え子なので分かっていたが、金八は乾と国井に教えられるまで知らなかった。
29. ↑  松浦の台詞より。
30. ↑  第4シリーズは阿部と2人体制、第6シリーズは小林と2人体制で授業を行なっているが、第4シリーズは授業によってのコース移籍が認められていたが、第6シリーズは認められていない。また、第5、第7、第8シリーズは乾単独で授業を担当している。
31. ↑  第5シリーズ『さよなら金八先生』内の授業冒頭で、出題した問題を最初に正解した者に、留置所に入っていた兼末へ差し入れしようとしていたリンゴを与えるという事を行った。なお、この問題は小野寺が正解し、貰ったリンゴを持って授業を抜けデイケアセンターへ持って行った。
32. ↑  第6シリーズ『ガン告知の時…』内での授業では、確率を教えるにあたり、サイコロを生徒にふらせ、「出た目の数に大差が付いた時はスカートを履いて授業をする」とまで発言している。
33. ↑  うち1人は英子の連れ子で、乾の実子ではない。
34. ↑  第2シリーズ『白紙の答案の波紋』で、落とし穴的問題を試験に出題した理由も、生徒の国語力を試すためであった。
35. ↑  第2シリーズ『腐ったミカンの方程式その1』池内の証言。
36. ↑  SP10で「次期校長は国井が良い」と和田に言われたが、和田は6-22で金八に彼女の校長昇進を検討するよう頼まれた際、断固たる態度で否定した。
37. ↑  年末の繁忙期には金八も店を手伝っていた。
38. ↑  第4シリーズ『3B文部省へ行く』で、娘は私立中を受験する予定であることが語られた。
39. ↑  SP11「麻薬撲滅チャリティーラン」で、本人が発言している。
40. ↑  公立義務教育諸学校の学級編制及び教職員定数の標準に関する法律の第3条では、学級の人数の「標準」は、小学校1年では35人以下、小学校2年から中学校3年までは40人以下と定められている。原則として1学年で41人以上在籍していないと2クラスにはならない（少数学級を目的として小学校2年生以上でも40人以下でも2クラスという例外はある）。つまり、40人以下しか生徒が入学しないと3年B組は消滅するということを指している。事実、ドラマでの設定であるが、桜中学は第1、第2シリーズは4クラス、第4〜第7シリーズまでは3クラスだったのが、第8シリーズは2クラスになっていて、更に3年B組の在籍人数も第1シリーズが32人、第2シリーズが33人、第4〜第7シリーズが30人だったのが、第8シリーズは25人と減少している。
41. ↑  主にマイクの音が出ない、マイクスタンドが落下する、パイプ椅子に足を引っ掛けるなどがある。
42. ↑  本人は「3年生の担任を受け持つのは今年が初めてだ」と言っていたが、SP10と11では担任を外れた金八に代わり、3年B組の担任を受け持っていた。
43. ↑  第7シリーズ『中3は巣立ちの時だぞ!!』でシルビアからチョコレート受け取った際は、「教員が校則違反をしてはならない」という理由で、国井に没収された。
44. ↑  第5シリーズ『不登校第一号!』では、「あれはフジテレビですから」と金八や本田に言った。
45. ↑  後の3年B組。
46. ↑  第7シリーズの3年B組は、金八の教育委員会異動と入れ替わりで桜中学に入学した為、金八の桜中学復帰と担任就任まで金八とは面識が無かった。また、金八が担任となるのは2年生の年度末からだが、他のシリーズと違い、3年生に進級時にクラス替えは行われていない。本来ならば、産休の代行者は金子という先生を付ける事が内定していたが、和田教育長が懸案にしていた桜中学の理事会制度及び民間校長導入の地ならしを目的として、金八が桜中学に2年振りに復帰することとなり、金子は姉ヶ崎中学に赴任と変更された。
47. ↑  本来なら、第7シリーズでは金八は彼女が復帰するまでの担任代行として3年B組を担任していたが、産休を延長した為そのまま正式に担任となり、その後、渡辺が復帰しても金八が担任のままで、担任の交代は行われなかった。また、産休延長時に千田は「戻って来なくて結構」と激怒していたが、復帰が決まった時は千田が長期入院による離脱かつ板橋の着任前で正規の校長が不在の時期だった為、復帰は国井の判断で決定した。
48. ↑  第6シリーズは第5シリーズ、第7シリーズは第5、第6シリーズの卒業生が参加。
49. ↑  第5シリーズの3年B組が1年生かつ幸作が1年B組に在籍していたSP9では、1年B組の担任は第4シリーズで英語を担当していた岩崎だったが、第5シリーズ21話での中野の兼末に対する回想では兼末が1年B組のクラスにいて、中野が1年B組担任として振る舞っている。
50. ↑  進級時にクラス替えがある為に、3年B組全員が1年生から金八の担任就任まで中野がずっと担任だったわけではないが、兼末と市村は1年生からずっと中野のクラスだったのは劇中で言及されている。また、第5シリーズの3年生は入学時から金八と同じ国語担当の中野が担任を務めていた為、金八は自身の3年B組担任就任まで授業も担当しておらず、面識がほとんどなかった。
51. ↑  小田切は、葬式花を贈られたことに関しては中野に同情し、「花を贈った奴、ぶっ飛ばしてやります!」と憤っていた。また、幸作も中野が暴行されているのを止めようと兼末の襟首をつかんでいた（中込がそれを妨害したことを謝罪するところ以外にそのことが言及されたことはない）。
52. ↑  金八は中野が復帰するまでの担任代行として3年B組担任を引き継いでいるが、中野は復帰しなかった為、卒業まで金八が担任となった。また、卒業証書の担任の名前は中野と金八の連名になっている。書面上では金八が担任就任後も金八は臨時担任で、正規の担任は中野のままという形だったが、実質は金八が担任に就任した時点で中野は担任を外れた形になっており、職員室の黒板の3年B組担任の名前は1話では中野が早期での復帰の見込みがあったため、金八が担任就任後も中野のままになっていたが、早期での復帰の見込みが無くなった2話以降は坂本に変更されている。
53. ↑  被害者教師の例としてはクラスが荒れて黒板に「死ね」と書かれる担任や教え子に足蹴にされる担任等。
54. ↑  金八は、卒業式前に中野に3年B組担任を返して、卒業式は中野が担任で迎える事を提案していたが、中野は担任復帰を辞退して金八が担任のままで卒業式を迎えて欲しいと提案。和田校長と国井教頭は中野に同意したが、金八は納得せずそれでも中野を説得している。その途中で3年B組生徒全員からの中野への謝罪申し入れがあった為に、ストーリー上では中野の担任復帰の件はうやむやになっているが、最終的には金八が3年B組担任として卒業式を迎えている為、金八も中野の辞退申し入れを了承した形になっている。（ただし、中野は担任を外れてから、金八から担任復帰を提案されるまでの間は兼末と市村以外とは3年B組生徒とは顔を合わせていなく、クラス内にも謝罪申し入れまで中野との間にはわだかまりが残っていたため、中野の担任復帰には無理がある状況だった）
55. ↑  「愛の授業」を行った1979年11月17日が3回忌、かつ「生きとりゃ彼らと同じ中学3年」と金八に語っている。
56. ↑  英検合格者の増加や塾などの模試結果で生徒が上位に入っている。
57. ↑  遠藤が坊主頭にした際、英語で彼のことを「似合っている」と褒めたが、英語が分からない本田は「似合わないって言っているんじゃないですかね」と、間違った通訳をした。
58. ↑  茅ヶ崎のスピーチを聞いて涙したことを幸作が職員室で話した際にはその場にいた全員に驚かれ、北山の母親に対して感情的になった際には遠藤から「珍しくクールじゃないですね」と言われていた。
59. ↑  額を触っただけで体温がわかるという特技がある。
60. ↑  「覚えるまでその項目をノートに書く」は『親の希望子供の夢』で川瀬に、「校庭を3周走る」は『金八生徒女形競艷』で漆田にそれぞれ課している。なお、川瀬は実際にノート書き取りのシーンがあるが、漆田の校庭走りは映像化されていない。
61. ↑  『ぎらりと光るダイヤのような日!』で、長谷川の母親から言いがかりをつけられる場面がある。
62. ↑  第1シリーズ『15歳の母その1』で校長室での喫煙シーンが放送された。
63. ↑  この際に大正13年生まれと判明する。
64. ↑  SP9では校長室の写真に「野村武司」と表記されていた。
65. ↑  実際に早崎自身、体調に問題があったため、体調不良という設定にした上、補聴器をつけたままの状態で出演していた。第4シリーズを見届けるかのように最終回放送当日（1996年3月28日）に早崎は他界し、生徒たちに最後の授業を行った第21回『印度カレーの神秘』が遺作となった。第22回『卒業直前スペシャル』では職員室で金八や石川と話していたが、第23回『卒業スペシャル』では保健室で休養を取り、卒業証書授与や式辞はすべて石川に任せた。
66. ↑  第4シリーズ『印度カレーの神秘』では、復帰した金八に「戻って来てくれてありがとう」と礼を言った。
67. ↑  SP9では校長室の歴代校長写真の所に飾られていなかった。
68. ↑  本田は金八と対立し、大西は金八を評価している。
69. ↑  野村の後任で、和田の前任という位置付けだが、歴代校長の写真は野村の次に和田になっている。
70. ↑  女子のズボン着用は教育長昇進後のこと。しかし第7シリーズ以降、ズボンを着用している女子は校内で見られない。
71. ↑  第5シリーズ『生きる事・死ぬこと』より。実際は秦野斎場でロケが行われ、桜中学校の教師一同、塩沢と小野寺が金八とともに野辺送りをしている。
72. ↑  第5シリーズでは、桜田勝男(桜田友子の父)役として出演。
73. ↑  ケナフに関しては和田の尽力で廃止は免れているが、文化祭に関しては第8シリーズでは行われていないため詳細は不明。
74. ↑  特別支援学校の生徒を文化祭に招待することに関しては金八は安全上の問題から難色を示していたが、和田ら地域教育委員会に相談すればどうかという幸作の提案で納得している。
75. ↑  文化祭のソーラン節指導では自身の赴任前の第5シリーズの卒業生だけではなく、自身の校長就任後の卒業生である第6シリーズの卒業生も普通に出入りしている。
76. ↑  第6シリーズ1話で北が「花子先生」と呼んだのに対して、ファーストネームで呼ぶのにクレームを付けたが、第7シリーズ1話で渡辺の産休延長の件で「花子先生」と呼んでいた。
77. ↑  第7シリーズ5話で和田教育長から翌年度から民間校長を桜中学に迎える事を告げられていたため、第7シリーズの年度末で千田は桜中学校長を退任する事は事実上決定していたが、その後の長期入院の為に後任となる板橋が年度末を待たずに第7シリーズ18話から校長に就任した為、板橋の校長就任と共に校長退任となった。板橋の校長就任と同時に校長室の歴代校長の写真に千田も飾られている。
78. ↑  面接練習で家庭が荒れている北山に対して家族構成を鹿島田が聞いたのが発端だった。高校入試の面接では家族構成は聞かれないと森月は金八に言われたと抗議している。作中でも第5シリーズで当初は面接で家族構成は聞かれると金八は話していたが、後の話で妻と死別している金八自身と母親がいない幸作を引き合いに出して死別や離婚等で片親やもしくは両親がいない、もしくは家庭が荒れている場合の被面接者の心情を考慮して面接では家族構成は聞かれないと訂正した。
79. ↑  この週刊誌を発行している出版社は、作中では第6シリーズで成迫の事件を事実無根の報道をした出版社と同名である。森月の母親によれば、業界でも有名なゴロツキ記者が多いらしい。
80. ↑  放送当時。2018年に北九州若杉病院に名称変更。
81. ↑  第5シリーズ市村、第8シリーズ北山の母親役でも出演。
82. ↑  博多弁で「俺の生徒に何をするんだ、貴様」の意味。この発言をきっかけにすべての音が無くなり前述のシーンへ変わる。
83. ↑  平手打ちは台本にはないアドリブであり、この場面では加藤・松浦の友人役の役者が彼らが平手打ちされたのを見て驚いている姿が映っている。
84. ↑  海援隊が一時解散していた時期だった為、武田のソロ名義でのシリーズ唯一の歴代主題歌だが、作曲は海援隊メンバーの中牟田俊男であり、現在でも海援隊のライブで披露されている。第4シリーズ以降は海援隊が再結成後に放送された為、再び海援隊名義の主題歌になっている。
85. ↑  これは武田がスケジュールの空いた期間を使って、続編の製作を持ち掛けた為とされている（「3年B組金八先生 卒業アルバム 桜中学20年の歩み」より）。
86. ↑  プロデューサーの柳井は浅野が出演していた事を覚えておらず、後年の取材で確認したという（「3年B組金八先生 卒業アルバム 桜中学20年の歩み」より）。
87. ↑  正規の学校指定の制服ではない、変形学生服の一種。形状はニッカポッカに似ている。
88. ↑  スポーツチャンバラは第5シリーズ以降もファイナルまで教室には出来るように備品は設置されていて、時折、劇中にも登場する。
89. ↑  3Bの生徒たちやクラス内でいじめやケンカ等のトラブルが発生した際の挿入歌として使用された。
90. ↑  「3年B組貫八先生」に小泉仙吉で出演。
91. ↑  ただし本放送時は地上アナログ放送であった為、ワイドクリアビジョンのレターボックスで送出された（地上波デジタル放送やBS-TBS、TBSチャンネルでの再放送時は16:9で送出）。
92. ↑  国井教頭に関しては、第6シリーズまでは「国井教頭」とクレジットされており、「国井美代子」とフルネームでクレジットされたのは第7シリーズからである。
93. ↑  第5シリーズ終了から1年後のSP10で旧3年B組一同に金八からの伝言メールを市村に頼んだ際に、常に乙女の携帯を借りているのを市村に知られており乙女の携帯番号を市村に登録されていた。この時点で幸作も携帯を持っておらず、必要時には幸作は兼末から携帯を借りていた。
94. ↑  信太宏文（辻本祐樹）のみ、彼の特徴が「自転車通学が認められている遅刻常習犯」のため、その場にいなかった。
95. ↑  第2シリーズと第3シリーズも最初から正式な担任だったので自己紹介シーンは無かったが、上記のシリーズと違い、このシリーズでは第1話で転校生が来るということで転校生（鶴本直〈上戸彩〉と成迫政則〈東新良和〉）に紹介という形で生徒達が自己紹介をした[注 94]。金八にではなく転校生に対する自己紹介なので金八がそれぞれの生徒の特徴も話しながらの自己紹介になった（第2シリーズ、第8シリーズでも転校生が登場しているが、前者は5話、後者は2話からの登場である）。今シリーズと同様に第1話開始以前から金八が担任だった第8シリーズも金八が生徒に夏休みの宿題の絵を返すという形での生徒の自己紹介となり、今シリーズと同じく金八が生徒の特徴を話す自己紹介になっている。
96. ↑  劇中では、鶴本はフォンデュフォークを用いたシーンとなっている。
97. ↑  実際は生徒たちが水着で授業に向かうところのみの設定で、プールでの授業は映像化されていない。同様のシーンは第5シリーズ『僕のエッチな過去』の冒頭のシーンでも挿入されている。
98. ↑  一般の視聴者から募集されたエキストラが出演している回は、第1回『史上最低の3B!!』の幸作の大学合格発表の場面、第5回『踊れ魂のソーラン』の文化祭でソーラン節を踊る3年B組生徒とともに観客が踊る場面、第8回『しゅうの愛する父』でスペシャルオリンピックス長野大会トーチランのシーン。エキストラ出演の舞台裏は公式ホームページで紹介されている。
99. ↑  『新すぃ日本語』に出演していた武田が金八先生のパロディー版に登場していたことも、小山内がTBSに対する不信感を募らせた一因でもあるとされる。また、3Bの生徒が覚醒剤に手を出すというのは小山内のアイデアではなく、覚醒剤に手を出すのは他の人物を予定していたという。
100. ↑  武田は「『週刊文春』の記事に書いてあることは、すべて真実です」として、TBSのスタッフと小山内との「行き違いはもう10年以上前（1988年）、88年の第3シリーズくらいから、ことあるごとにずーっと続いていました」「小山内のお気持ちもよーくわかります」と話している。『女性自身』2007年3月13日号。
101. ↑  当時、木曜9時枠では『渡る世間は鬼ばかり』の第7シリーズを放送中だった。
102. ↑  清水は「主役はあくまで金八先生と生徒一人ひとりである」として、ごく普通の中学生が抱える問題、悩みを金八が解決していく内容にすると記者会見や本人のブログなどで発言している。
103. ↑  大川明子、赤上近子、杉山修一しか出演していない。
104. ↑  第2シリーズ、第4,5シリーズおよびスペシャル9の演出も担当。
105. ↑  第5シリーズの演出も担当。
106. ↑  第6,7シリーズおよびスペシャル11の演出も担当。
107. ↑  第6 - 8シリーズの演出も担当。
108. ↑  テレビ山口は1987年9月まではフジテレビ系列とのクロスネット局。テレビ山口は『花の金曜ゴールデンスタジオ』終了を以って金曜20時台のフジテレビ系番組の同時ネットを打ち切り、第2シリーズ開始と同時にTBS系列番組の同時ネットに切り替えた。
109. ↑  レギュラー放送は第7シリーズまで、スペシャルはファイナルまでの全作品で再放送済み。なお著作権管理の観点で、放送が行われたのはスカパー!（スカパー!プレミアムサービスや光放送も含む）とケーブルテレビ向けのみで、IP放送（ひかりTV、auひかり、ビー・ビー・ケーブル）などでは別の番組に差し替えられた。
110. ↑  木曜21時枠ドラマがおよそその程度遅れで定期放送されている関係。
111. ↑  福島テレビは第1・第2シリーズ放送当時はTBS系列・フジテレビ系列のクロスネット局であり、金曜20時台はフジテレビ系番組枠であった。スペシャルIIもテレビユー福島の開局が予定よりも遅れたため福島県では未放送となった。
112. ↑  金曜の夜八時枠の略称。
113. ↑  第1シリーズのVHSソフトやDVDソフトのジャケットに使用されている（ただし、英語の筆記体が消されたものもある）ほか、以下のウェブサイトでも確認できる。
  - 3年B組の金八先生、定年退職へ 人気ドラマ3月で終了 - 写真ニュース 47NEWS（よんななニュース） 2011年1月21日付
    - 画像へのリンク

  - The History of TBS - TBS Global Site - TBSホームページ英語版に掲載された、社史ページ。
114. ↑  1クールの放送となった第3シリーズは2学期中盤から2学期末まで。2学期制が導入された第8シリーズでは後期を取り上げた。
115. ↑  第1・第2シリーズ内のオープニングで、生徒役の役者が当時所属していた複数の芸能事務所や児童劇団が協力としてクレジットされている。
116. ↑  プロダクションや劇団等に所属していない人はオーディションを受けることができなかったが、一般の視聴者から「自分も生徒役で出演したい」との要望も多く寄せられたという（第7シリーズ公式ホームページより）。
117. ↑  生徒役オーディションの倍率は男女合計のもので、男女比に差があるため一定していない。
118. ↑  オーディションの様子は各シリーズの公式ホームページ内でも紹介されている。
119. ↑  閉校式を行った2005年3月25日は、第7シリーズの最終回が放送された日である。閉校に先駆け、3月22日には同校において「さよなら二中コンサート」が開かれ、海援隊や3Bの生徒達が駆けつけ、ロケ等でお世話になった学校への名残を惜しんだ。
120. ↑  『勇者ヨシヒコと悪霊の鍵』では三又又三とホリが、『今日から俺は!!』ではムロツヨシが披露、また、三又とムロは先述のオープニングのパロディも披露した。
121. ↑  初出はSP1。他にも第4、6シリーズでも使用されたが何も1回のみ。
122. ↑  現在は「特定非営利活動法人 JHP・学校をつくる会」。
123. ↑  TBSには金八先生の劇中で実際に使われるソーラン節の法被や衣装が30着しかないため、選抜メンバーで演じた。
124. ↑  舞台を含めたチャリティーイベントの様子は第6,7シリーズ公式ホームページ内で紹介されている。
125. ↑  『完全版』は追加したシナリオの内容から「15歳以上対象」とされている。
126. ↑  駅からハイキング「『宿場町』から『学園都市』まで下町情緒あふれる『千住』の魅力再発見」

### 参照話数
※未使用の参照話数を使うときは両サイドにある「<!-- -->」を除去してください。
1. ↑  第2シリーズ第18回『入試直前面接心得』
2. 1 2  第2シリーズ第1回『心を病む子供達・その1』
3. ↑  第7シリーズ第1回『スタートスペシャル 史上最低の3B!!』
4. ↑  第1シリーズ第1回『3年B組金八先生』
5. ↑  第1シリーズ第2回『内申書』
6. ↑  第7シリーズ第13回『命とは何だろう…? 金八先生、涙の授業』
7. ↑  SP2『イレ墨をした教え子』
8. ↑  第4シリーズ第13回『ボク何になるの?』
9. ↑  SP9『道は遠くとも〜子供を救え!大人達よ立ち上がれ』
10. ↑  第1シリーズ第6回『十五歳の母 その3』
11. ↑  第1シリーズ第11回『母に捧げるバラード』
12. 1 2  第1シリーズ第9回『数学が好きになる法』
13. 1 2  第2シリーズ第10回『白紙答案の波紋』
14. 1 2  第2シリーズ第14回『東京は理社に弱い』
15. ↑  第4シリーズ第19回『ふくらみ過ぎた夢』
16. ↑  第4シリーズ第2回『3Bにもイジメ?』
17. ↑  第7シリーズ第21回『揺れる金八、大揺れの3B』
18. ↑  第6シリーズ第11回『年末スペシャル ワタシは男?それとも女?』
19. ↑  第8シリーズ第4回『父親はウザイか?』
20. 1 2  第4シリーズ第14回『オ受験母子の対決』
21. ↑  SP10『友を信じる心〜お前死んだらオレ泣くぞ・3B一年ぶり大集合』
22. ↑  第7シリーズ最終回『卒業スペシャル・25年目の贈る言葉〜さよなら桜中…涙のソーラン節!』
23. ↑  第4シリーズ第9回『3B文部省へ行く』
24. ↑  第5シリーズ第21回『ガラスの少年4』
25. ↑  第8シリーズ第2回『赤い私服の転校生』
26. ↑  第5シリーズ第3回『不登校第一号!』
27. ↑  第7シリーズ第6回『からだという本』
28. ↑  第1シリーズ第10回『女生徒軍団朝帰り』
29. ↑  第1シリーズ最終回『さよなら金八先生』
30. ↑  第6シリーズ第3回『ガン告知の時…』
31. ↑  第7シリーズ第4回『金八遂に大激怒!』
32. ↑  第7シリーズ第14回『車掌がトラメガを捨てたワケ』
33. ↑  第8シリーズ第3回『広がる私服登校』
34. ↑  第4シリーズ第1回『3年B組金八先生』
35. ↑  第1シリーズ第21回『受験戦争に消えた命』
36. 1 2  第4シリーズ第21回『印度カレーの神秘』
37. ↑  第4シリーズ第15回『タコヤキお守り』
38. ↑  第4シリーズ第7回『正常と異常の間』
39. ↑  第4シリーズ第20回『男が得? 女が得?』
40. ↑  第6シリーズ第22回『卒業直前スペシャル アタシは直を許さない』
41. ↑  第3シリーズ第3回『穴があったら入りたい』
42. 1 2  第3シリーズ第2回『新人先生は一年生』
43. ↑  第3シリーズ第8回『三年二学期・期末テスト』
44. ↑  第3シリーズ第1回『ウンコの旅』
45. ↑  第1シリーズ第7回『学ラン長ラン大混ラン』
46. ↑  第2シリーズ第23回『卒業式前の暴力1』
47. 第2シリーズ第22回『父の死と高校進学』

- 古沢保 『3年B組金八先生 卒業アルバム 桜中学20年の歩み』 同文書院、2000年。
- 古沢保&TV LIFE編集部 『3年B組金八先生 PERFECT BOOK [みんなで歩いたまっすぐな道]』 学習研究社、2002年。
- 古沢保編著 『ザテレビジョン別冊 「3年B組金八先生」25周年記念メモリアル 〜すべての人に捧げる"贈る言葉"〜』 角川書店〈カドカワムック No.202〉、2004年